# Château du Petit Trianon
Vous lisez un « article de qualité » labellisé en 2012.
Pour un article plus général, voir Petit Trianon.
Le château du Petit Trianon est un bâtiment situé dans le domaine du Petit Trianon, au sein du parc de Versailles, dans le département français des Yvelines, en région Île-de-France.
Construit par l'architecte du roi Louis XV, Ange-Jacques Gabriel, de 1762 à 1768, il est considéré comme un chef-d'œuvre du néoclassicisme, alliant le goût le plus moderne et l'intégration à la nature environnante.
Édifié pour madame de Pompadour qui meurt avant de le voir achevé, il est inauguré par madame du Barry en 1768, presque vingt ans après les premiers aménagements du Nouveau jardin du roi. Car, s'il est le plus imposant du domaine du Petit Trianon, il n'en est pourtant pas le premier bâtiment, mais se situe au contraire dans la continuité d'un projet qui s'étale sur quatre décennies. Il est offert par Louis XVI, dès son avènement, à sa jeune épouse Marie-Antoinette qui lui donne son empreinte, associant pour toujours, dans l'imaginaire du public, l'édifice et la reine.
De plan carré de vingt-trois mètres de côté, l'édifice doit sa particularité à ses quatre façades comprenant cinq hautes fenêtres scandées par des colonnes ou pilastres de l'ordre corinthien. En raison de la déclivité du terrain, le rez-de-chaussée du château n'est accessible que par les faces donnant sur le sud et sur l'est ; cet étage est réservé au service. L'étage « noble », où l'on entre par le grand escalier d'un vestibule conçu comme une cour intérieure, comprend les pièces de réception et l'appartement de la Reine. Un entresol de trois pièces abrite la bibliothèque de Marie-Antoinette. En attique, plusieurs logements autrefois attribués à Louis XV et sa suite accueillent aujourd'hui l'évocation des « Dames de Trianon », ces femmes qui ont imprégné ces murs de leur marque.
La décoration, confiée par l'architecte Ange-Jacques Gabriel à Honoré Guibert, est entièrement basée sur la nature et le goût de l'antique. Véritable prolongement architectural des jardins avoisinants, le château est orné de sculptures de fleurs et de fruits, les peintures sont des allégories des saisons ou des fleurs, les meubles sont agrémentés de motifs champêtres.
Symbole d'une monarchie nouvelle, qui aspire à plus d'intimité et de quiétude que la représentation permanente imposée par Louis XIV, le château du Petit Trianon est aussi la fragilité du système que condamne la Révolution française de 1789. Néanmoins épargné par les années, il demeure le « château des femmes », bénéficiant au XIXe siècle de l'engouement des souveraines Marie-Louise, Marie-Amélie et Eugénie. Les campagnes de restauration réalisées au début du XXIe siècle lui redonnent l'allure qu'il avait le jour où Marie-Antoinette le quitte pour la dernière fois, comme si le temps s'était arrêté.
Classé avec le château de Versailles et ses dépendances au titre des monuments historiques par la liste de 1862 et par arrêté du 31 octobre 1906, il est également inscrit au patrimoine mondial de l'Unesco depuis 1979. Il est aujourd'hui ouvert au public dans le cadre du musée national des châteaux de Versailles et de Trianon, au sein du Domaine de Marie-Antoinette.

## Construction

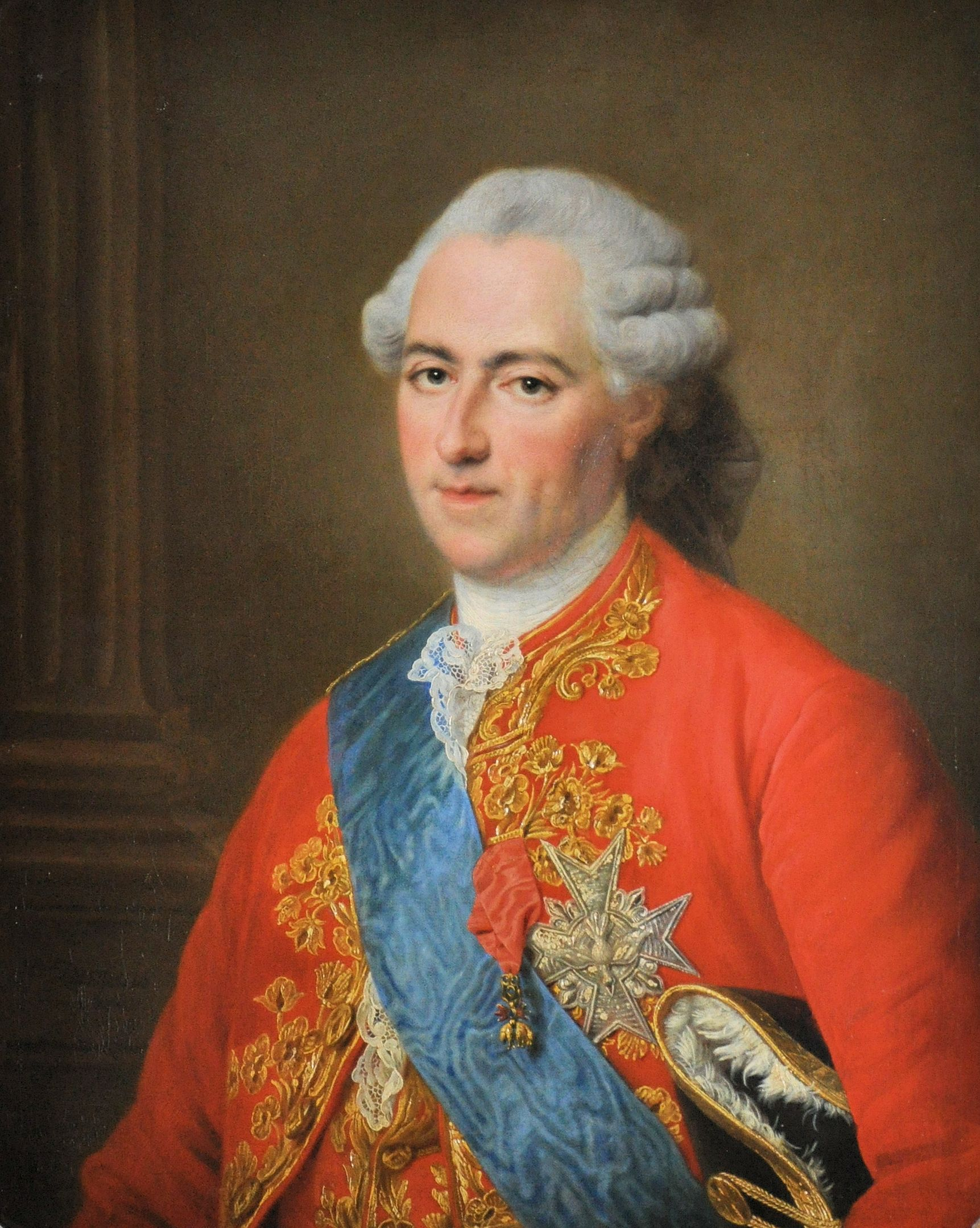
Portrait de Louis XV
François-Hubert Drouais, 1773.

Le roi Louis XV dont la personnalité triste et secrète confine à l'ennui, décide en 1749 de reprendre possession de Trianon, qu'il « aimait tant » étant enfant, mais dont les douleurs ressenties en ce refuge à l'occasion de plusieurs deuils l'avaient éloigné. Encouragé par sa favorite, madame de Pompadour, il fait bâtir, sur de nouvelles parcelles au nord-est du château de marbre, quelques bâtiments permettant de renouer avec l'idée d'une petite fantaisie de campagne qui avait autrefois prévalu au Trianon de porcelaine de son aïeul. Une ménagerie est consacrée à des animaux de ferme et de basse-cour et deux petits pavillons sont édifiés au sein d'un nouveau jardin à la française.
Cet espace jardinier, Nouveau jardin du roi, qui permet au Roi d'aspirer à son goût pour la botanique et l'horticulture, ne suffit bientôt plus et l'on commence dès 1758 à réfléchir à la construction d'un petit château de campagne afin de fermer la perspective des parterres à la française. Les premières ébauches s'inspirent du tout nouveau château de l'Hermitage du prince de Croÿ conçu selon un plan centré.
Le projet est retardé par la guerre de Sept Ans, mais ces événements permettent d'accroître le temps de réflexion et de fixer les hésitations des premiers plans. Celui de 1761 ne comprend que trois fenêtres par façade. Seule celle sur le jardin botanique présente quatre croisées sans ressaut, mais est mal adaptée au nivellement. Chaque croisée centrale est sommée d'un fronton circulaire, le tout étant richement orné, voire surchargé. Les proportions sont mal équilibrées et les escaliers trop modestes. Cela ne convainc pas et ne parvient pas à surmonter les indécisions dont le Roi est souvent l'objet.
L'idée, qualifiée plus tard de « géniale », est de porter à cinq le nombre de croisées par façade, permettant à l'édifice de gagner en majesté par rapport aux premières ébauches et de satisfaire les exigences du terrain. On conserve le principe de quatre pilastres ou colonnes, selon l'orientation cardinale, qui viennent scander régulièrement les hautes fenêtres. La stéréotomie est finalement préférée, caractérisée par un décor ornemental uniquement géométrique. L'édifice est de plan carré et les dimensions, de douze toises par côté,, sont fixées par la largeur du jardin à la française. C'est le choix d'un ordre colossal qui confère au bâtiment, malgré ses dimensions modestes, un caractère monumental tout en conservant l'harmonie des proportions.
La décision finale intervient le 20 mai 1762 et 700 000 livres sont affectées à la construction dès la signature du traité de Paris mettant fin à la guerre de Sept ans. Le chantier de ce qui porte encore le nom de « Pavillon du Roi » est confié à Louis Le Dreux de La Châtre, l'un des meilleurs architectes de l'équipe d'Ange-Jacques Gabriel. Soixante-quinze tailleurs de pierre et cent vingt maçons sont mobilisés. Les fondations sont faites fin 1762. Le gros œuvre s'étend sur les deux années suivantes et l'édifice est couvert en 1764. Lors des campagnes de 1765 à 1768, on réalise les sculptures, la menuiserie, la serrurerie et la peinture. Afin de donner un air nouveau à la décoration, on préfère aux traditionnels sculpteurs du Roi, Jacques Verbeckt et Jules-Antoine Rousseau, un nouvel artiste, Honoré Guibert, qui travaille « dans le goût grec ».
S'il est qualifié de chef-d'œuvre, le bâtiment ne l'est pourtant ni pour son innovation ni pour son originalité. L'architecte, plus simplement, a su assimiler diverses références, s'inspirer des inventions et des courants du moment, assembler les meilleurs modèles des maisons les plus admirées. Cet équilibre, presque évident, entre l'antique et le moderne — deux genres à priori incompatibles — se dissimule derrière une apparente simplicité : dans la nouveauté, Gabriel ajoute à la force et à la noblesse du classicisme hérité de Mansart l'élégance du XVIIIe siècle.

## Le château des femmes

### De Pompadour à Du Barry

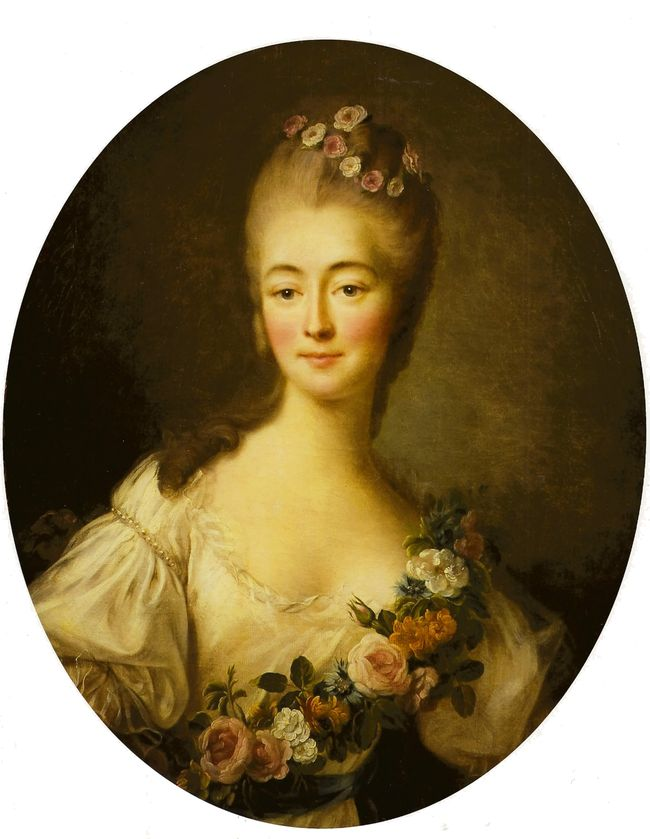
Portrait de la comtesse du Barry en Flore
François-Hubert Drouais, 1769

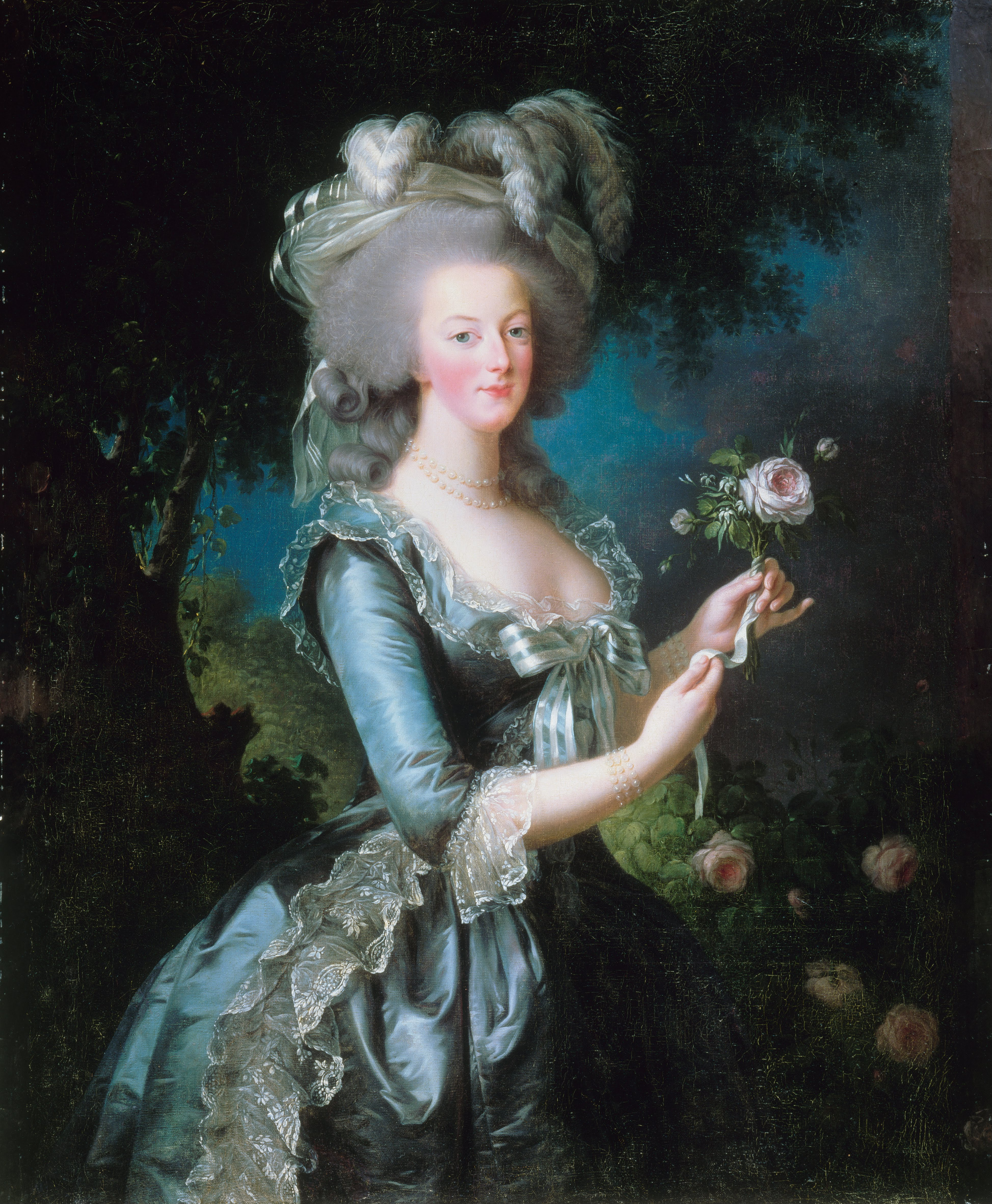
Marie-Antoinette « à la rose »
Élisabeth Vigée Le Brun, 1783

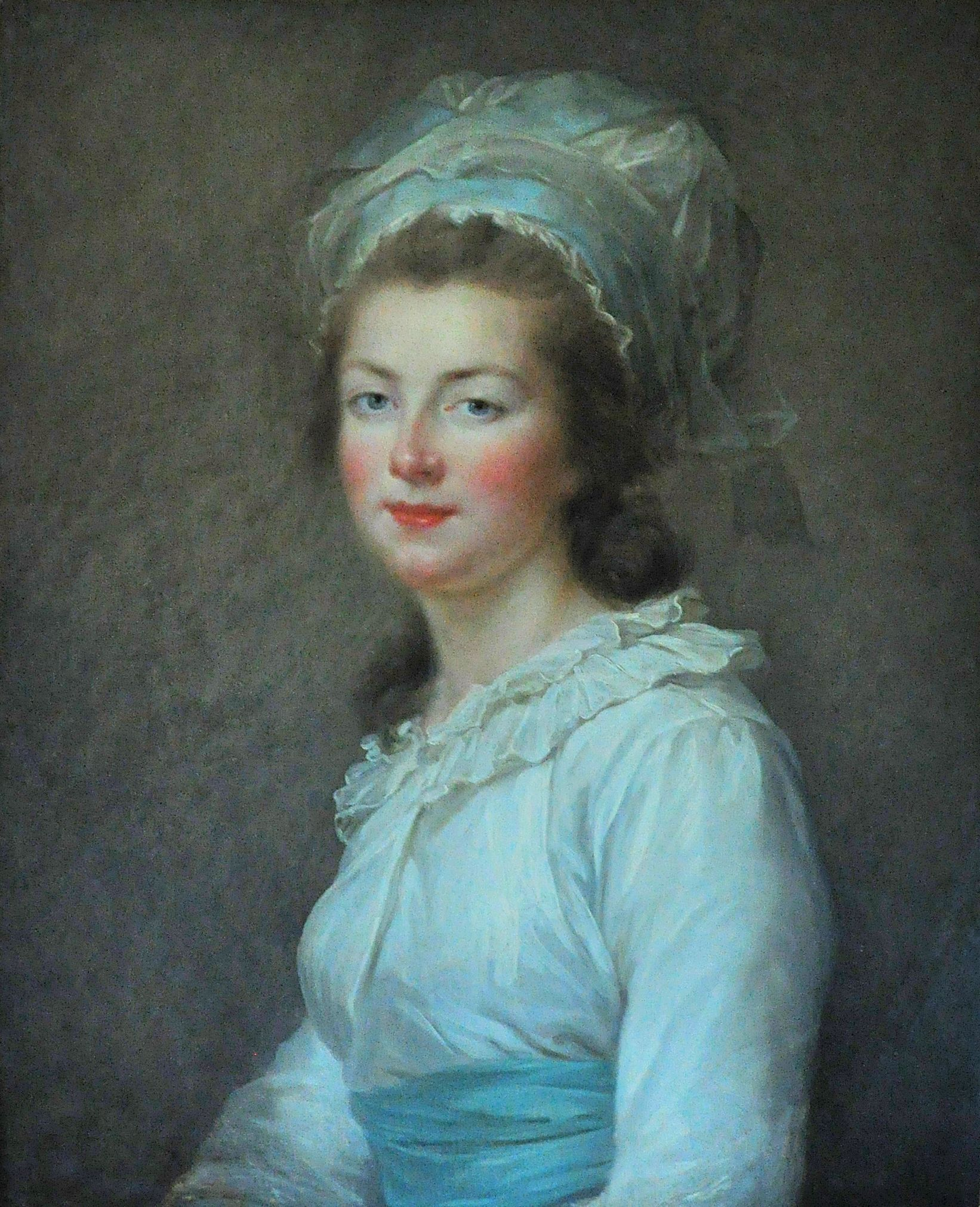
Madame Élisabeth
Élisabeth Vigée Le Brun

Pauline Bonaparte
Robert Lefèvre, 1806

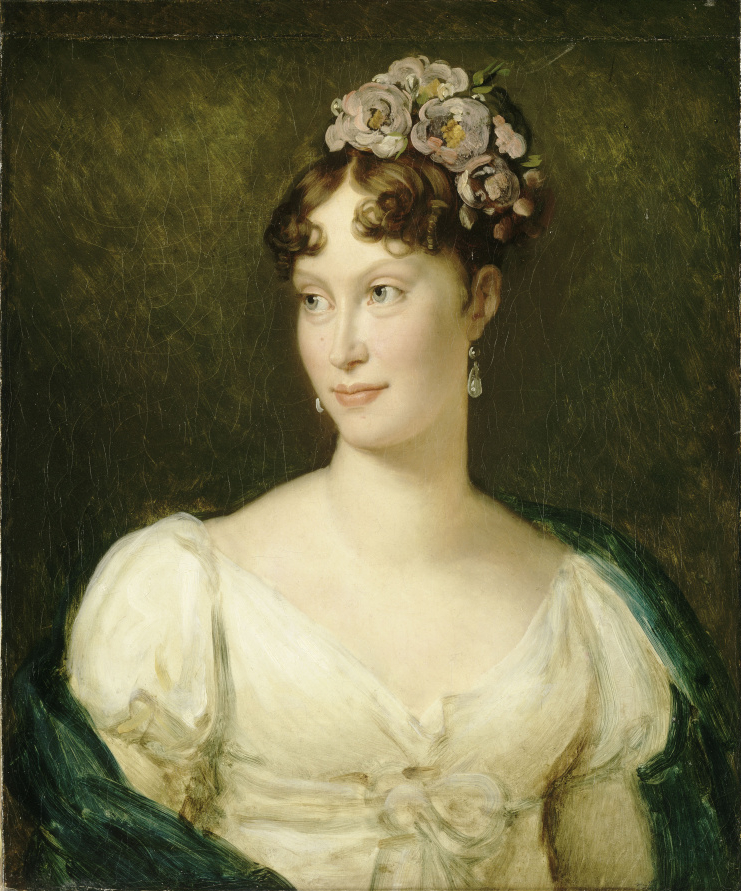
Portrait de l'impératrice Marie-Louise
François Gérard, 1812, musée du Louvre.

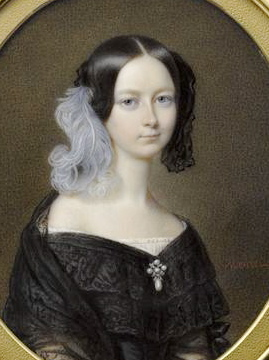
Hélène de Mecklembourg-Schwerin, duchesse d'Orléans, en veuve
Miniature par François Meuret, vers 1843, musée Condé.

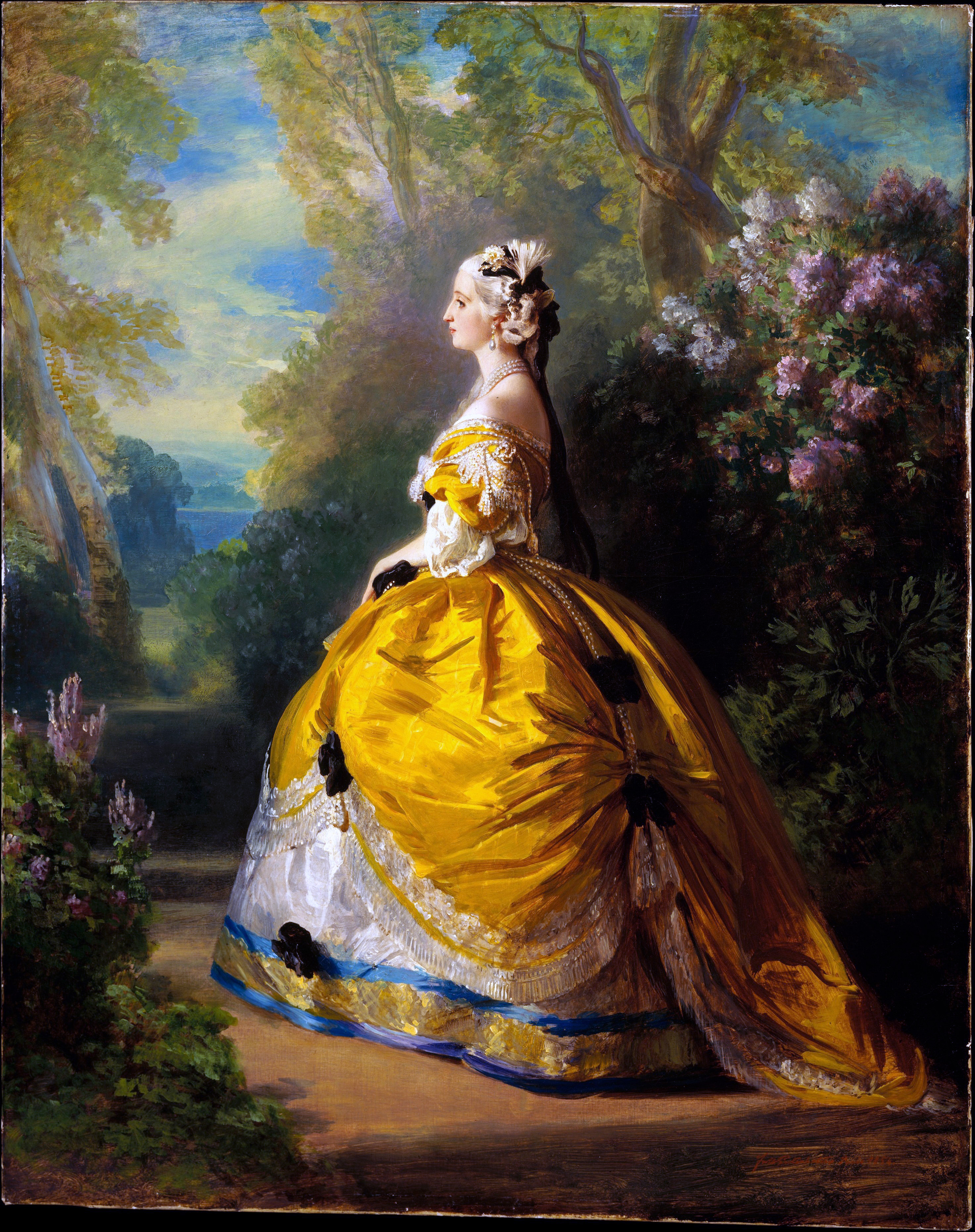
L'impératrice Eugénie en robe de style Marie-Antoinette
Franz Xaver Winterhalter, 1854, Metropolitan Museum of Art.

Le château n'est achevé qu'en 1768, soit quatre ans après la mort de madame de Pompadour. Il est donc attribué à madame du Barry, nouvelle favorite de Louis XV. Si le Grand Trianon demeure le lieu des fêtes et des réceptions, le Petit devient rapidement un lieu d'intimité. La Pompadour avait marqué le projet d'un raffinement d'avant-garde en matière d'art et de décoration. Le château est voué aux fleurs, ornement principal, mais appartient au roi : au-delà de la symbolique sur les maîtresses royales, la notion d'harmonie entre la décoration et les jardins avoisinants est omniprésente.
Dérogeant à son statut de roi, Louis XV cède son cabinet intérieur, le mieux situé du château, à madame du Barry qui en fait sa chambre, tandis qu'il s'installe à l'attique. Elle est la première à demeurer régulièrement au Petit Trianon, loin de l'hostilité que lui vouent les filles du Roi et les dauphins. C'est dans ce château que le Roi, venu en compagnie de sa favorite le 26 avril 1774, ressent les premiers symptômes de la maladie qui l'emporte deux semaines plus tard. La maîtresse royale, qui a déjà quitté Versailles depuis cinq jours, n'y reparaît plus, ayant reçu du nouveau roi une missive, transmise par le duc de la Vrillière, lui intimant de se rendre au couvent du Pont-aux-Dames.

### Marie-Antoinette
Pour la première fois, une reine de France devient propriétaire d'un château : en juin 1774, Marie-Antoinette reçoit en cadeau de son époux, le nouveau roi Louis XVI, le domaine du Petit Trianon. Le lieu répond parfaitement à ses aspirations, elle se sent à son aise dans cette atmosphère florale qu'elle a désirée sans pour autant l'avoir décidée : les coupes de fruits sculptées dans les lambris par Guibert, les métamorphoses des divinités en fleurs selon les vœux de Cochin et les pinceaux de Lépicié ou Jollain, les scènes champêtres composées par Lagrenée ou Vien, les jardins fleuris et botaniques sous ses fenêtres dessinés par Richard ou Jussieu, les motifs fleuris des meubles de Foliot ou Joubert, tout concourt à satisfaire l'aspiration de la Reine à s'évader des contraintes de la cour de Versailles vers un univers consacré à la nature.
Durant les premières années, elle ne fait que peu de transformations. Sa tentative de retirer deux tableaux qui heurtent sa pudeur dans la grande salle à manger est vaine. Elle fait simplement inscrire son chiffre dans la rampe de l'escalier et supprimer l'escalier du nord-est. L'installation de glaces mouvantes devant les fenêtres de son boudoir commence néanmoins à faire jaser. Ce n'est que plus tard, après avoir mené à bien son grand projet d'aménagement de ses jardins, qu'elle entreprend quelques rénovations dans ses appartements.
Au mépris du protocole, la Reine prend l'habitude de loger à « son » château, le Roi n'y venant que souper en invité. Les règlements sont faits « au nom de la Reine », et non du Roi ; Marie-Antoinette se comporte comme une simple châtelaine, rompant avec le cérémonial ou les toilettes royales : « Trianon, je n'y tiens point de cour, j'y vis en particulière ». Elle reçoit ses intimes : on joue, on chante, on danse, on fait de la musique, on se promène dans les jardins. Les hommes sont invités mais pas plus que le Roi ne dorment au château. Les femmes sont les maîtresses du lieu et plusieurs d'entre elles logent à la suite de la Reine : Madame Élisabeth, qui veille sur Madame Royale, la comtesse de Polignac, mais aussi la princesse de Chimay, la comtesse d'Ossun ou madame Campan, la femme de chambre. En dix ans, elle séjourne cent seize jours dans son château.
Ce mode de vie, alliance de simplicité apparente, de luxe et de plaisir, est digne d'une jeunesse insouciante. C'est ainsi que se dessine la « légende noire » d'une souveraine qui, ne rêvant que d'intimité, se soustrait au regard du peuple, donnant consistance aux rumeurs les plus terribles.

### Pauline Bonaparte et l'impératrice Marie-Louise
Le Petit Trianon, abandonné à la suite du départ de la famille royale en 1789, dépouillé de tout son mobilier lors de la vente aux enchères de 1793 et même temporairement transformé en hôtel, est mis à la disposition de Pauline Borghèse, sœur préférée de l'empereur Napoléon Ier, respectant la tradition de cette résidence qui demeure le « château des femmes ». En 1805, on repeint l'ensemble des pièces de diverses teintes de gris. C'est au menuisier Benoît-François Boulard qu'est confiée la mission de remeubler les appartements, dans un style se rapprochant de l'Ancien Régime. L'impératrice Joséphine, qui ne vivra pourtant jamais au château du Petit Trianon, participe au choix des étoffes et du mobilier, que l'on veut plus riches et élégants que sous l'Ancien Régime. Même si l'architecte Trepsat ordonne le retour des toiles déposées au musée de Versailles durant la Révolution, la plupart des cadres demeurent vides durant l'Empire et sont simplement remplacés par des papiers peints représentant des paysages ou vert uni. Les travaux coûtent plus de 150 000 francs. La princesse, qui apprécie fort le château, y séjourne près de deux mois en juin et juillet 1805, puis une dernière fois en décembre 1809, lorsque Napoléon revient à Trianon afin de préparer le domaine pour sa nouvelle épouse.
L'impératrice, l'archiduchesse Marie-Louise d'Autriche, est la petite-nièce de la reine guillotinée par la Révolution française. Son mariage avec Napoléon, qu'on lui a pourtant enseigné à haïr, est aussi une conséquence du « traité de Schœnbrunn », du nom du palais qui a vu grandir Marie-Antoinette. Mais elle s'affranchit de ces symboles et des souvenirs difficiles liés au château, probablement sans même y songer ou par inconséquence, et se plaît à Trianon. Du Grand, elle s'évade vers le Petit, qui lui rappelle le château de Laxenburg de son enfance et où elle commence à laisser son empreinte. Elle loge dans la chambre de sa grand-tante, entièrement redécorée d'extravagance, sous un dôme de soie broché d'or qui masque les boiseries originales. Elle reprend le train de vie d'avant 1789 : un jeu de bagues est reconstitué à proximité du château, elle réhabilite le petit théâtre et redonne de somptueuses fêtes dans les jardins.

### La duchesse d'Orléans
Avec la monarchie de Juillet, la famille royale s'installe en 1837 au Grand Trianon. Le château du Petit Trianon est attribué au jeune couple alors appelé à succéder à Louis-Philippe : le duc et la duchesse d'Orléans. Ils occupent l'ancienne chambre de la Reine et un appartement de l'attique, conservant en grande partie le mobilier de l'Empire qui est néanmoins ré-agencé et retapissé. Très vite, avec la fourniture par deux nouveaux ébénistes, Alphonse Jacob-Desmalter et Louis-Édouard Lemarchand, d'un nouveau mobilier de complément, le château est réaménagé pour permettre un confort qu'il n'avait encore jamais connu. Il est aussi adapté aux commodités modernes, avec la création de deux petites salles de bain au centre de l'édifice et d'un escalier privé en colimaçon permettant une meilleure communication entre les appartements des époux. La demeure n'est plus un palais royal mais une demeure de campagne, adaptée au goût du moment. La duchesse, qui continue de séjourner à Trianon après la mort accidentelle de son mari, n'a pourtant plus le goût de ce château qu'elle trouve triste, se considérant elle-même « en exil ». Le lieu tombe en oubli après le départ de cette dernière princesse.

### L'impératrice Eugénie
L'impératrice Eugénie de Montijo éprouve pour Marie-Antoinette une sympathie proche de la dévotion et lui voue un véritable culte, à tel point que l'on retrouve ce besoin d'identification, poussé jusqu'au syncrétisme, dans des toiles de Franz Xaver Winterhalter la mettant en scène dans une évocation des jardins du Petit Trianon ou dans une robe de style fin XVIIIe siècle de la Reine,. À l'occasion de l'Exposition universelle de 1867, l'Impératrice souhaite organiser une rétrospective en hommage à la souveraine, se félicitant que « son âme, après plus d'un siècle d'errance, regagne enfin son havre de Trianon ». Eudore Soulié, premier véritable conservateur du château de Versailles, est chargé de rassembler les œuvres. Sur les directives de Louis-Joseph Napoléon Lepic, aide de camp de Napoléon III et superviseur du chantier, le petit château est vidé de son mobilier Empire, les façades nettoyées, les peintures raccordées, les sols abîmés remplacés et les portes réparées. À défaut d'une exactitude historique, le premier étage est entièrement garni de 144 objets « ayant été ou présumés avoir été à l'usage de la Reine ». La restauration coûte 5 000 francs. À la suite de cette manifestation, le Petit Trianon devient un musée consacré au XVIIIe siècle et à Marie-Antoinette, reine dont le mythe commence à s'imposer peu à peu.

### XXeetXXIesiècles
Pendant plus d'un siècle, le château n'est l'objet que de peu d'attention, malgré les efforts des conservateurs, architectes et historiens pour rendre la présentation plus conforme à ce que révèlent les archives. Mais le regain de popularité de Marie-Antoinette dès la fin du XXe siècle, accompagné de la sortie de succès cinématographiques qui lui sont consacrés et qui participent à la propagation du mythe, a porté à nouveau la lumière sur ce petit château de campagne d'une reine de France tour à tour adulée et conspuée, qui a, sans qu'elle ne s'en rende compte, contribué à son destin tragique,.

## Description
Le style néoclassique est en rupture totale avec le style rocaille du Pavillon français, construit par le même architecte en 1750. Inspiré par l’architecture néo-palladienne et peut-être de dessins de Jean-François Chalgrin, le bâtiment, de plan carré et surmonté d'une balustrade, s'élève sur trois niveaux et représente une surface totale de 1 458 m2. Entouré de jardins, il est visible de tous côtés, cette forme devant connaître un grand engouement jusqu'à la fin du XVIIIe siècle. Ses quatre façades comparables cachent cependant de subtiles différences, exigées entre autres motifs par la déclivité du terrain. Celle donnant vers l'ouest, c'est-à-dire sur le Jardin français, est la plus riche : elle est ornée d'un avant-corps de quatre colonnes isolées de style corinthien surmontées de chapiteaux,. Du côté de la cour sud, le rez-de-chaussée est à bossages horizontaux, alors que le grand étage et l'attique sont scandés de pilastres corinthiens. La façade donnant sur le nord est de même composition, mais ne comportant que les deux étages supérieurs elle ouvre sur le Jardin anglais par deux rampes comparables à celles de l'ouest. La façade orientale sur l'ancien jardin botanique possède un accès en rez-de-chaussée, lui aussi à bossages horizontaux créant une base continue, mais reste dénuée de colonnes ou pilastres, la principale décoration étant destinée aux jardins d'agrément, au détriment des serres et plates-bandes réservées à l'étude. Les sculptures ornant les corniches, architraves et cadres des croisées sont néanmoins identiques sur les quatre faces, marquant une certaine sévérité de ce retour à l'antique. Le comble plat à l'italienne est dissimulé par une balustrade en guillochis percés à jour.

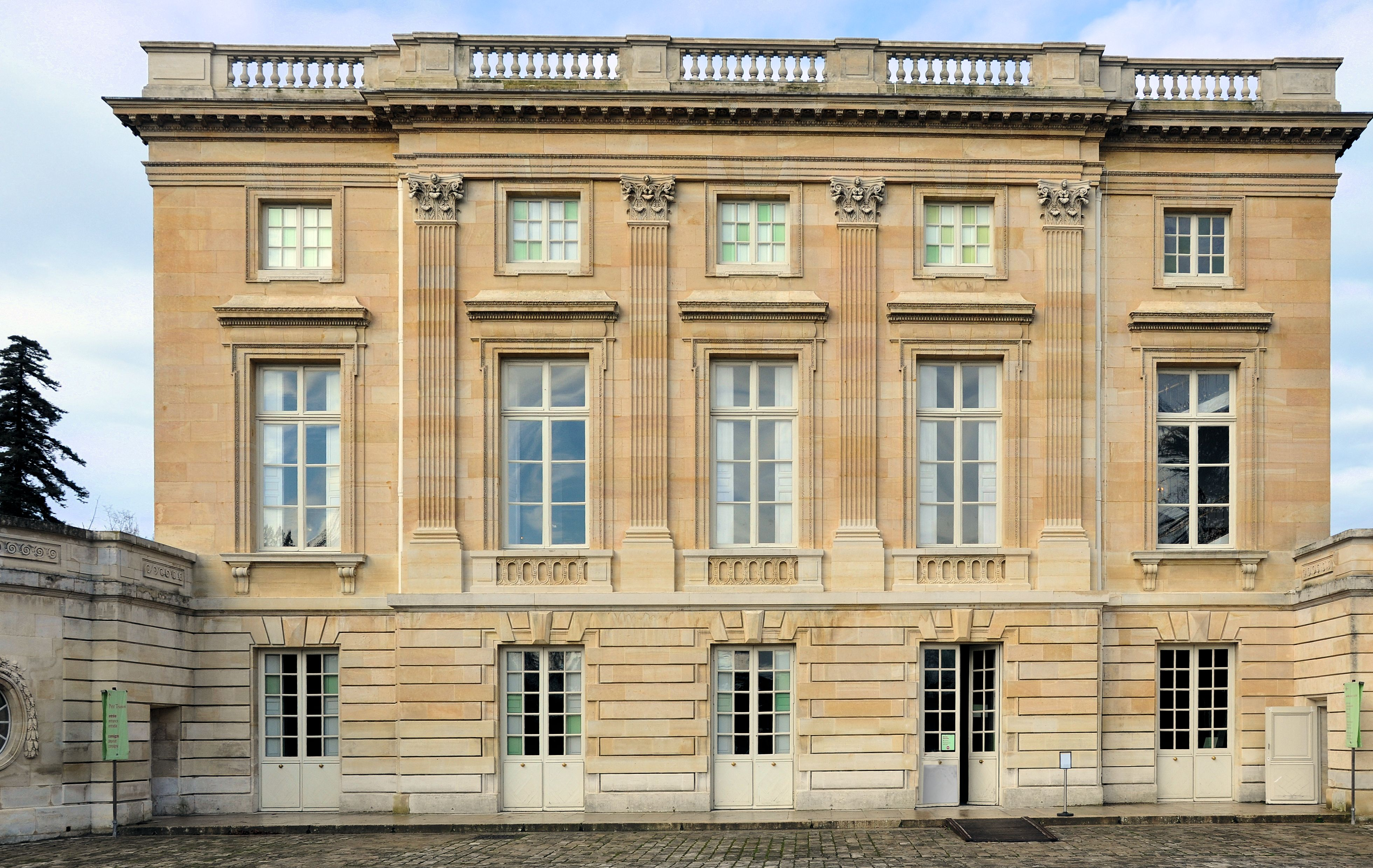
Façade sud donnant sur la cour d'entrée, ornée de pilastres.
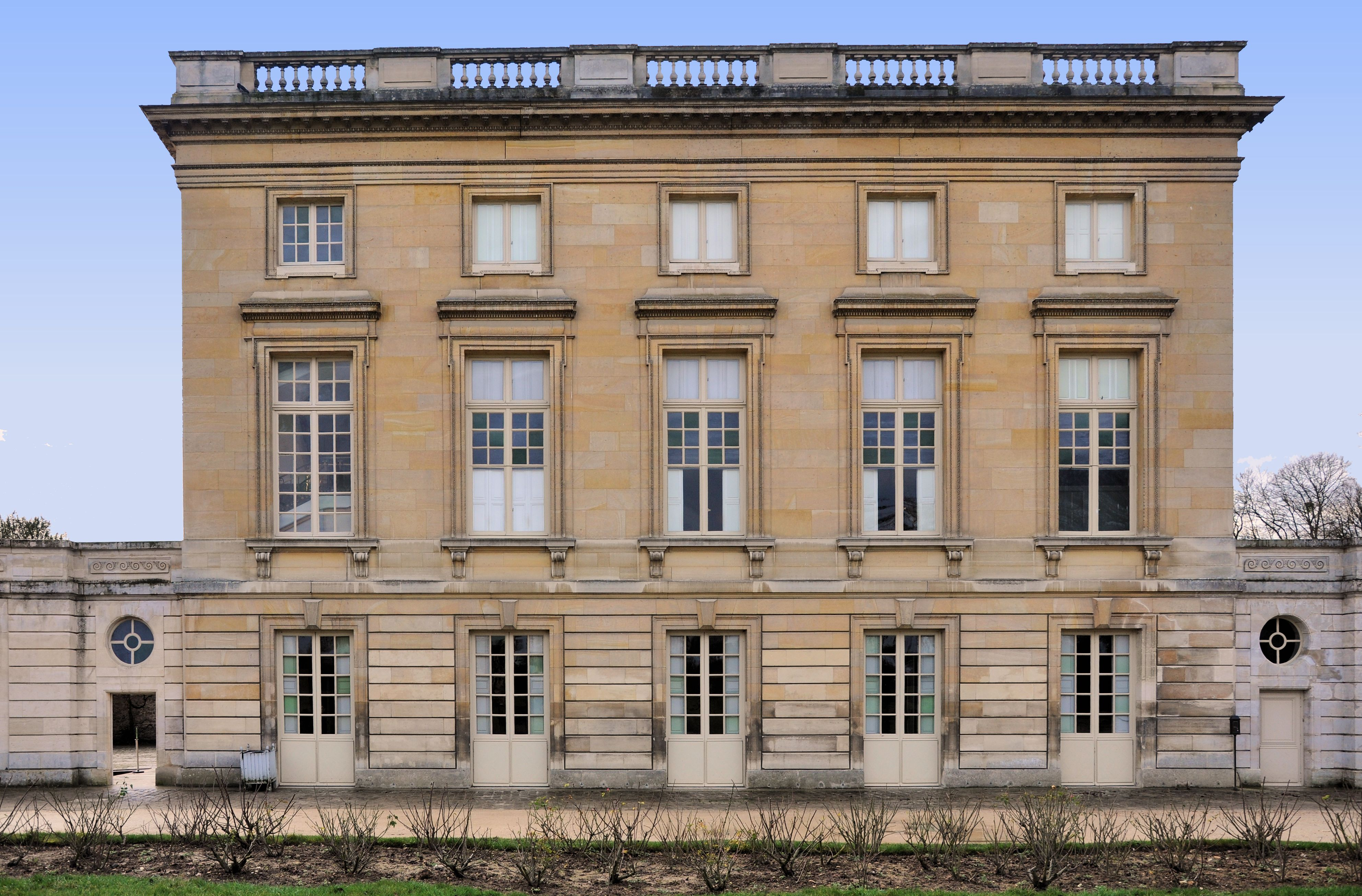
Façade est donnant sur l'ancien jardin botanique, sans colonnes ni pilastres.
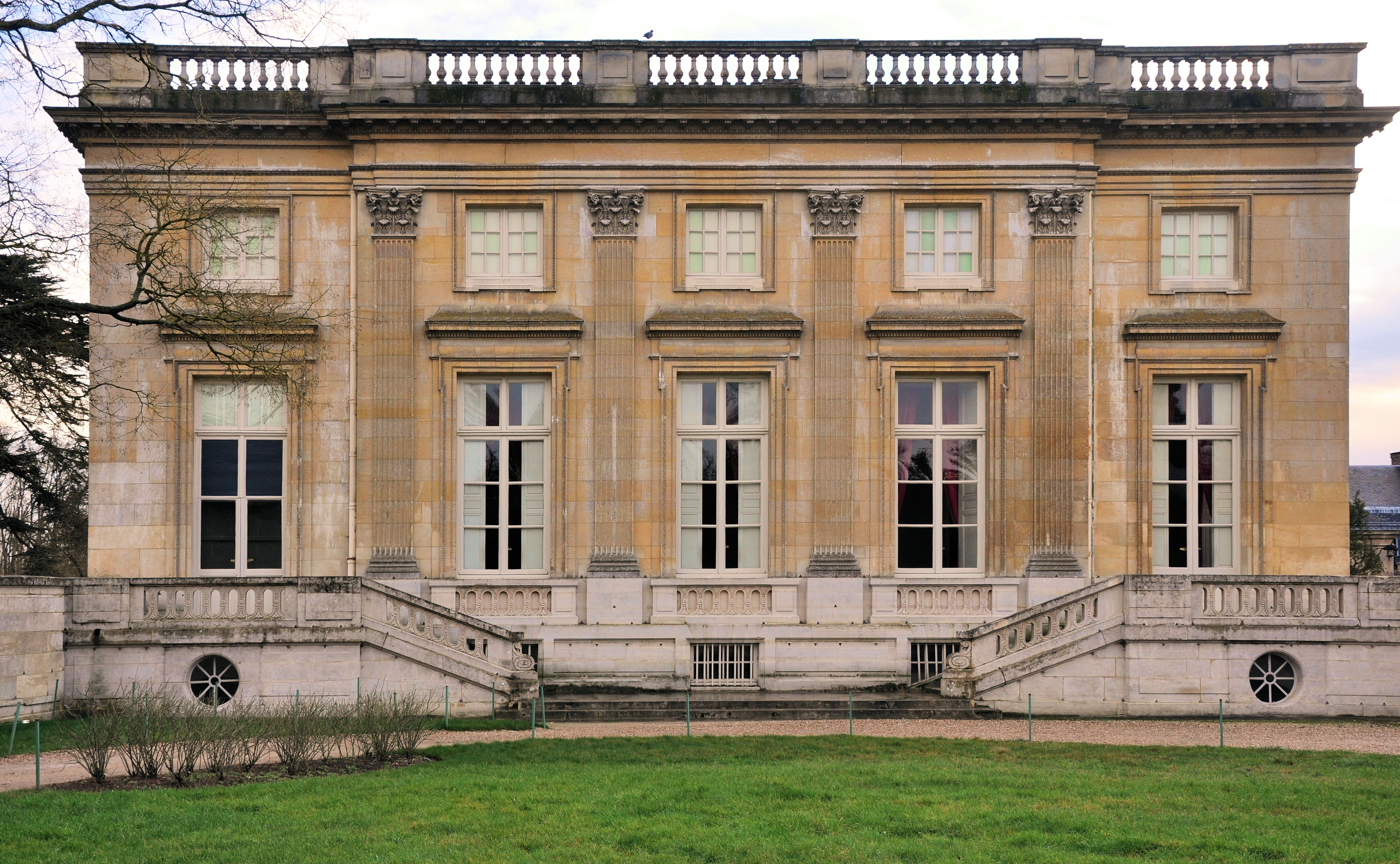
Façade nord donnant sur le Jardin anglais, ornée de pilastres.
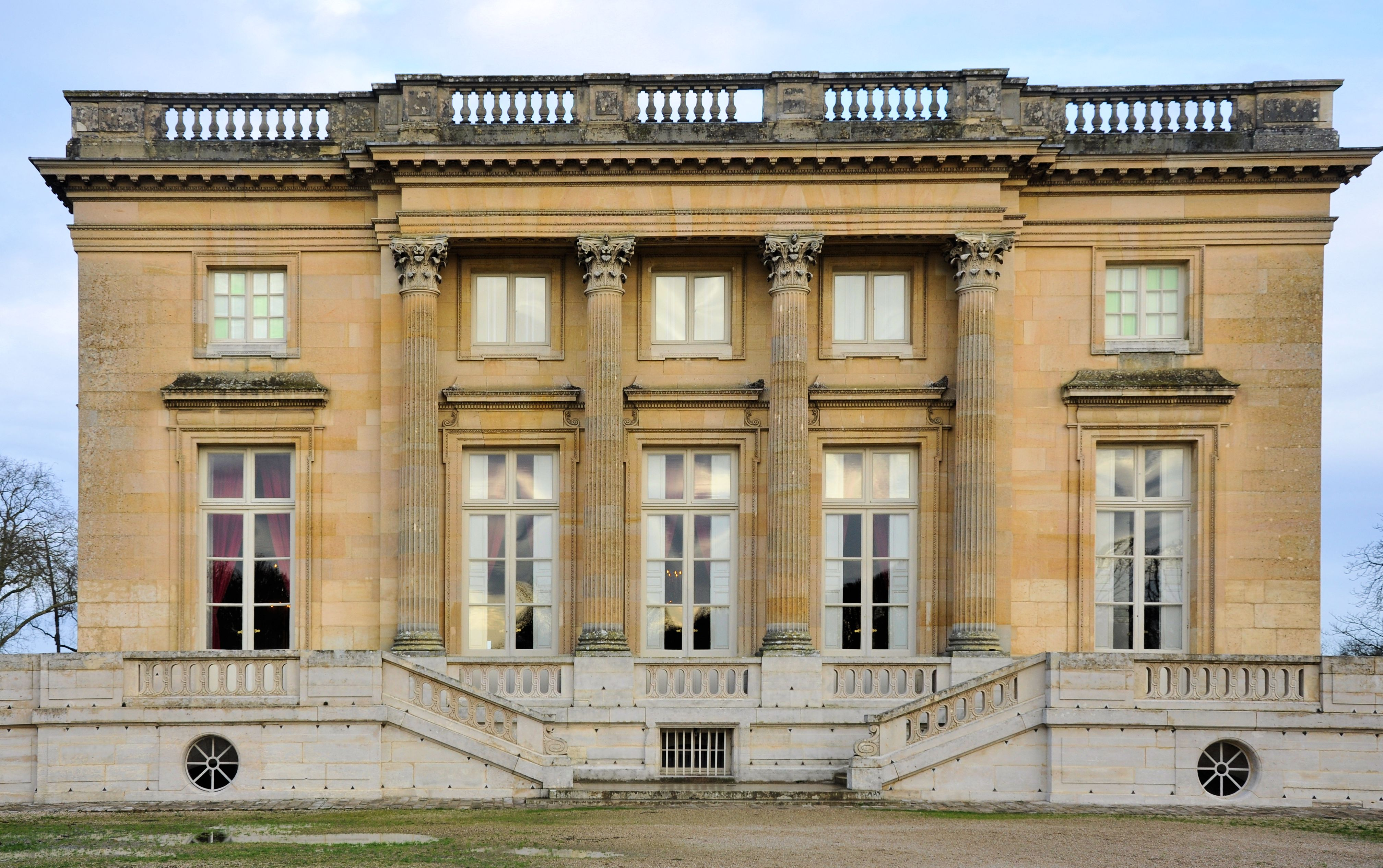
Façade ouest donnant sur le Jardin français, ornée de colonnes.

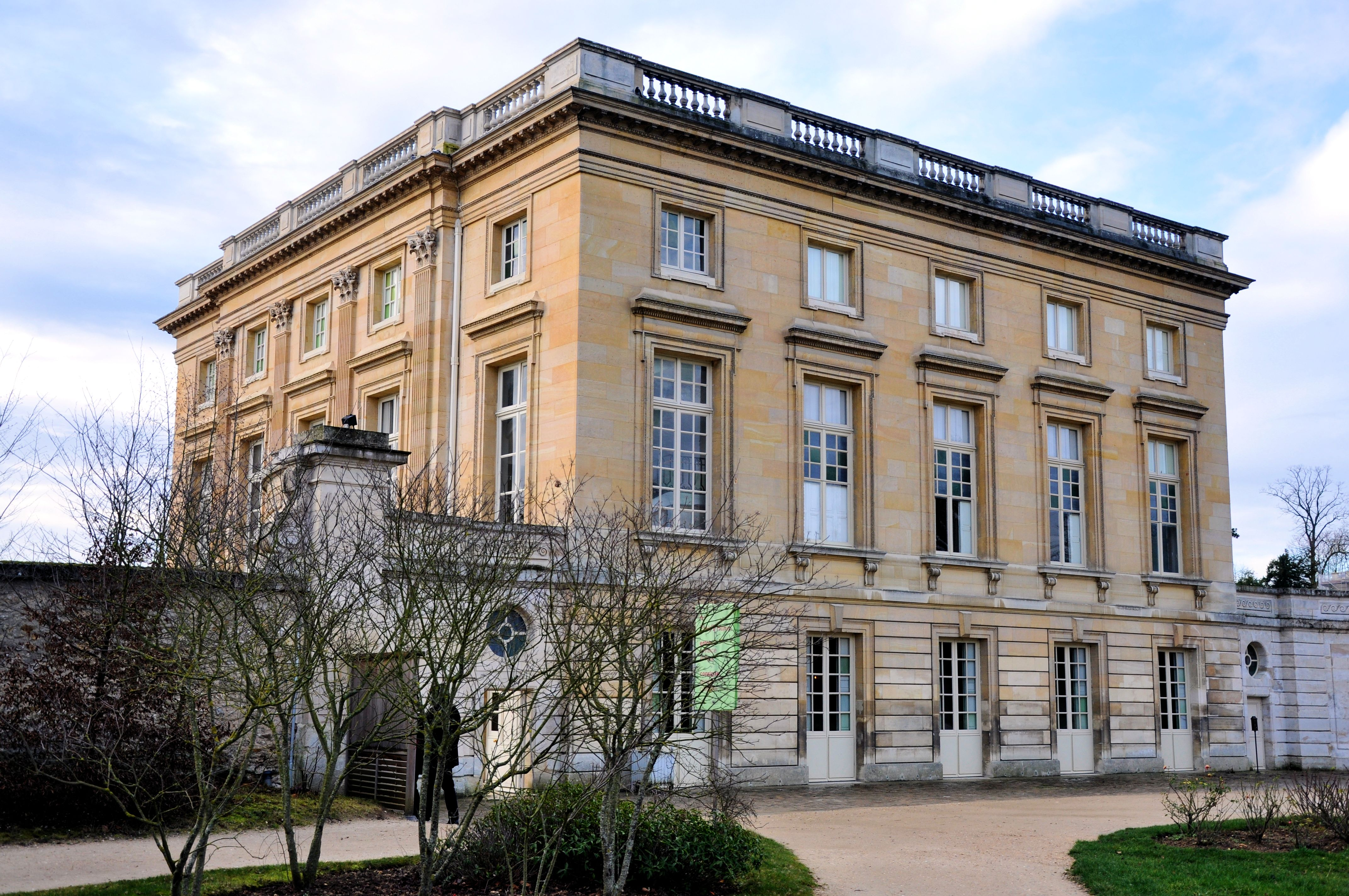
Façades sud et est.
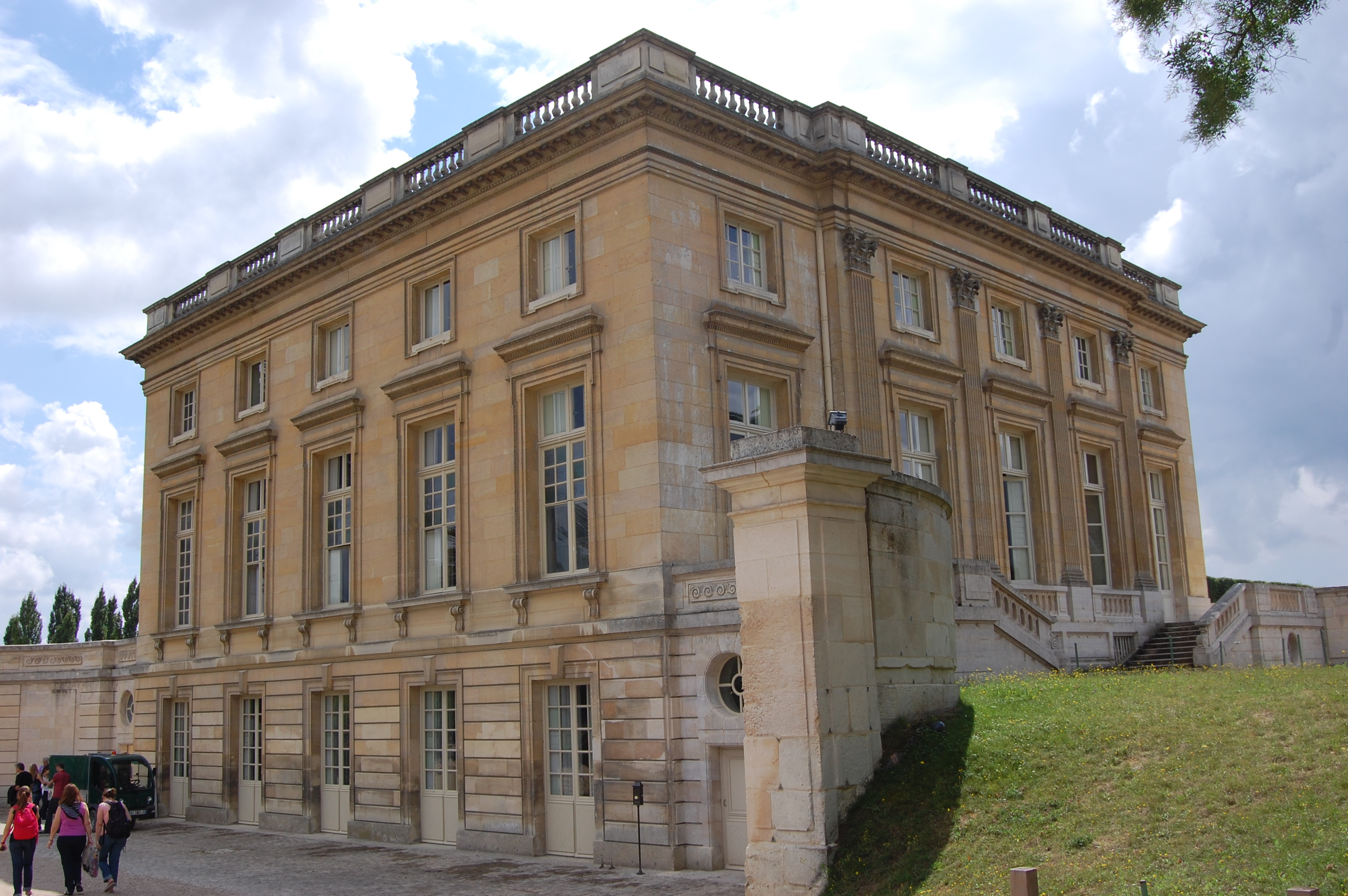
Façades est et nord.
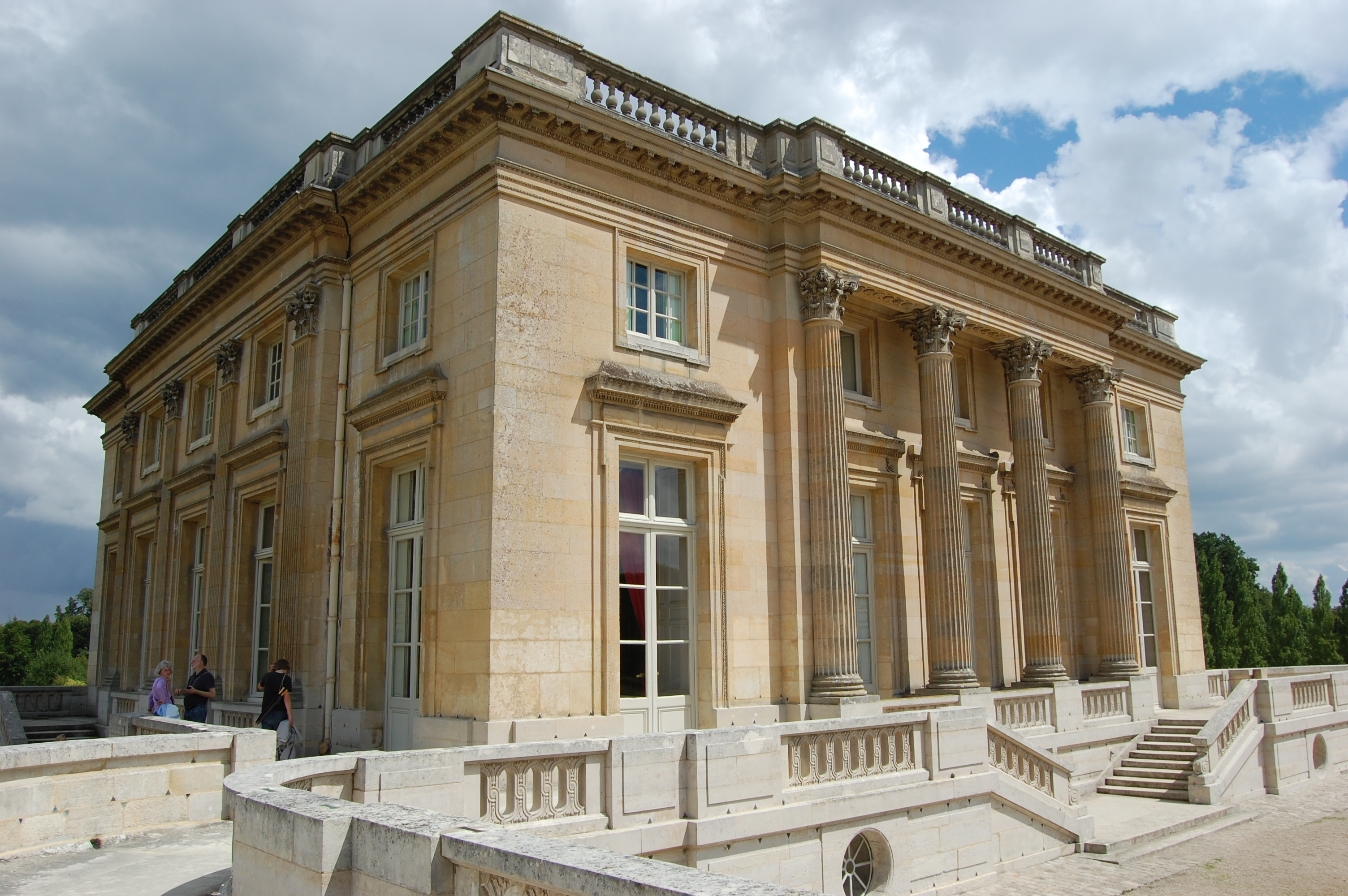
Façades nord et ouest.
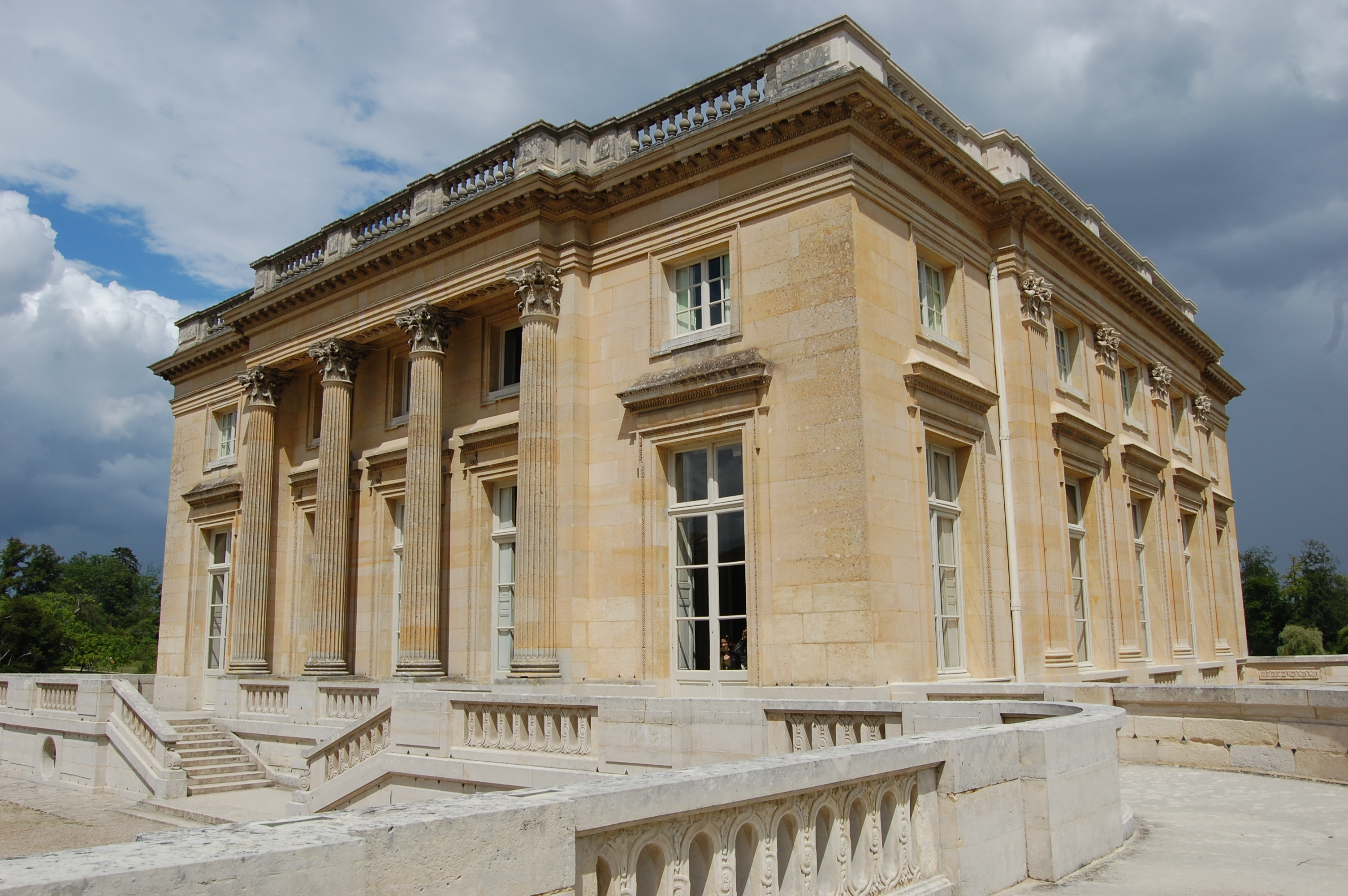
Façades ouest et sud.

La décoration est marquée par une subtile évolution de l'art et non par une victoire absolue de la modernité ; si subsistent certaines habitudes anciennes, comme la coquille ou les trophées d'Amour, elles côtoient des formes nouvelles, dans la sculpture ou la menuiserie, dont les motifs sont directement inspirés des jardins de Trianon, tels que les guirlandes de feuilles ou la profusion de fruits.
Le rez-de-chaussée, accessible seulement depuis les côtés du sud et de l'est en raison du dénivelé du terrain, abrite essentiellement les communs. Le jeu des terrasses permet de dissimuler les circulations nécessaires au service du Petit Trianon, et, en particulier, la communication avec les édifices annexes, comme le théâtre ou la chapelle. Au premier étage se trouvent les pièces de réception et l'appartement de la Reine. À l'attique se situent l'appartement du Roi et ceux des invités. Par le perron on accède directement à l'étage noble. Semblant ouvert sur les jardins, l’étage des salons est en fait situé au-dessus d’un rez-de-chaussée qui donne, du côté de Versailles, sur une petite cour d’honneur rectangulaire arrondie aux angles, réaménagée du temps de Marie-Antoinette, encadrée d'un petit mur et d'une haie de charmilles et fermée par une grille vert tendre flanquée de deux guérites pour les sentinelles. En face se trouve l'avenue du Petit Trianon qui permet de rejoindre le château de Versailles.

### Rez-de-chaussée

Plan du rez-de-chaussée du Petit Trianon

On accède au rez-de-chaussée, qu'on appelle au XVIIIe siècle « les souterrains », par le vestibule ouvrant par deux portes sur un modeste perron de la cour d'entrée, au sud du château. À gauche se trouve la salle des gardes et à droite, la salle de billard, le reste étant réservé à l'usage du service. Affecté, avant la restauration achevée en 2008, à l'accueil du public et aux services, cet étage retrouve sa destination première ; l'entrée se fait comme à l'ancien temps par la maison du Suisse.

#### Vestibule

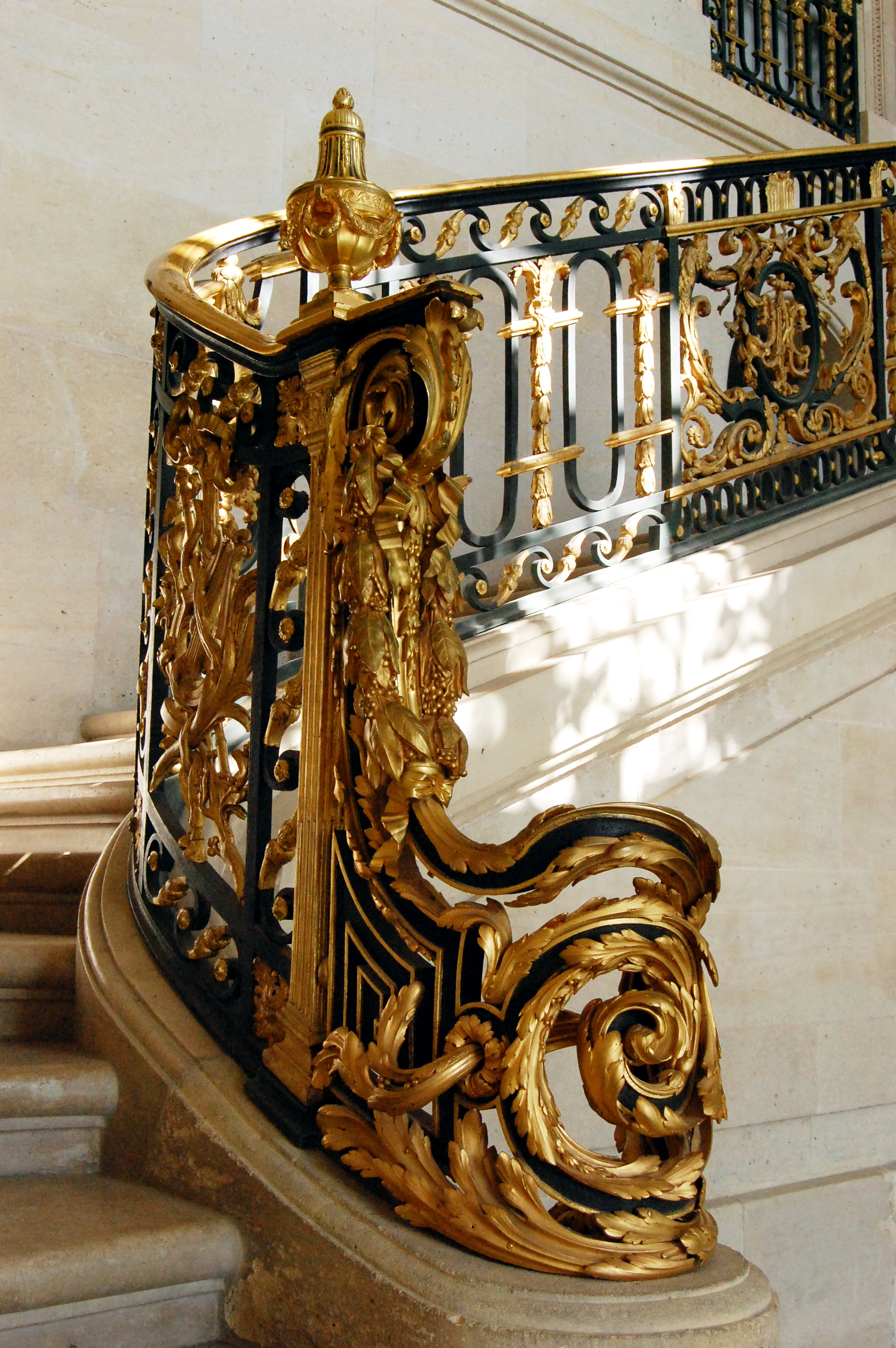
Départ de la rampe.

Du vestibule, on accède à l'escalier d'honneur du château, tournant à deux volées droites, construit en pierre calcaire de Saint-Leu et orné d'une rampe en bronze doré et fer forgé, œuvre des serruriers Louis Gamain et François Brochois. Son dessin est ample et scandé de médaillons ovales à tête de coq, qui portaient à l'origine le chiffre de Louis XV, remplacé ensuite par celui de Marie-Antoinette, les lettres M et A entrelacées. Le décor mural est simplement traité en pierre de taille, formant une transition ornementale entre l'intérieur et l'extérieur. Le sol est carrelé de marbre blanc veiné et vert Campan, couleur rappelant les verdures des jardins.
Située en retrait sous les volées de l'escalier, une porte donne accès au réchauffoir couvert d'une voûte surbaissée. Sur le demi-palier de l'escalier à la septième marche, une autre petite porte, à gauche, permet de rejoindre l'ancienne galerie chinoise du jeu de bague par un long corridor créé en 1781 — transformation la plus importante apportée par Marie-Antoinette au château —, et situé sous la terrasse faisant face au Jardin français.

#### Salle des gardes
Un premier projet de 1763 prévoit dans cette grande salle du rez-de-chaussée une bibliothèque botanique, qui n'est finalement pas réalisée, et l'on y trouve, jusqu'au milieu du XIXe siècle, les gardes du corps. Pour cette raison, le décor est simple : les murs sont décorés d'une fausse coupe de pierre et le parquet est fait de grosses planches. On y avait installé quelques lits avec matelas et couvertures, de même que des meubles de rangement.
Avec la restauration de 2006–2008, la salle sert d'entrée aux visiteurs du domaine, par un couloir, autrefois fermé, qui la relie au jardin de la chapelle. Les deux tableaux exposés, du peintre autrichien Johann Georg Weikert, ont été commandés pour être placés dans la grande salle à manger du premier étage et représentent tous deux le spectacle qui avait été donné le 24 janvier 1765 à Schönbrunn en l'honneur du second mariage de Joseph II, avec la princesse de Bavière. Marie-Antoinette avait demandé à sa mère Marie-Thérèse la réalisation de copies de ces deux toiles qu'elle affectionnait ; sur l'une d'elles, elle apparaît à l'âge de dix ans dansant avec ses frères un ballet-pantomime de Gluck, l'autre représente ses sœurs aînées interprétant quatre Muses dans un opéra. Elle reçoit le 18 mars 1778 ces œuvres dont elle dit : « Ils augmenteront bien le plaisir que j'ai quand je suis à Trianon ».

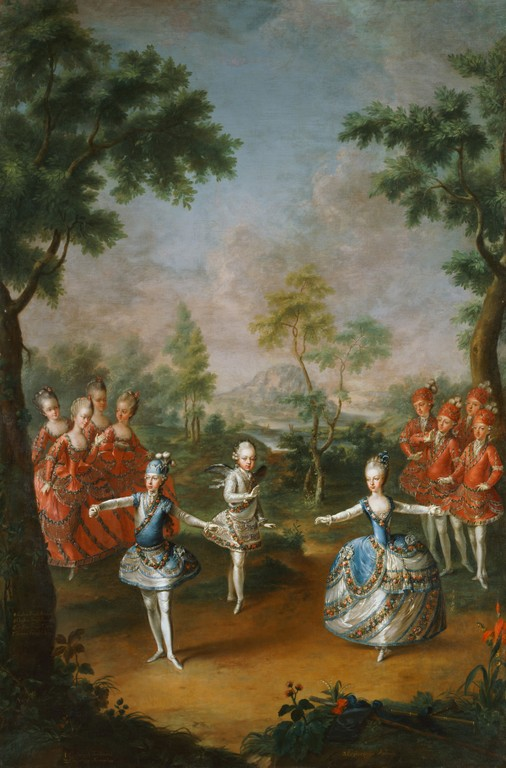
Le triomphe de l'Amour[joc 1] Johann Georg Weikert
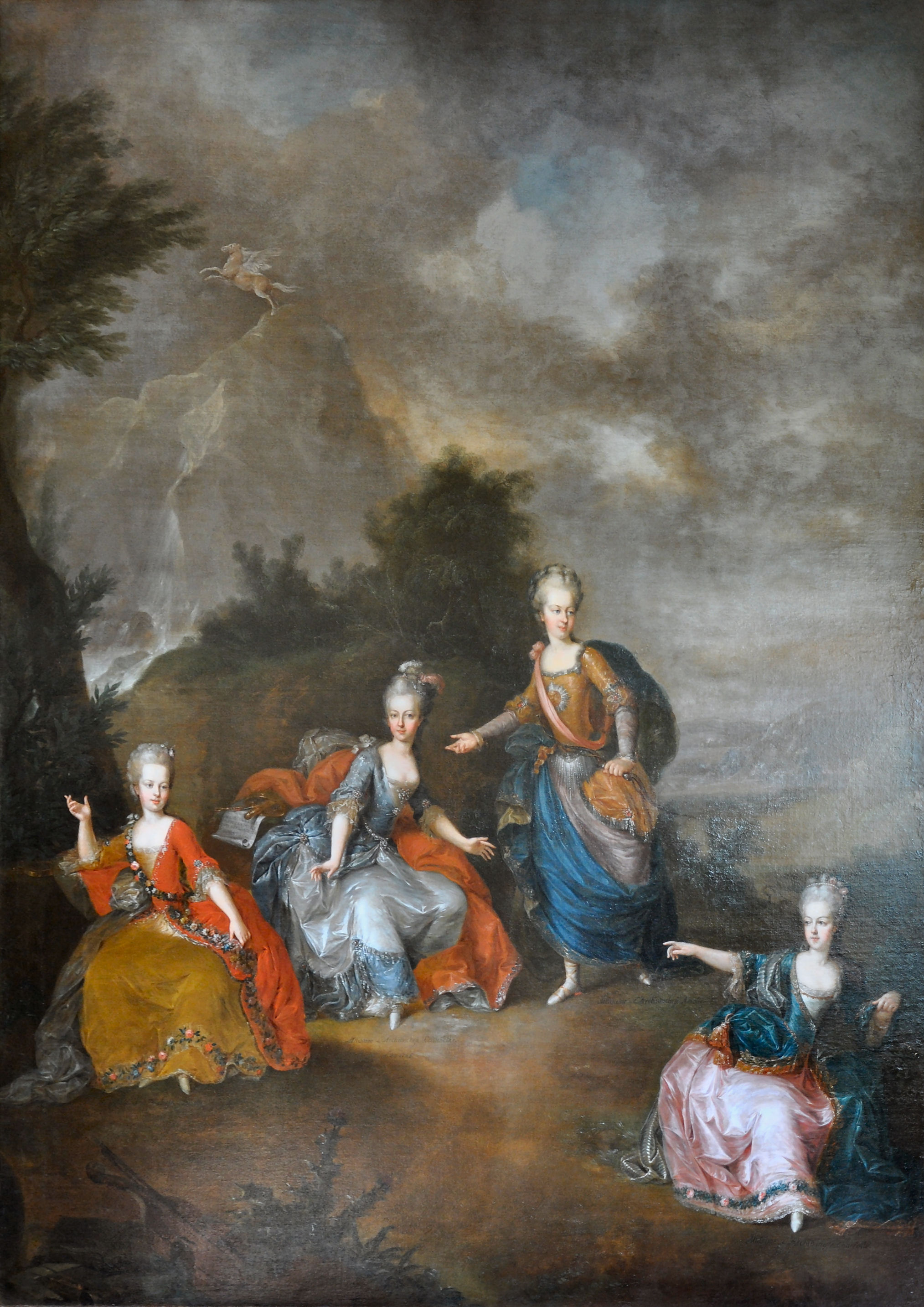
Il Parnaso Confuso[joc 2] Johann Georg Weikert

#### Salle de billard
Dans cette pièce d'angle du rez-de-chaussée se dresse à l'origine le billard de Louis XV, disparu. Celui commandé par Louis XVI en 1776 à Antoine-Henry Masson, paumier-billardier du Roi, d'une dimension de 414 par 219 cm, est constitué de chêne massif et d'ivoire, avec quinze pieds tournés. Il est accompagné de vingt plaques de fer pour les bougies, de douze billes d'ivoire pour la Guerre ou la Carambole et d'une trentaine de queues, pour un coût total de 3 000 livres. En 1784, Marie-Antoinette le fait transférer au premier étage et on le remplace par un autre billard, de moindre élégance, pour les officiers de la garde. Il est adjugé pour 600 livres à une brocanteuse du nom de Rouger en 1794 lors des ventes révolutionnaires.
Le billard d'origine n'ayant pas été retrouvé, une restitution est entreprise, en 2005, dans le cadre d'un mécénat de compétence d'une valeur de 50 000 euros avec l'entreprise Chevillotte, en respectant les matières d'origine et les couleurs initiales. Après avoir été exposé dans les Petits appartements du Roi du château, il retrouve sa place originelle en 2008,.
Les murs sont entièrement lambrissés et le parquet à point de Hongrie a lui aussi été restitué selon les plans initiaux. Sur la cheminée est exposé un buste de plâtre de Marie-Antoinette d'après l'œuvre en marbre de Louis-Simon Boizot, qui avait été commandée en 1781 par le comte de Vergennes, secrétaire d'État aux Affaires étrangères. Deux toiles sont accrochées au mur : l'une, d'Élisabeth Vigée Le Brun représente la Reine et l'autre, la famille royale.

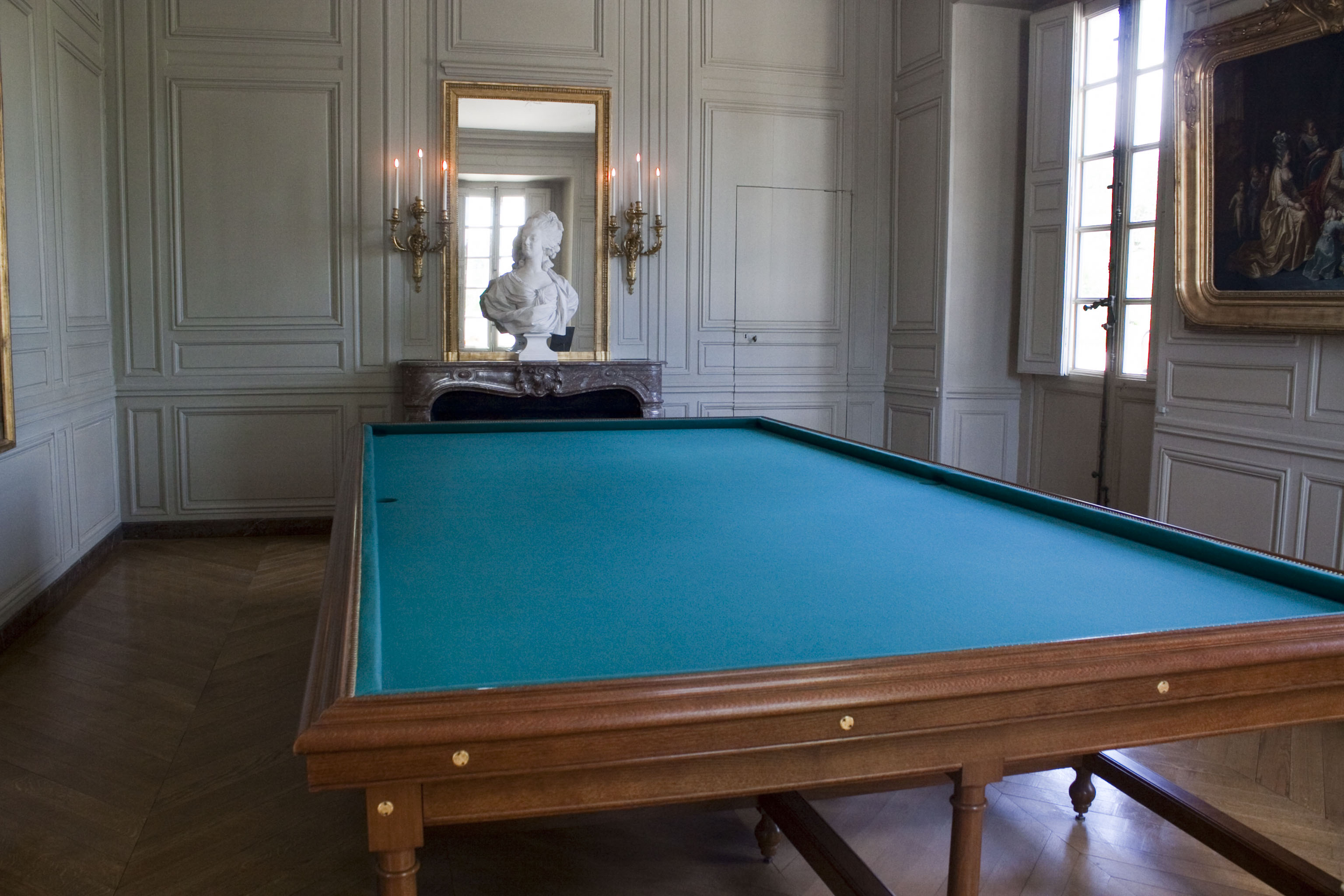
Billard de Louis XVI restitué
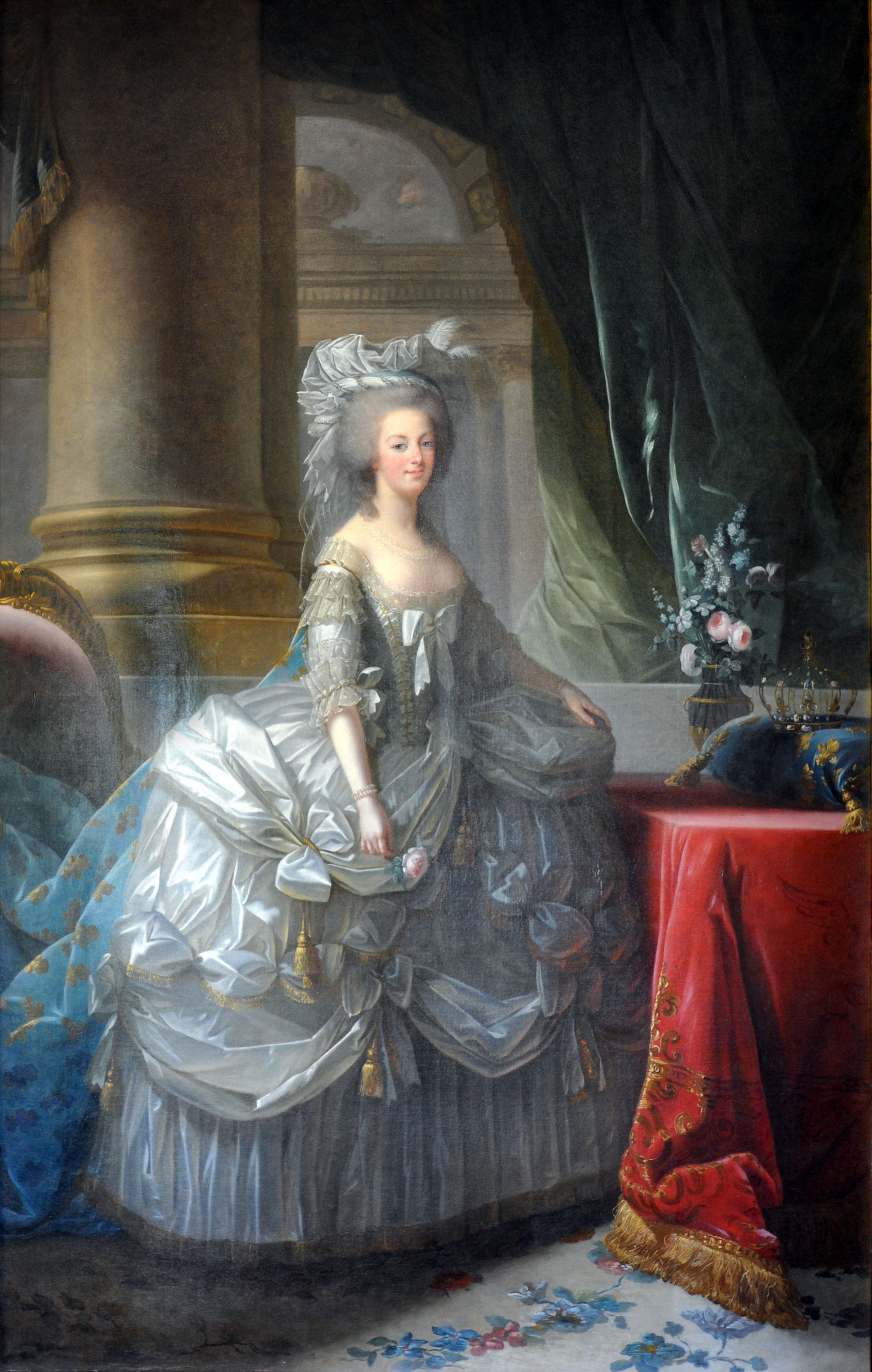
Marie-Antoinette Élisabeth Vigée Le Brun
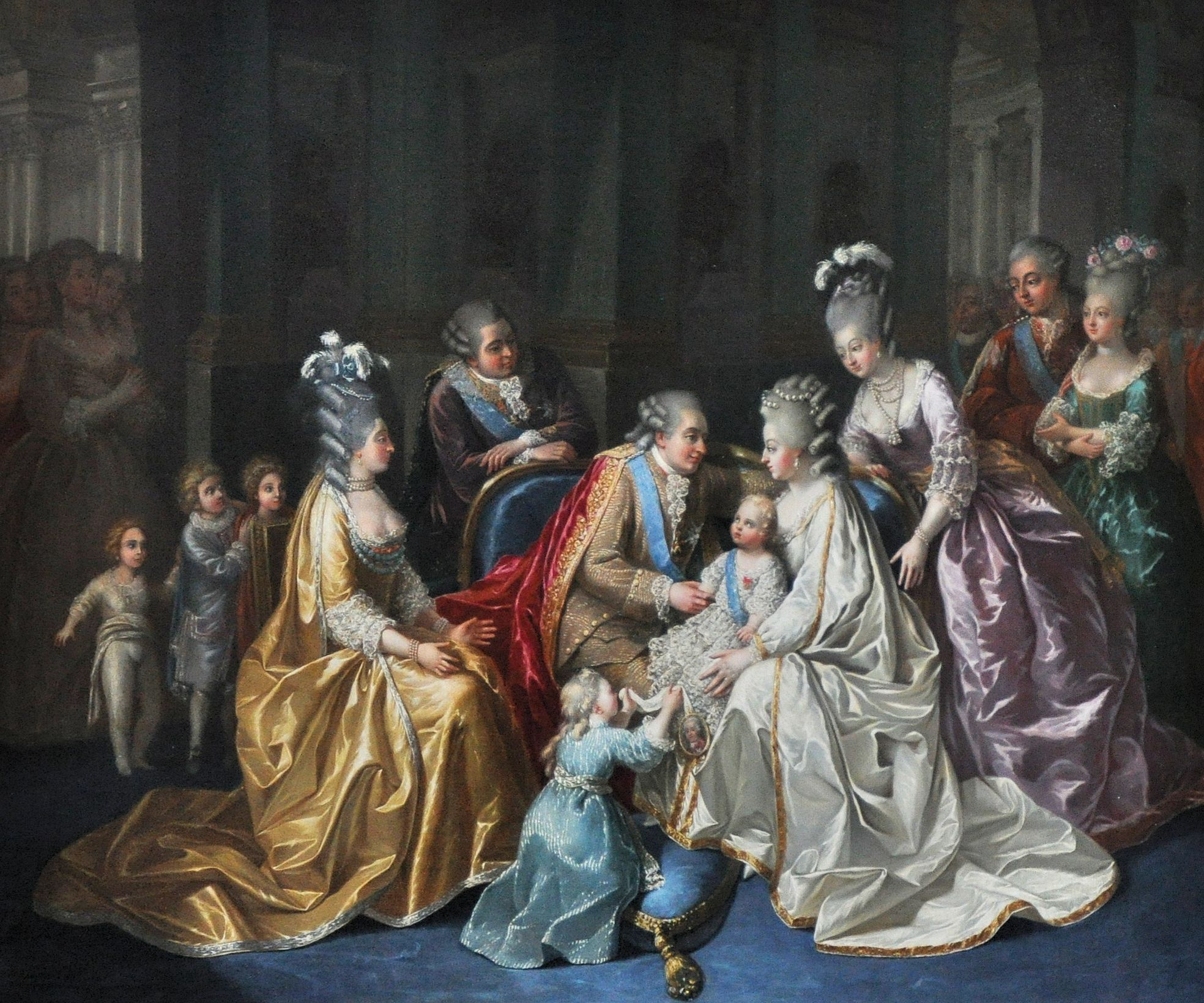
La famille royale autour du dauphin Anonyme

#### Réchauffoir
La principale des pièces du rez-de-chaussée affectées au service est la cuisine centrale, ou « grand office », accessible depuis le vestibule par une galerie intermédiaire. Deux petites réserves d'office lui sont rattachées. À partir de 1770, elle devient plus exactement un réchauffoir, surtout destiné à parfaire la préparation des plats qui sont confectionnés dans les communs. En effet, afin de ne pas incommoder les occupants du château par des nuisances, les véritables cuisines se trouvent dans une vaste aile à proximité du château reliée au réchauffoir par une longue série de couloirs abrités. Sa large voûte plate surbaissée, en pierre de taille, créée par Gabriel, est considérée comme un chef-d'œuvre. On y trouve une grande cheminée à hotte à la grecque et un fourneau maçonné destiné à réchauffer les plats. Marie-Antoinette le fait supprimer en raison des odeurs qui s'en dégagent et la pièce est affectée aux « femmes de la Reine ». Il est restitué en 2008 sur le modèle de celui, d'origine, situé au hameau de la Reine et l'on installe des tables et des ustensiles de cuivre dans le style de l'époque.

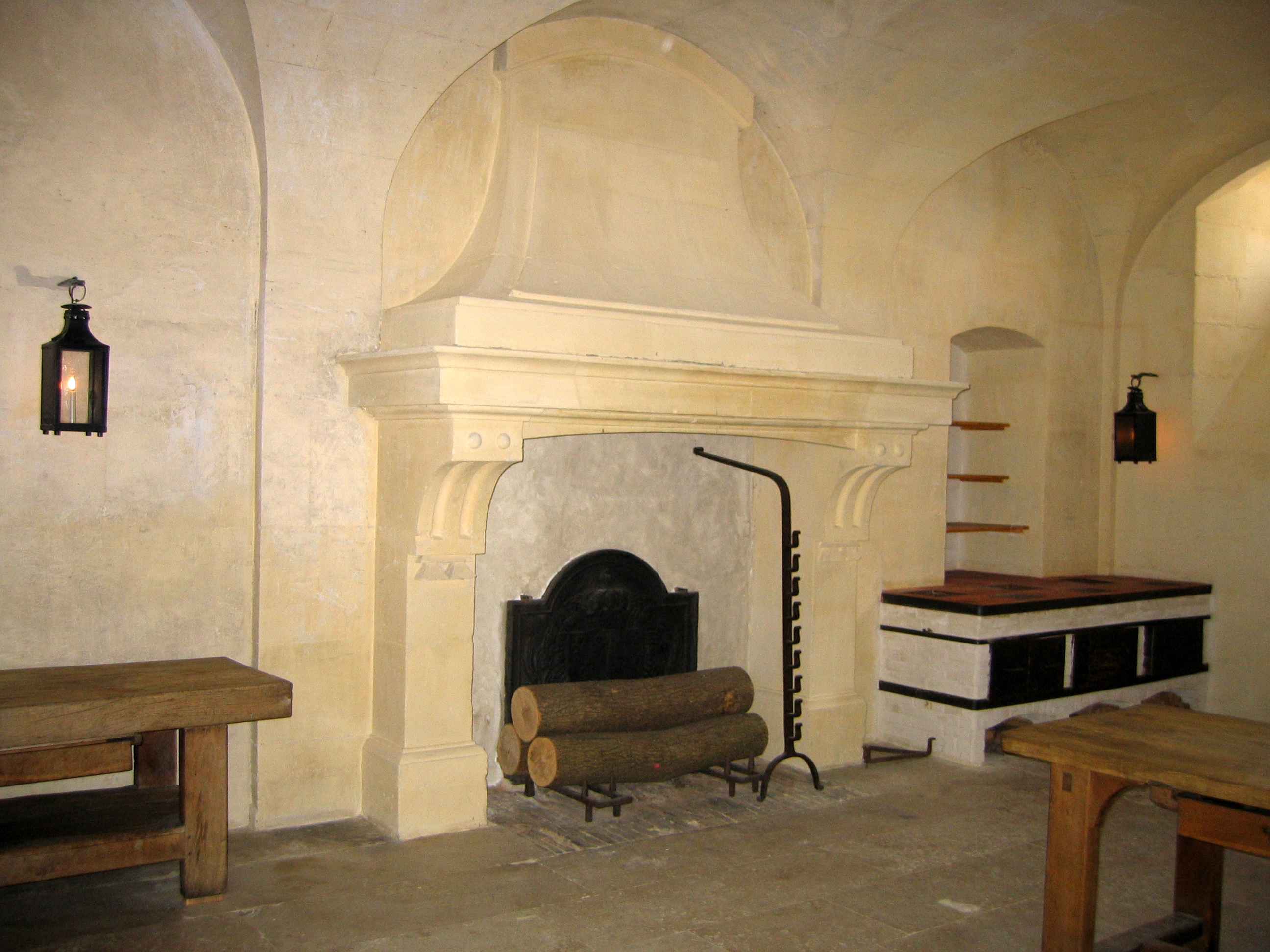
Cheminée
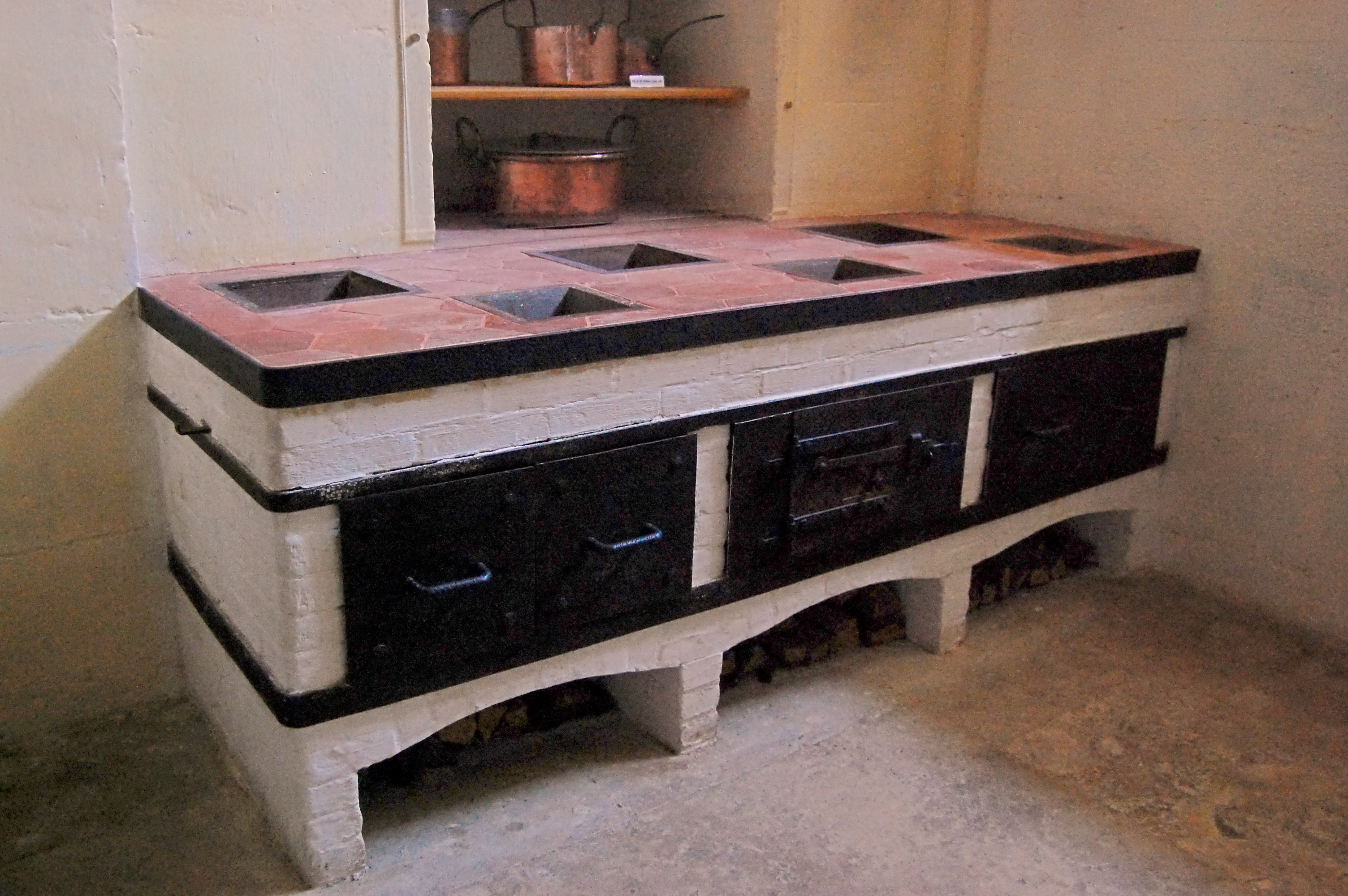
Fourneau

#### Fruiterie
Louis XV souhaite faire installer des « tables volantes », comme il en existe au château de Choisy, permettant de faire apparaître au centre de la salle à manger du premier des tables préalablement garnies à l'étage inférieur. C'est l'inventeur Loriot qui est le concepteur de ce mécanisme par lequel on peut mouvoir, en montant ou en descendant, une ou plusieurs tables, se substituant ainsi à une pièce de parquet de même dimension en forme de rose. Ce dispositif procure le double avantage de surprendre les convives et de préserver l'intimité des conversations en supprimant la présence des domestiques et les regards indiscrets. L'exposition du procédé est faite au Louvre en mai 1769 et la réalisation pour Trianon est confiée au serrurier Gamain et au mécanicien Richer. Pour permettre l'installation des poulies et des contrepoids pour les deux tables prévues, deux pièces du rez-de-chaussée lui sont dévolues, ce qui entraîne un premier agrandissement des offices dès 1770. Cependant, en raison du coût élevé de ce mécanisme, son installation est annulée,, le 16 mars 1772, par une lettre de Marigny à Loriot. Seuls sont réalisés quelques aménagements, en particulier la trémie que l'on aperçoit dans le plafond, et son inventeur est indemnisé.
Les deux petites pièces redeviennent de simples salles d'offices et deux meubles de rangement de la fruiterie ont été restitués d'après les plans d'époque, de même que la cheminée. Un étroit escalier permet d'accéder à deux petites caves, les seules du château, où aurait dû être installée la machinerie assurant le fonctionnement de ces « tables volantes ». C'est à l'arrière de la fruiterie qu'est réalisée en 1782 une galerie qui mène au jeu de bague.
Y ont été installées des bornes multimédia qui offrent aux visiteurs des informations sur le Petit Trianon, et en particulier sa construction et sa récente restauration, ainsi qu'une modélisation en trois dimensions du premier étage.

#### Salle de l'argenterie
On conserve dans cette salle la vaisselle et l'argenterie du Petit Trianon. Une partie est transférée dans les communs lors de l'extension de ces derniers. De grandes armoires permettent de réserver les pièces commandées par la Reine. Restituées en 2007 selon des modèles de l'ébéniste André-Jacob Roubo, elles exposent désormais quelques éléments de grande valeur, comme un service « à attributs et groseilles » de Louis XV ou celui « à perles et barbeaux » de Marie-Antoinette, de même que certaines pièces du XIXe siècle. Le premier est un service de porcelaine commandé en 1763 pour divers châteaux du Roi, transféré à Trianon en 1769 et complété jusqu'en 1790. Il provient de la Manufacture de Sèvres et est décoré, vraisemblablement par Charles Buteux, actif à la manufacture entre 1756 et 1782, de trophées civils ou militaires. Le second, de même provenance, contient 295 pièces et est livré à la Reine le 2 janvier 1782, pour un montant de 12 420 livres. Son décor, imaginé par le peintre Michel-Gabriel Commelin et réalisé par Jean-Nicolas Lebel, est très à la mode, formé d'une large frise d'un semis de bleuets avec un rang de perles blanches, dans la lignée du service commandé l'année précédente pour quinze convives et représentant des cartels roses et barbeaux sur fond blanc. La dorure est exécutée par Jean-Pierre Boulanger.

#### Salle du mécanisme des glaces

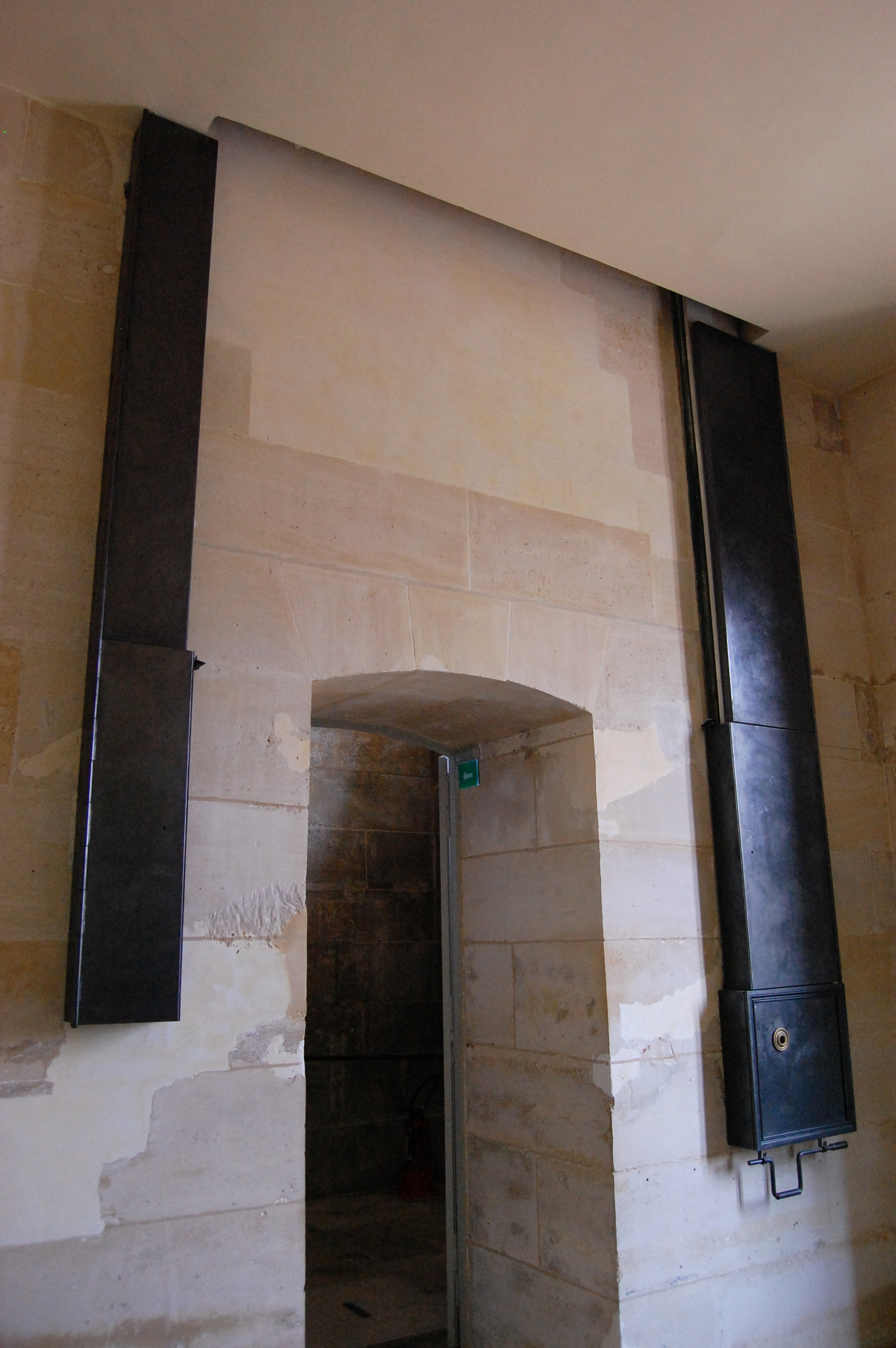
Le mécanisme des glaces mouvantes du boudoir.

Sous Louis XV, la petite pièce au nord-est comporte un escalier qui mène aux cabinets du roi du premier étage. Il est supprimé en 1776 et la pièce devient un simple dépôt ; on y installe le mécanisme des « glaces mouvantes » du boudoir de la Reine, situé au-dessus. Celui-ci est réalisé, pour un coût de 24 470 livres, par Jean-Tobie Mercklein, ingénieur royal des Menus-Plaisirs et concepteur quelques années auparavant du jeu de bague et le maître serrurier de la Couronne Jacques-Antoine Courbin. Vendu à la Révolution, ce système de poulies quasi théâtral est restitué en 1985, rendu totalement opérationnel et même modernisé par son électrification.
Sont aussi exposées dans cette salle deux vitrines présentant un ensemble d'outils de jardinage, vraisemblablement utilisés dans le hameau de Marie-Antoinette.

### Premier étage

Plan du premier étage du Petit Trianon

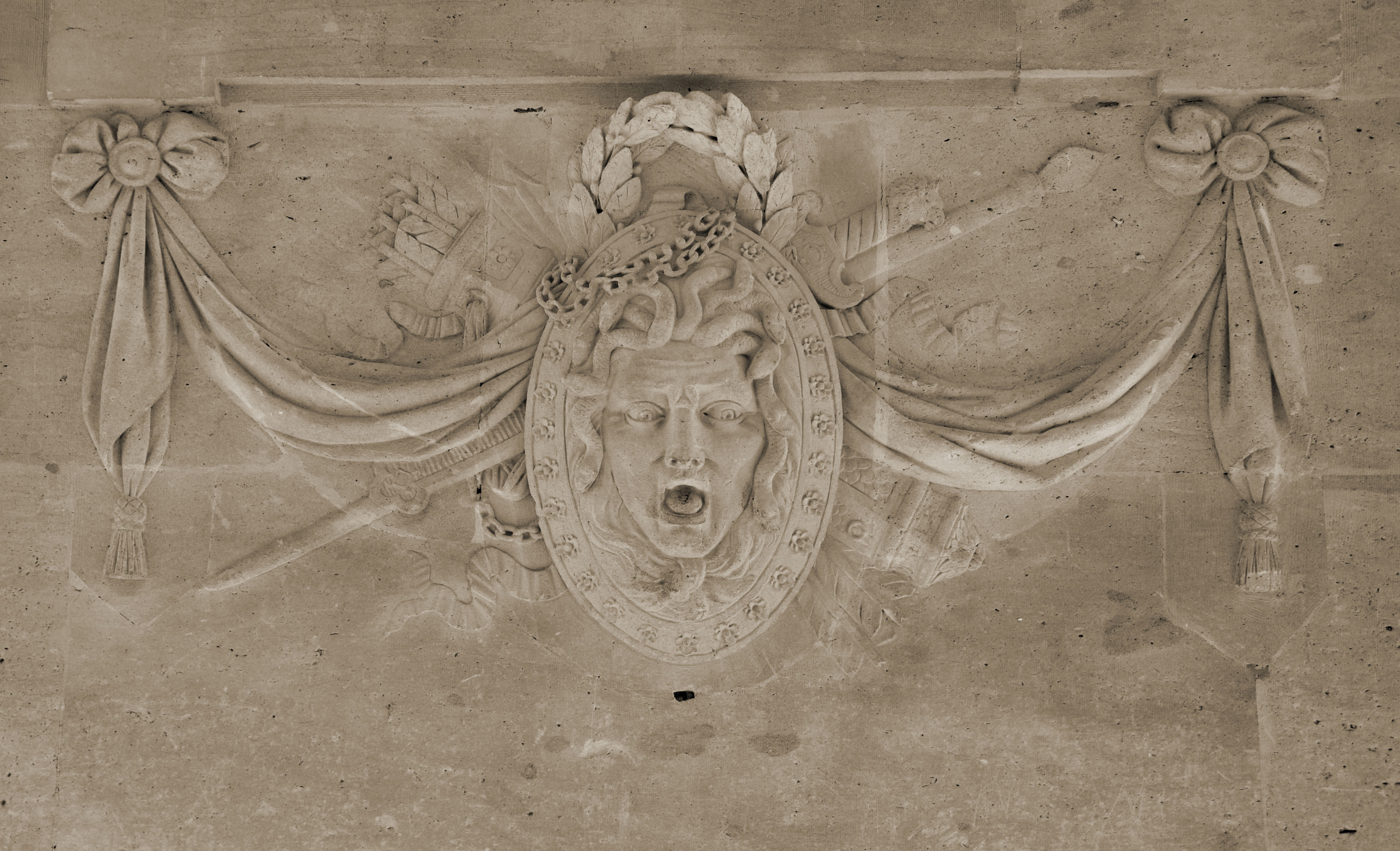
Bas-relief sur le palier du premier étage.

Sur le palier du premier étage se trouve un bas-relief, placé entre les deux fenêtres, représentant une tête de Méduse « semblant interdire l'accès aux importuns », et achevé en 1765 par Honoré Guibert, qui a exécuté toutes les sculptures du Petit Trianon,. À la manière d'une cour, confortant l'impression d'espace extérieur, les fenêtres intérieures donnant à la fois sur les petits appartements de service et sur l'entresol sont intégrées dans une véritable façade de même calcaire fin que l'édifice, avec balustrades forgées et œils-de-bœuf encadrés de festons de feuille de chêne fouillés dans la pierre. La porte-fenêtre centrale, donnant sur le vide de l'escalier, est cintrée et munie aussi d'un garde-corps forgé. Sur les deux murs latéraux, des guirlandes de laurier pendent sous les panneaux appelés « tables », en ressaut, surmontées d'un entablement néoclassique. Les quatre portes sont rehaussées de tympans.
Par la porte de gauche de l'escalier d'honneur, on peut monter à l'entresol et à l'étage d'attique ; par celle de droite, on accède à l'antichambre des salles de réception et à des pièces plus intimes. Le sol de tout l'étage est couvert d'un parquet Versailles. L'antichambre et les salles à manger ouvrent directement, par les quatre grandes portes-fenêtres donnant vers l'ouest, sur un perron permettant d'accéder au Jardin français. La plupart des fenêtres du premier étage, à l'origine composées de petits carreaux, sont transformées sous Marie-Antoinette en grandes glaces ouvrant sur les jardins, pour augmenter la luminosité des pièces mais aussi pour permettre une meilleure vue vers l'extérieur.

#### Antichambre
Le décor de l'antichambre est sobre. Les murs sont lambrissés sur toute leur hauteur et peints en vert d'eau réchampi de blanc. Le 22 mars 1768, Louis XV commande à Jacques-Philippe Caresme deux tableaux destinés à garnir les dessus-de-portes, dans l'inspiration des Métamorphoses d'Ovide, selon les instructions du secrétaire de l'Académie royale, Charles-Nicolas Cochin, qui « souhaite que le sujet puisse entrer dans les fleurs ». Le premier, Myrrha métamorphosée en arbuste, représente Myrrha, future mère d'Adonis, changée en arbre à myrrhe pour échapper à son père incestueux Théias, roi de Syrie. Le second, disparu à la Révolution française, est une représentation de Nymphe métamorphosée en menthe, Proserpine irritée d'avoir surpris Pluton avec la fille de Cocyte, la change en menthe et son frère en baume sauvage pour avoir favorisé les amours de sa sœur.
L'antichambre est parfois appelée « salle des buffets » ou « salle des poêles ». En effet, dès l'origine, deux gros poêles de faïence sont disposés de chaque côté de la porte menant à la salle à manger, qu'ils contribuent aussi à chauffer sans gâter la luxueuse décoration de ce lieu de réception. Démontés lors de la Révolution, ils sont remplacés en 1805 par deux nouveaux appareils de chauffage à mosaïque unie du poêlier-fumiste Joseph-Marie Trabuchi,. Ils laissent ensuite la place à deux fausses portes revêtues de miroirs, restituées au XXe siècle. Entre ces deux périodes, Louis-Philippe fait installer à leur emplacement des panneaux sculptés provenant du Salon frais.
Deux bustes de marbre de Louis-Simon Boizot de soixante-dix centimètres, commandés par Marie-Antoinette en 1777 à l'occasion de la visite de son frère, sont disposés sur des gaines de chêne sculpté peint et doré, de chaque côté de la porte-fenêtre ouvrant sur le Jardin français, et représentent Joseph II du Saint-Empire et Louis XVI, portant tous deux l'ordre de la Toison d'or et le Roi, le cordon de l'ordre du Saint-Esprit.
Une des toiles les plus connues représentant Marie-Antoinette est exposée dans l'antichambre. Cette huile sur toile d'Élisabeth Vigée Le Brun, peintre attitré de la Reine malgré la cabale menée par Adélaïde Labille-Guiard, est surnommée Marie-Antoinette à la rose. Créée en 1783, elle est l'une des cinq répliques du portrait officiel de 1778 réalisées par l'artiste elle-même ; dans la première (Marie-Antoinette en gaulle), qui fait alors scandale, la Reine pose en robe de gaulle et en chapeau de paille, préfigurant son goût pour le hameau que l'on construit à proximité.

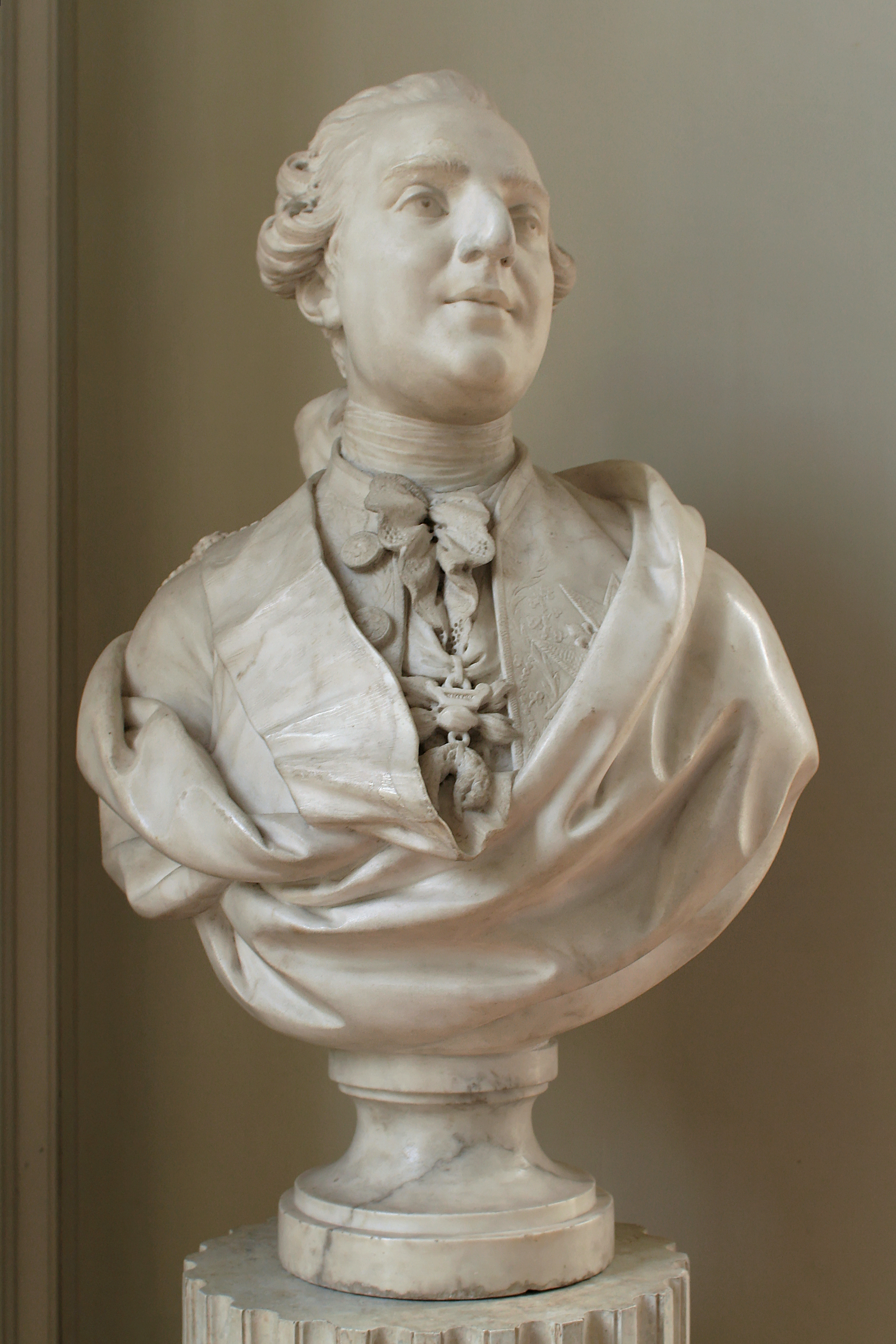
Buste de Louis XVI Louis Boizot.
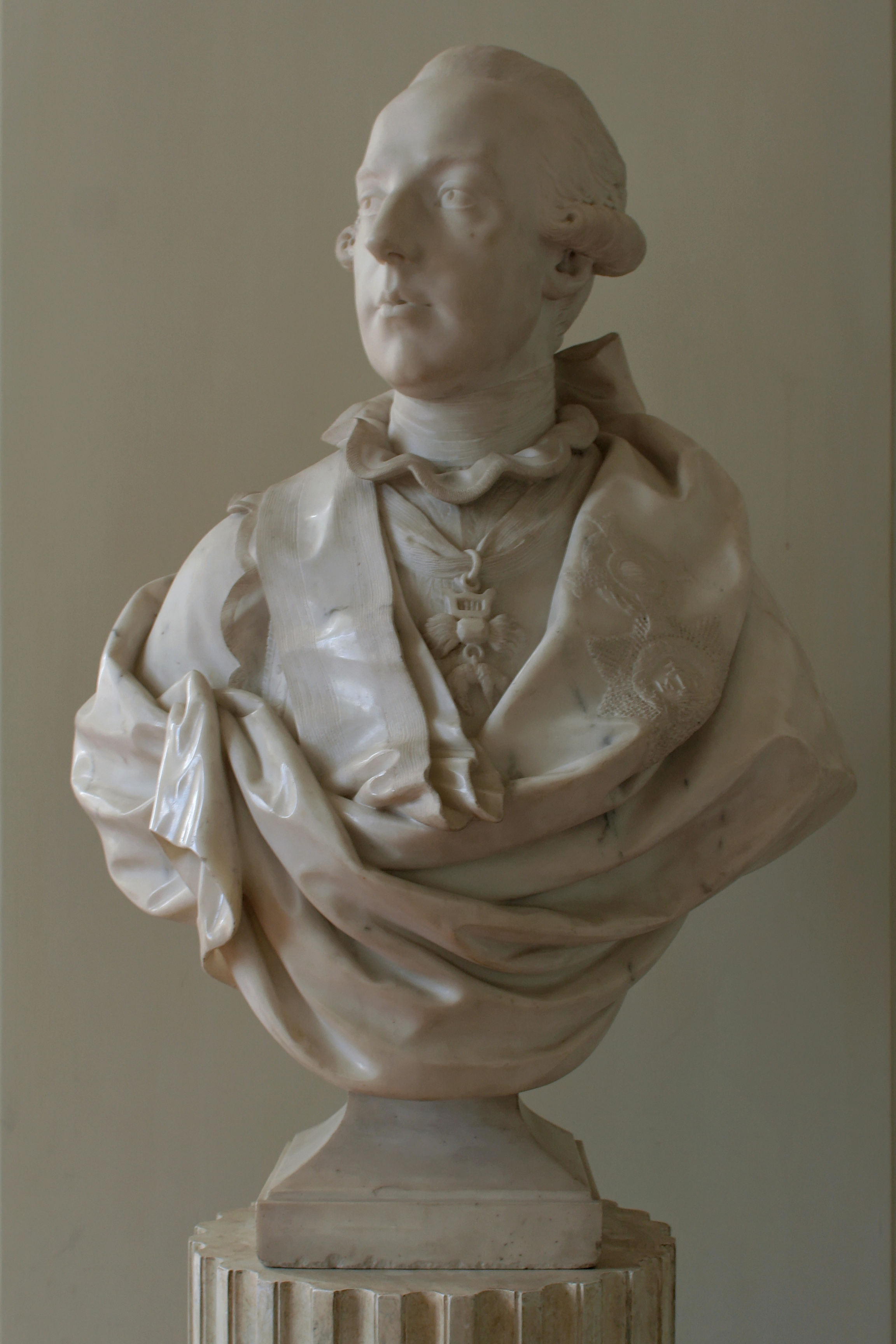
Buste de Joseph II Louis Boizot.

#### Grande salle à manger

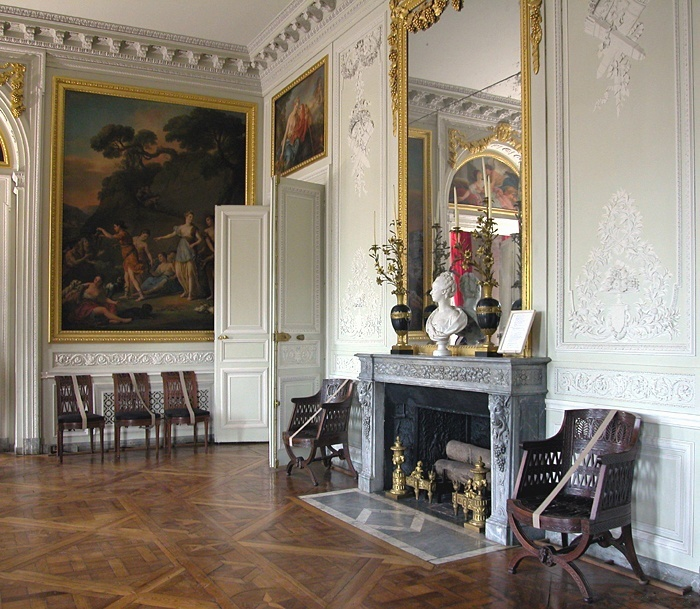
Grande salle à manger du Petit Trianon.

L'antichambre ouvre sur la grande salle à manger, véritable laboratoire de dégustation des fruits et légumes cultivés dans le domaine. Son décor est entièrement consacré à la nature, selon le vœu de Louis XV d'une harmonie végétale entre la décoration intérieure du château et ses jardins. On y retrouve, comme dans les deux pièces voisines, des lambris richement sculptés par Honoré Guibert représentant, dans leur partie basse, des entrelacs de fruits. Sur les panneaux hauts, flambeaux et carquois pendent de couronnes de fleurs. La cheminée de marbre bleu turquin, de Jacques-François Dropsy, figure des trophées et guirlandes de fleurs et de fruits. Elle est surmontée d'un miroir orné de pampres de vigne tenus par un mascaron bachique.
Les sujets des dessus-de-porte, commandés en même temps que ceux de l'antichambre, sont choisis dans un esprit identique : Vertumne et Pomone, Vénus et Adonis, Borée et Orythie et Zéphir et Flore,. Les deux premiers, rectangulaires, sont exécutés par Clément Belle, les autres, de forme cintrée, par Charles Monnet, peintres moins en vue que ceux engagés pour les grandes compositions, mais œuvrant tous deux selon les directives de Charles-Nicolas Cochin.

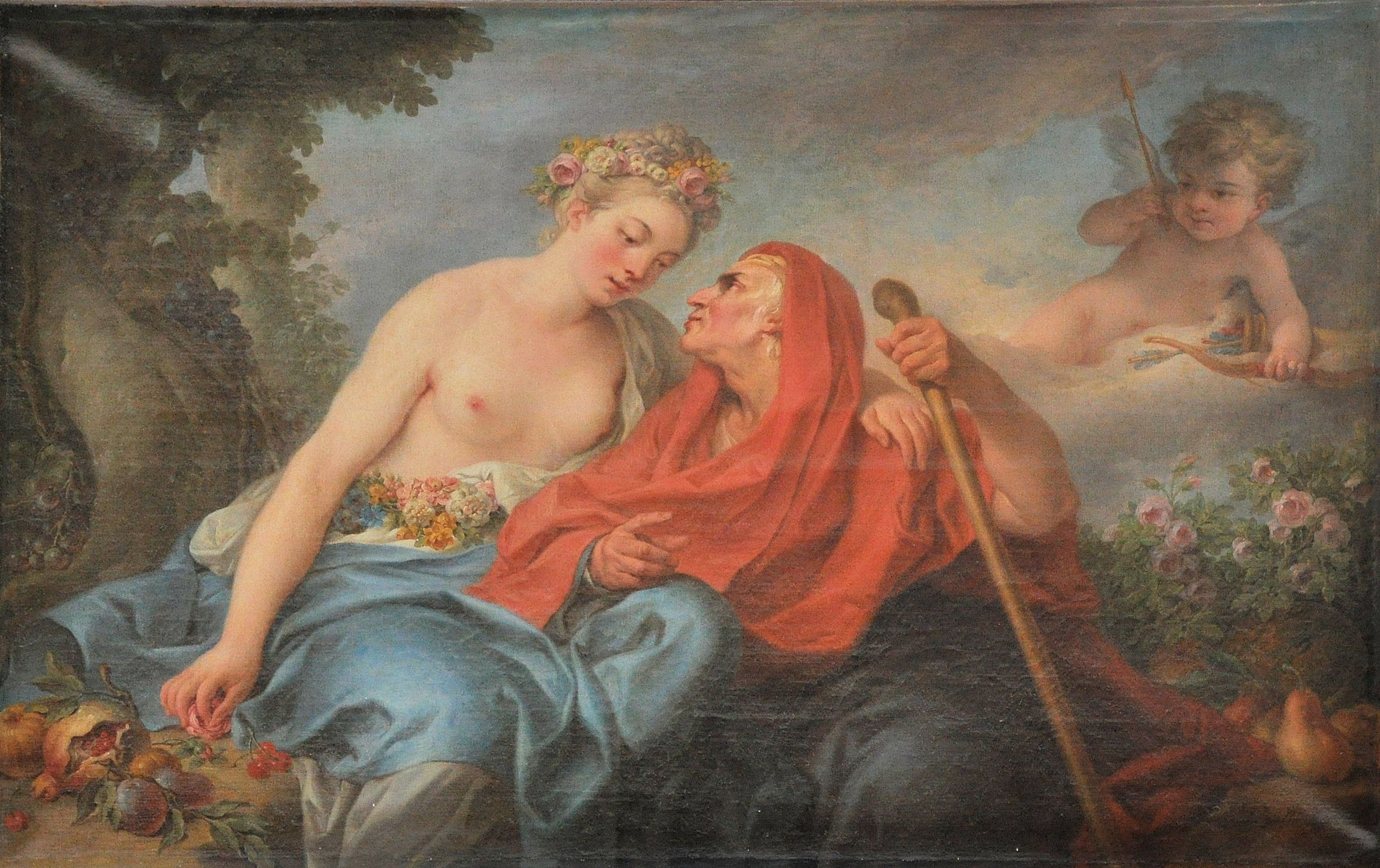
Vertumne et Pomone Clément Belle
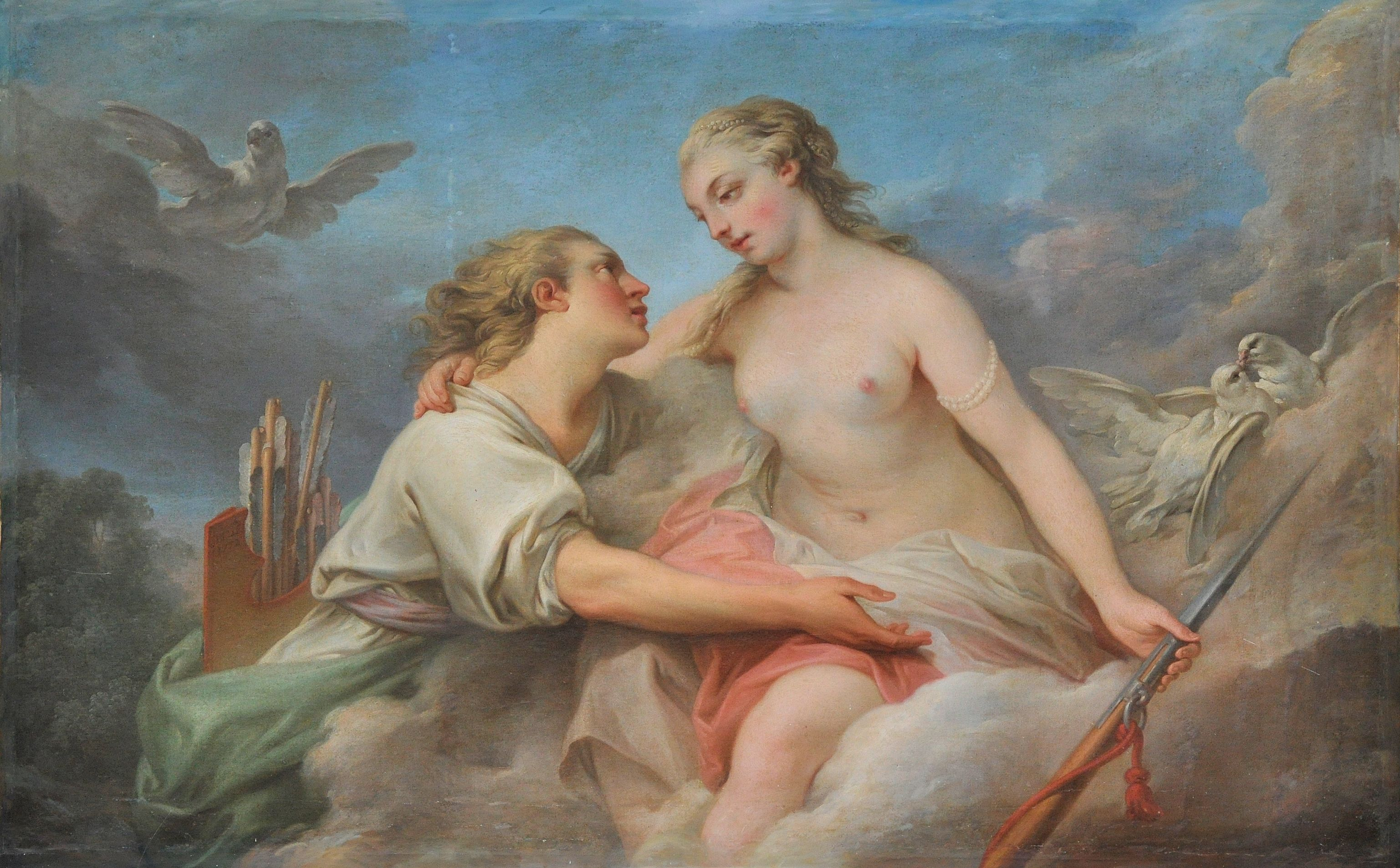
Vénus et Adonis Clément Belle
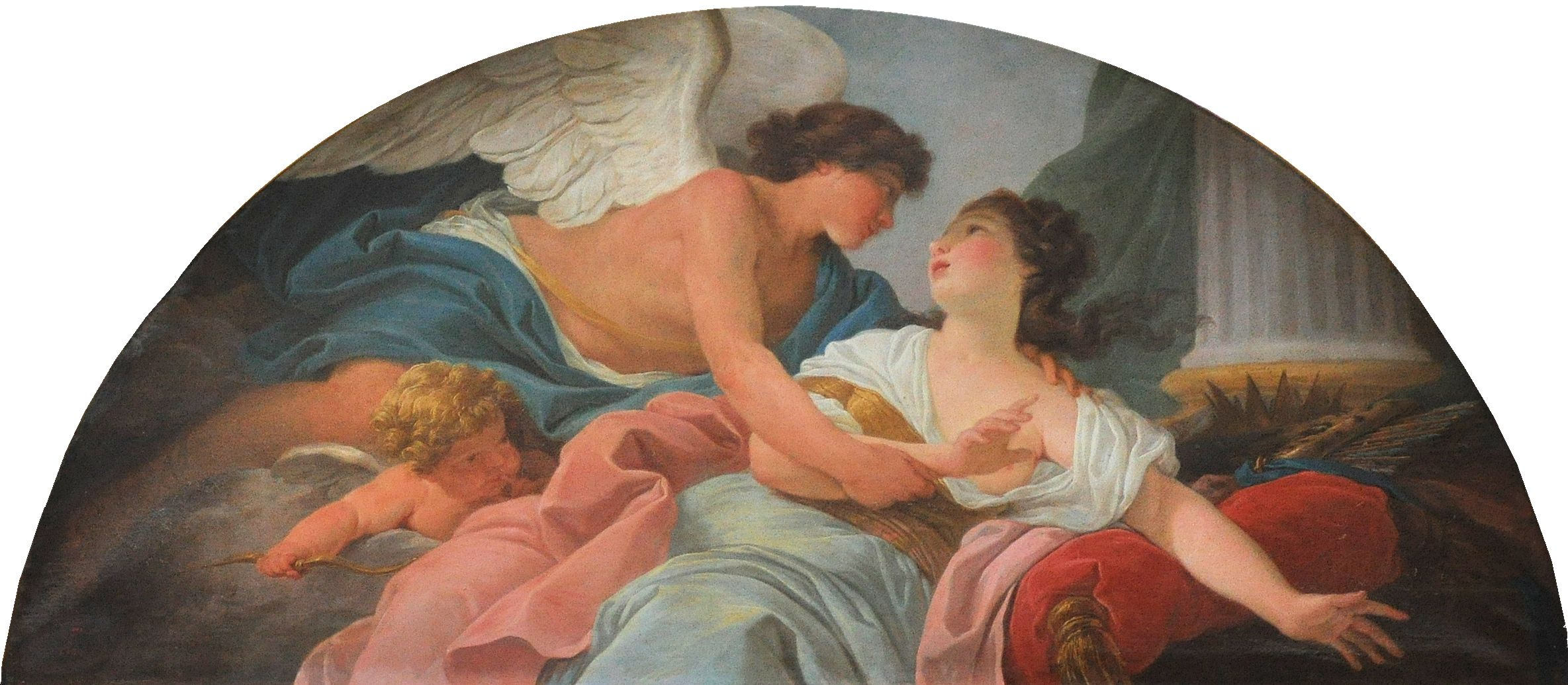
Borée et Orythie Charles Monnet
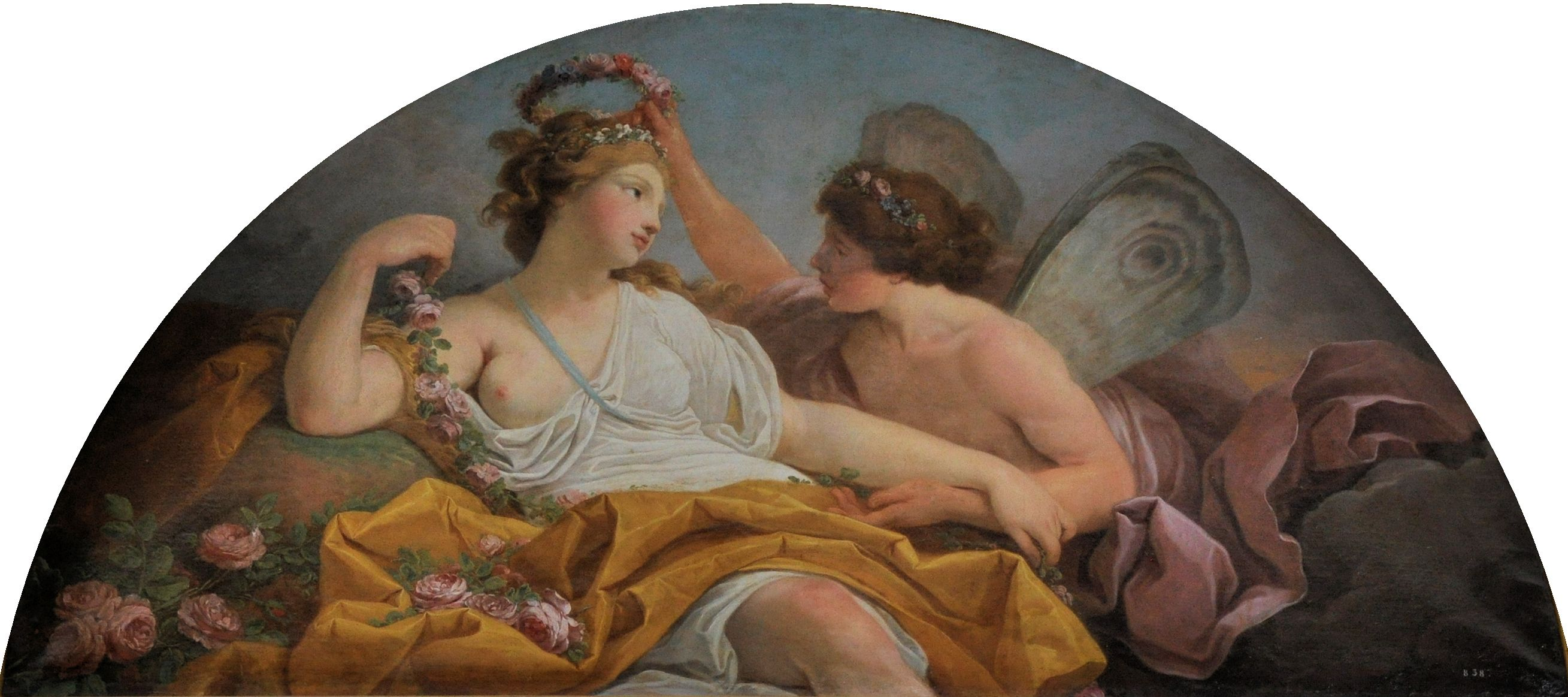
Zéphir et Flore Charles Monnet

Sur les murs latéraux, chaque arcade percée d'une porte est encadrée de deux vastes toiles représentant des scènes allégoriques autour de la nourriture. La Moisson est exécutée en 1769 par Lagrenée et montre Cérès et le roi Triptolème enseignant la culture du blé. La Chasse est commandée à Vien, directeur de l'Académie de Rome, qui représente en 1773 Diane et ses nymphes ordonnant le partage du fruit de sa chasse entre les bergers. À la mort de Louis XV, les deux derniers tableaux ne sont pas achevés, ce qui provoque une confusion entre les peintres contemporains. La Pêche est figurée par Doyen, Neptune et Amphitrite, accompagnés d'un cortège de nymphes et tritons, offrant aux hommes les richesses de la mer. Enfin, la quatrième toile, exécutée par Hallé et représentant La Vendange et le triomphe de Bacchus avec les paysans cultivant le raisin, soulève la critique et on la remplace quelque temps par une œuvre de Pierre sur le même thème.

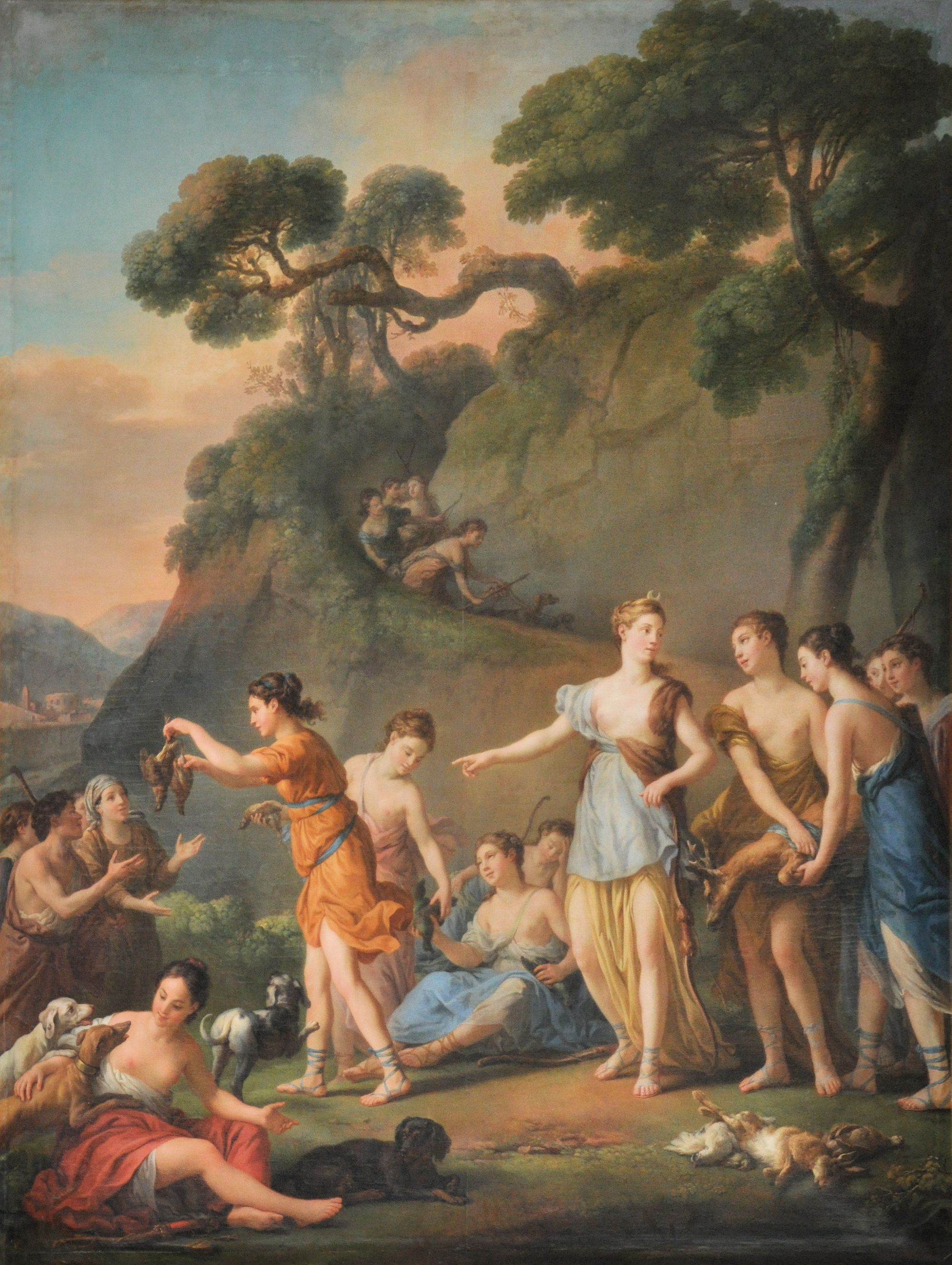
La chasse Vien
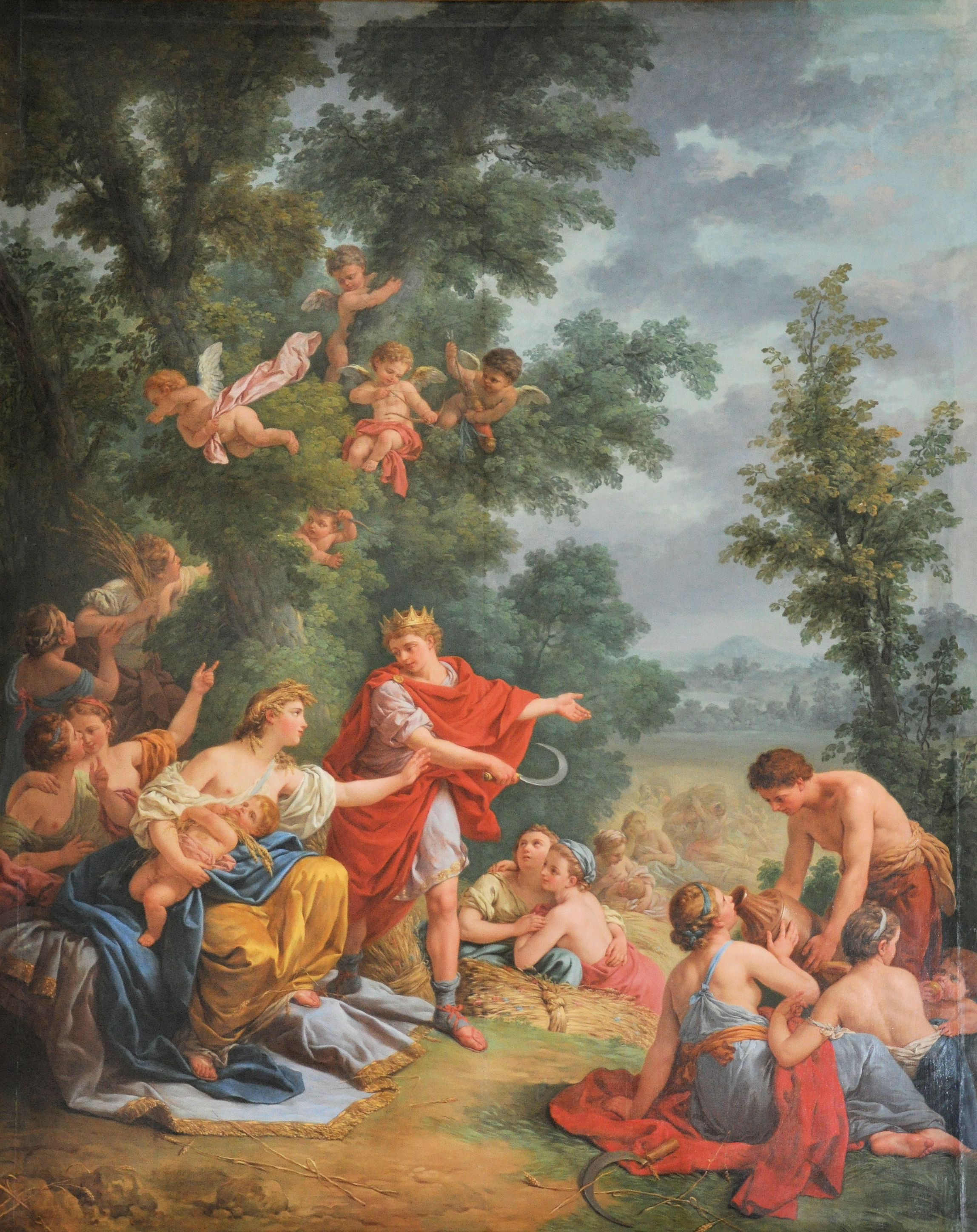
La Moisson Lagrenée
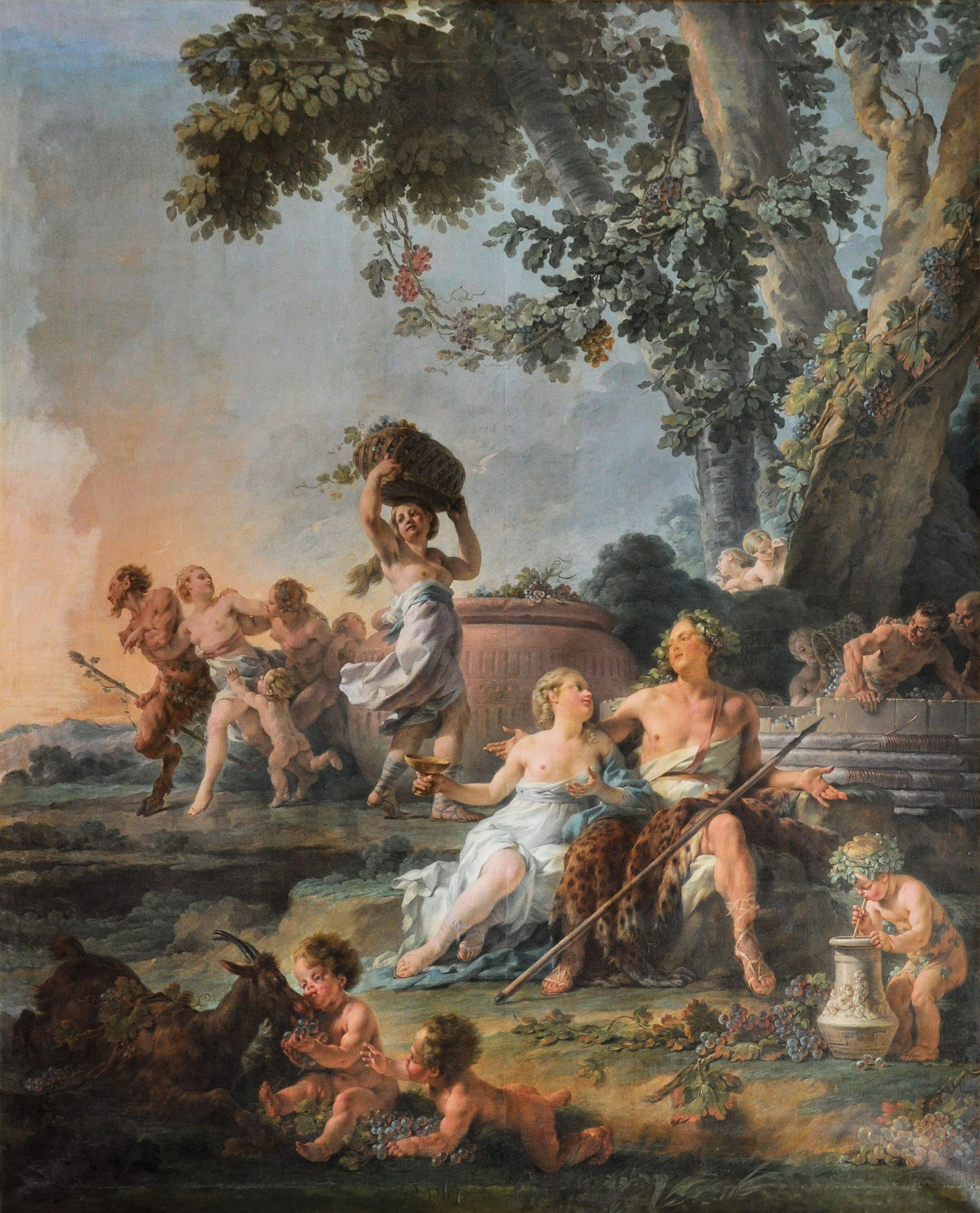
Les Vendanges Hallé
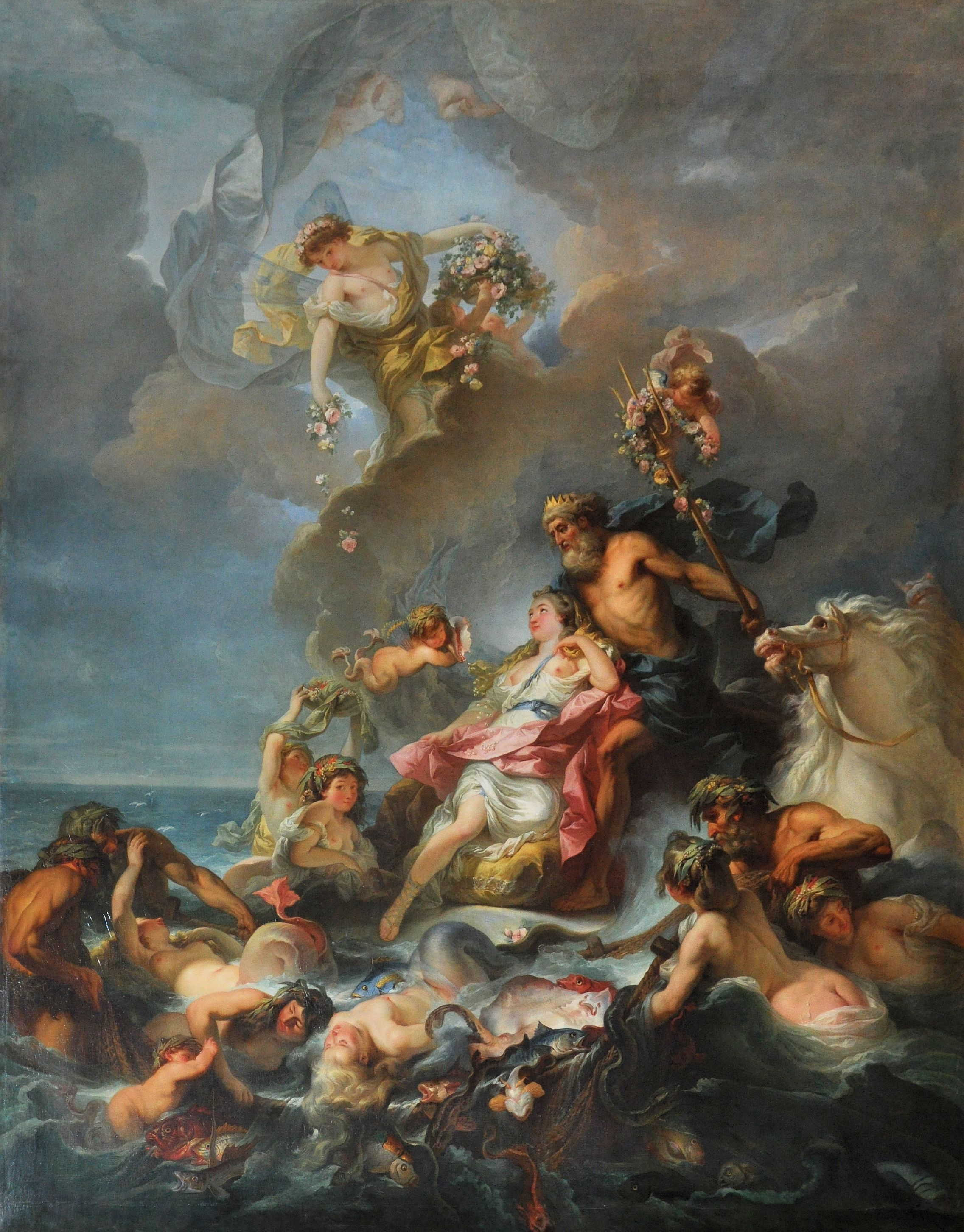
La Pêche Doyen

Le roi Louis XV soupe pour la première fois dans cette salle à manger en septembre 1769, sur un fauteuil de damas de Gênes cramoisi entouré d'une vingtaine de chaises. Marie-Antoinette, après avoir pris possession du domaine, souhaite retirer les deux derniers tableaux, appréciant peu la représentation de nus. À cette occasion, elle demande à sa mère Marie-Thérèse deux reproductions de toiles la représentant avec ses frères et sœurs lors du mariage de Joseph II. Mais elle ne parvient pas à imposer le changement de ces toiles qui risque de rompre l'harmonie iconographique mise au point par Cochin et celles de Weikert sont exposées au rez-de-chaussée, dans la salle du billard. Le dernier dîner du couple royal se tient le 24 juillet 1788.
Les quatre tableaux, égarés durant la Révolution française, sont remplacés en 1805 par des toiles à la détrempe de Pierre Drahonet, représentant des architectures en ruines ; elles sont retirées à la Restauration et Louis XVIII fait réaliser en 1819, par François-Louis Dejuinne, quatre toiles sur le thème des saisons mais avec les allégories initiales : le Printemps (Flore et Zéphyre), l'Été (Cérès et Triptolème), l'Automne (Bacchus et Silène) et l'Hiver (Borée enlève Orythie),. Terminées en 1825, après la mort du Roi, elles ne sont installées que sous Louis-Philippe et restent en place jusqu'à la fin du XIXe siècle, octroyant à la pièce le nom de « Salon des saisons » ou « Salle à manger aux saisons ».
Au centre du parquet Versailles subsistent les traces d'une trappe, vestige de l'ancien projet de « tables volantes » qui prévoyait de les envoyer, depuis l'étage inférieur, déjà dressées.

#### Petite salle à manger
La petite salle à manger contiguë devait elle aussi accueillir une des « tables volantes » du projet abandonné de Loriot. Elle sert sous Louis XV aux repas en tête à tête et aux soupers galants. Son décor reprend le thème de la nature et les panneaux sont sculptés de paniers et d'ornements végétaux, à l'égal de l'antichambre, mais dans la seule partie haute des lambris.
Le peintre Jean-François Amand est chargé en 1768 d'exécuter en dessus-de-portes un épisode en trois parties de la légende de l'Amour mais il meurt quelques mois plus tard, avant d'avoir achevé son œuvre. C'est Antoine Renou qui réalise la commande les Amours et les Grâces, mais les tableaux disparaissent à la Révolution française. On installe, sous le règne de Louis-Philippe Ier, trois pastorales de Jean-Baptiste Pater réalisées dans les années 1720 : le Bain,, le Concert champêtre et la Pêche,, qu'on a longtemps attribuées par erreur à Watteau.

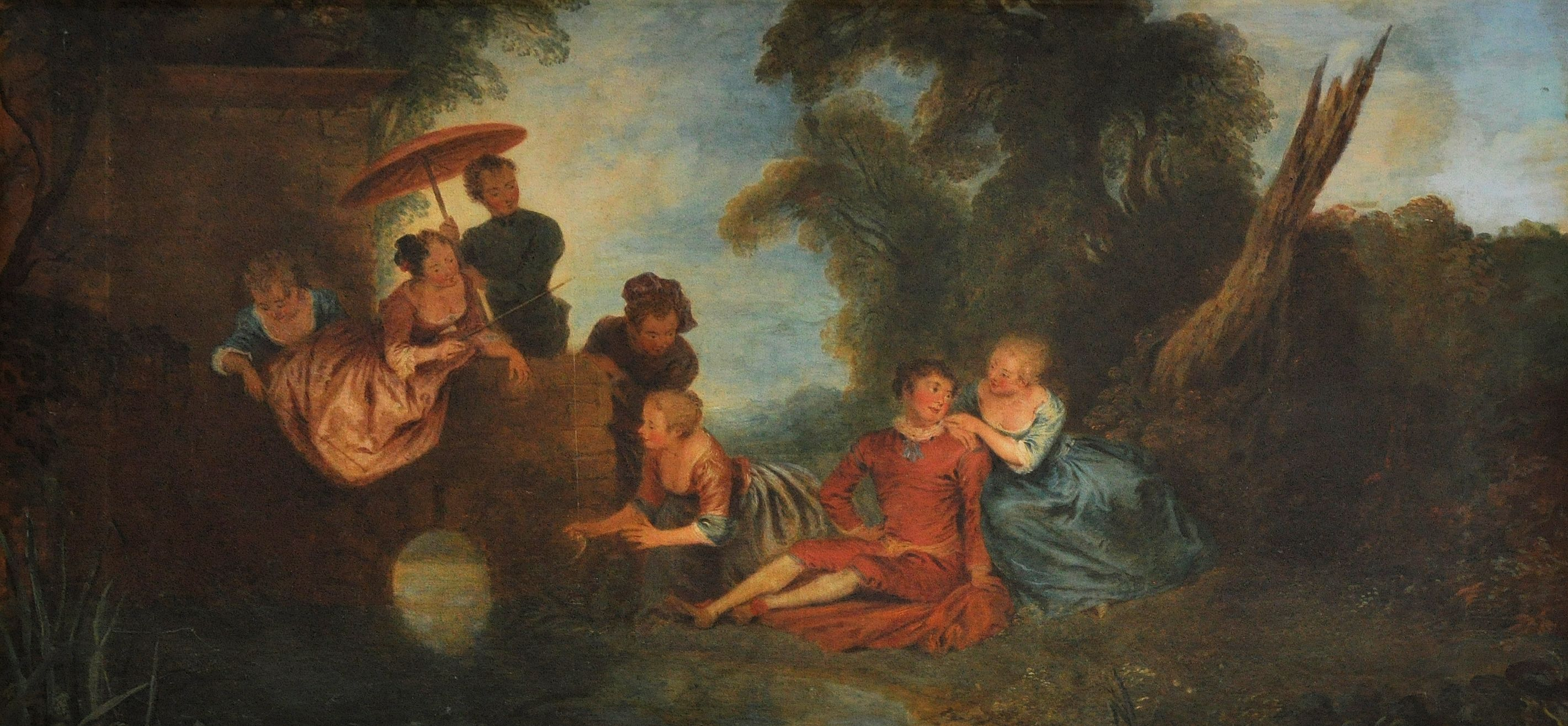
La Pêche Jean-Baptiste Pater, vers 1720
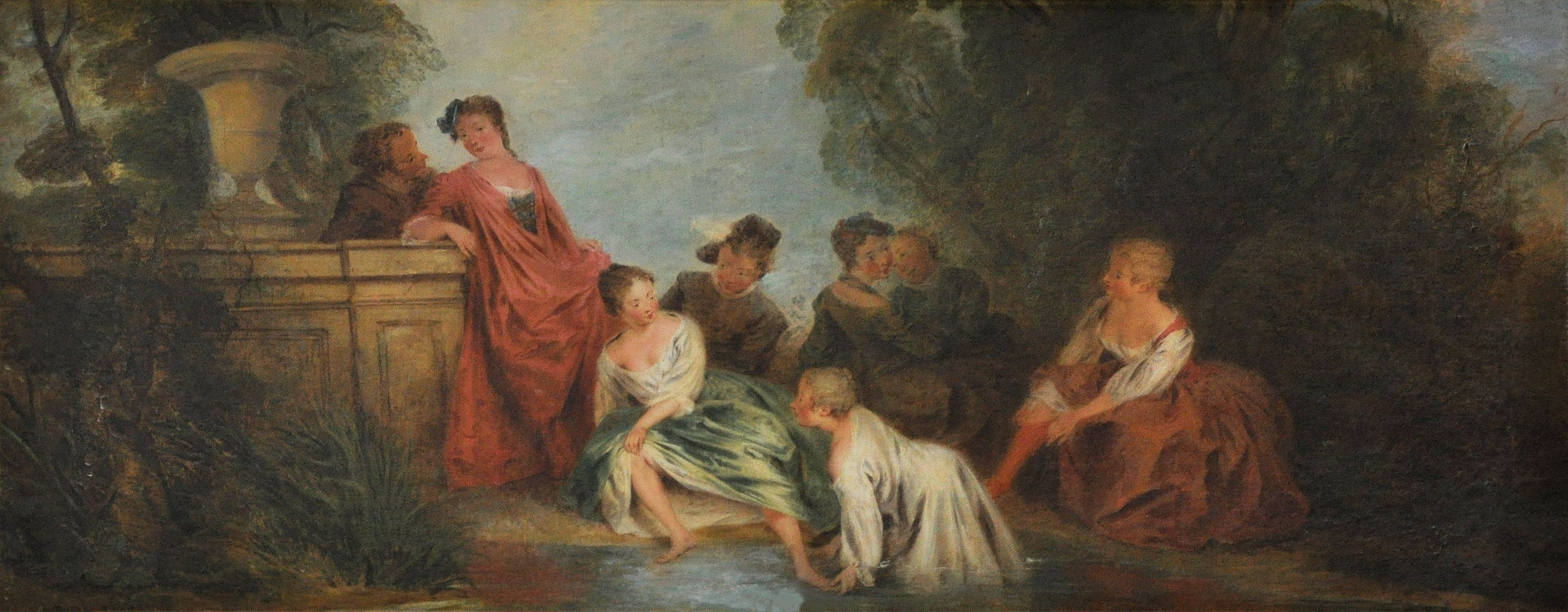
Le Bain Jean-Baptiste Pater, vers 1720
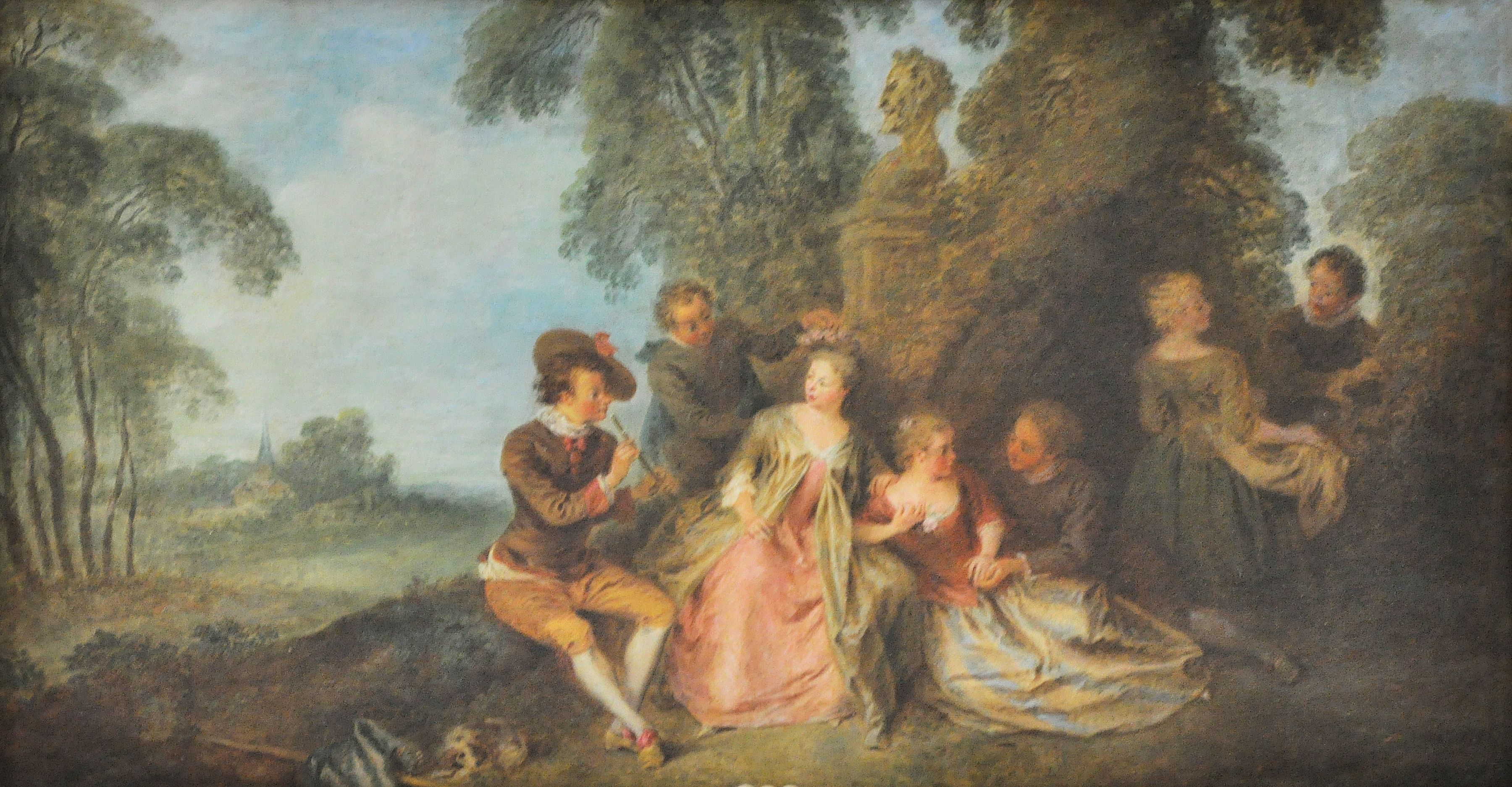
Le Concert champêtre Jean-Baptiste Pater, vers 1720

La salle à manger est meublée de dix-neuf chaises, dont une plus haute pour le Roi. La cheminée n'ayant, par omission, pas été commandée en 1766, le sculpteur Jacques-François Dropsy en fournit une, de ses propres ateliers, en griotte d'Italie. En 1784, Marie-Antoinette transforme la petite salle à manger en salle de billard et fait installer dans cette pièce le billard qui se trouve au rez-de-chaussée. Cette destination est conservée au XIXe siècle : un nouveau billard, de dimensions imposantes, réalisé en 1830 par Cosson est mis en place en avril 1836 lors de l'installation de la duchesse d'Orléans. Les sièges Empire sont recouverts de cannetillé vert. Le porte-queue de la veuve Morillon, un guéridon, une table de quadrille et une console complètent le mobilier.
Un portrait dit de la Belle jardinière représentant la marquise de Pompadour par Carle van Loo est exposé sur l'un des panneaux.

#### Salon de compagnie

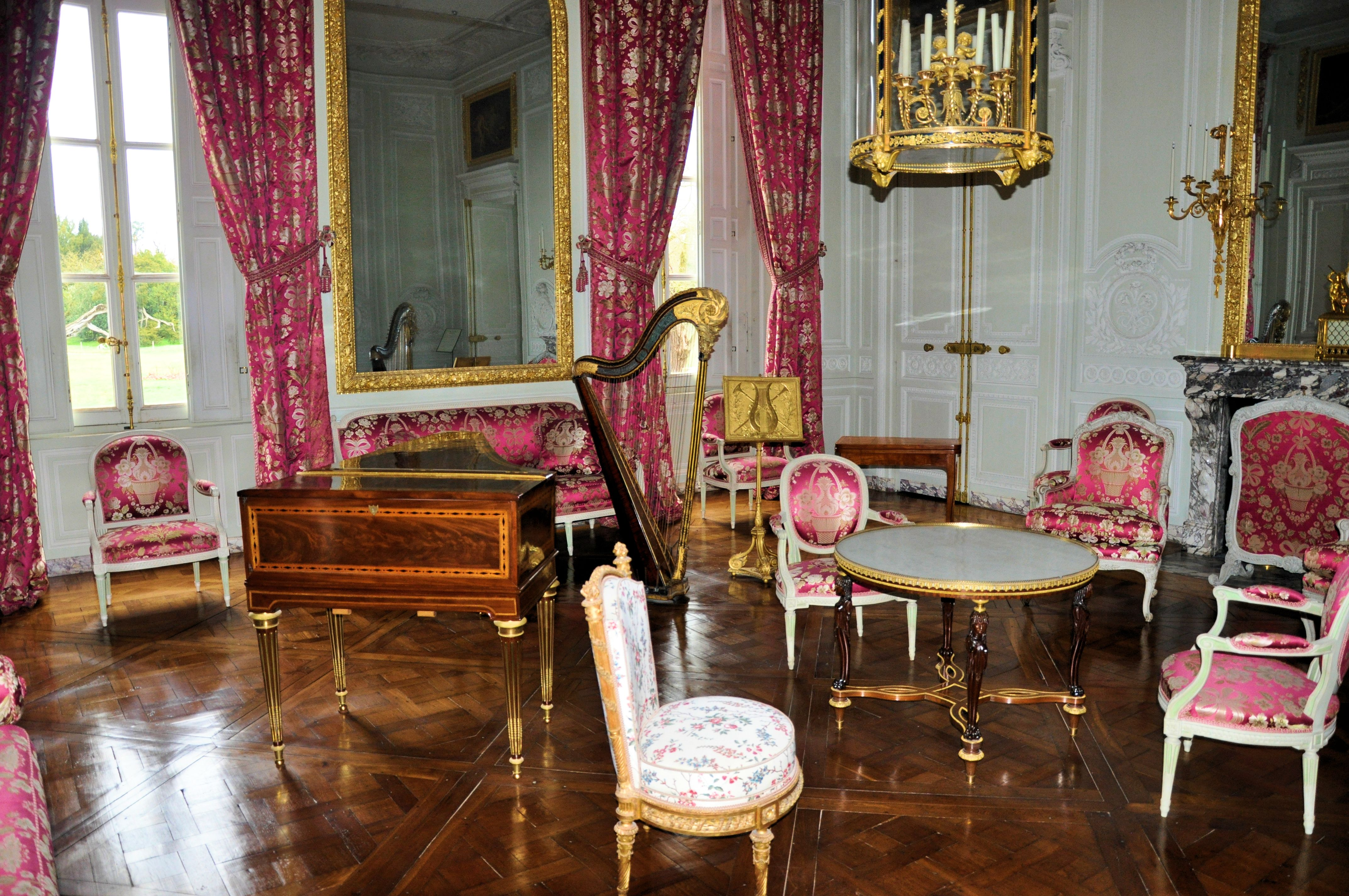
Le Salon de compagnie.

Le salon de compagnie est la pièce principale de ce qu'on nomme « les appartements de la Reine ». On peut y accéder directement depuis le Grand escalier par un petit corridor. À l'origine, il est le salon de réception de madame de Pompadour. Il est parfois aussi appelé « Grand salon ».
On retrouve en partie haute des panneaux muraux la coquille traditionnelle, le reste étant dévolue à une décoration raffinée évoquant la nature, avec des chaînes de fleurs et de fruits sculptées par Guibert. Parfaite illustration de l'esprit floral, les deux « L » du chiffre de Louis XV sont formés de feuilles enlaçant trois fleurs de lys au naturel sous une couronne de fleurs. Les soubassements sont finement ouvragés par les menuisiers Jean-Antoine Guesnon et Clicot, avec, sur fond de tournesols, des branches de lys mêlées de couronnes de roses.
La lanterne, commandée par Marie-Antoinette en 1784 pour remplacer l'ancien lustre de Louis XV, est réalisée par Pierre-Philippe Thomire, en émail bleu lapis, verre et bronze ciselé rehaussé d'ors à deux tons représentant des arcs et carquois de l'Amour désarmé. Après avoir été démontée lors des ventes révolutionnaires, la « fameuse lanterne de Trianon » est installée en 1867 dans le grand escalier avant de retrouver sa place originelle lors des restaurations de 2008.

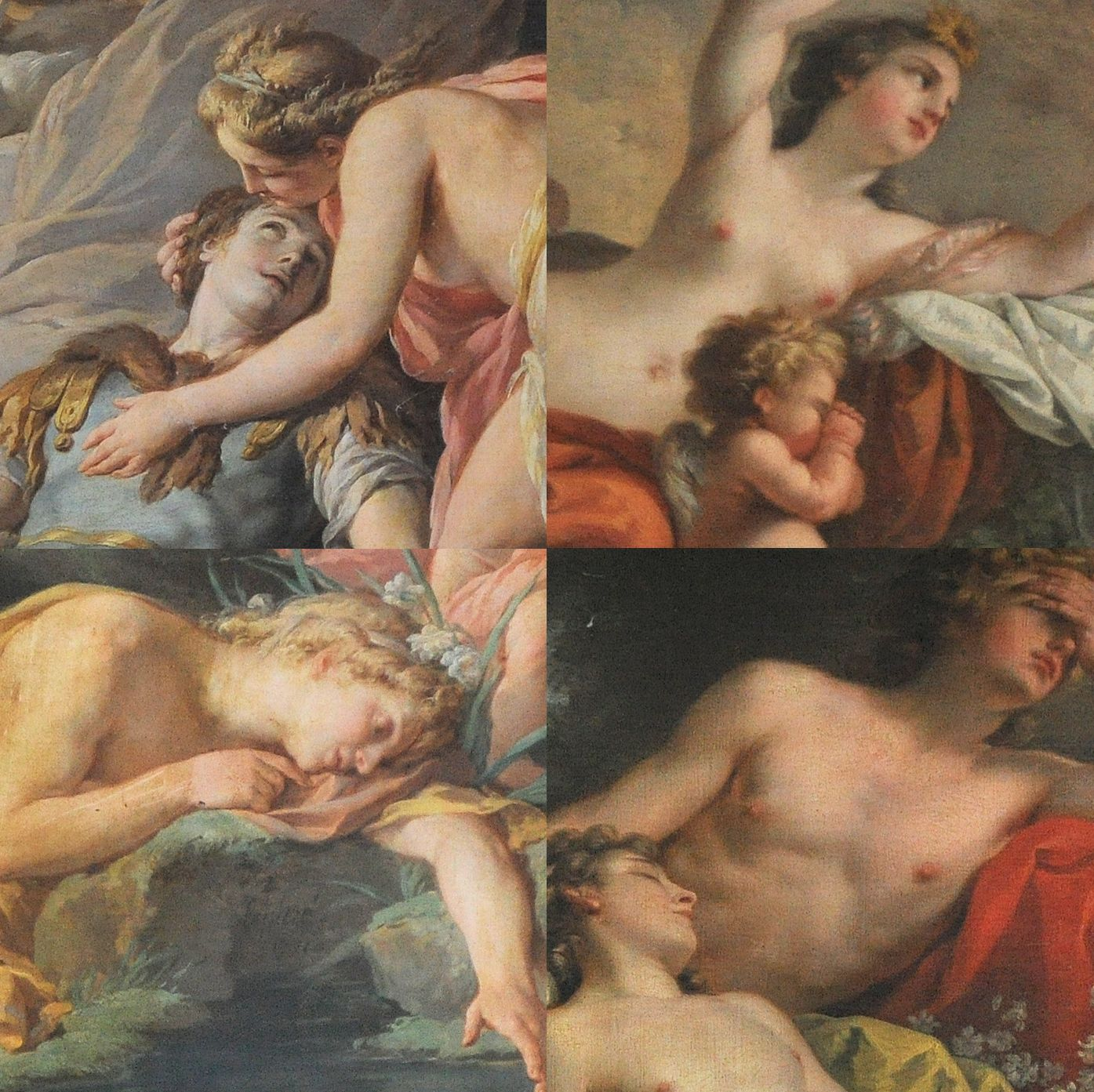
Détail de quatre toiles représentant les Métamorphoses, par Nicolas-René Jollain et Nicolas-Bernard Lépicié.

Comme dans les pièces de réception, les portes sont surmontées de toiles commandées en 1768 dans la série inspirée des Métamorphoses d'Ovide. Nicolas-René Jollain réalise les allégories de Clytie changée en tournesol et Hyacinthe changée en fleur. À Lépicié sont confiés les deux autres dessus-de-porte : Adonis changé en anémone, et Narcisse changé en fleur.
Marie-Antoinette transforme la pièce en salon de musique où elle aime à retrouver le cercle de ses intimes. Le piano-forte est réalisé en 1790 par Pascal-Joseph Taskin, en bâti de chêne et acajou avec des incrustations d'ébène et de citronnier. La harpe est l'œuvre du luthier de la Reine, Nadermann. Elle est exécutée vers 1780 pour un autre client et est comparable dans sa facture à celle sur laquelle Marie-Antoinette jouait avec un talent hérité de sa formation viennoise. Le goût de la Reine pour ces instruments comme la harpe, le clavecin ou le piano-forte, souvent joués par des femmes, favorise la diffusion de cette musique, que l'on interprète aussi bien dans le cadre intime des sociétés que sur les scènes de concerts. Gautier-Dagoty a réalisé une gouache représentant la Reine jouant de la harpe.

« Malgré les plaisirs du Carnaval je suis toujours fidèle à ma harpe, et on trouve que j'y fais des progrès. »

— Marie-Antoinette à l'impératrice Marie-Thérèse, 13 janvier 1773, in Lettres de Marie-Antoinette, chap. XVIII.
Le mobilier livré en 1769 pour madame du Barry comprend un canapé, six fauteuils, dix-neuf chaises, un écran de cheminée et un paravent. Réalisé par Nicolas-Quinibert Foliot, Pierre-Edme Babel et la veuve Bardou, il est recouvert de pékin bleu peint de fleurs. Il est dispersé lors de la Révolution. Lors du remeublement de l'Empire, on installe des sièges avec des pieds à carquois. Après les vaines tentatives de Vivant Denon, directeur général des musées, de rassembler les toiles d'origine, on installe deux tableaux sur les boiseries du salon de compagnie : Alexandre malade et son médecin Philippe de Jean Restout et Le Jeune Pyrrhus à la cour du roi Glaucias, de Hyacinthe Collin de Vermont.
En mai 1837, une grande table ronde dite « de famille », avec des pieds à griffes, est livrée par Alphonse Jacob-Desmalter ; trop imposante, elle est peu adaptée au raffinement du salon,. Les actuels sièges et rideaux en damas de Lyon de trois couleurs en dominante cerise sont une restitution de l'apparat textile que l'on trouve dans les appartements royaux du XVIIIe siècle. Les toiles en dessus-de-porte ont retrouvé leur place d'origine.

#### Boudoir
Cette petite pièce de l'angle nord-est du château n'est à l'origine destinée qu'à permettre le passage entre le rez-de-chaussée et les appartements privés du Roi situés en entresol ou en attique. Elle est certainement la pièce de « café du Roi »,,. L'escalier est en demi-cercle et occupe une large moitié de l'espace. On y trouve un canapé en gros de Tours vert ainsi qu'une table encastrée de Riesener. Le café est à la mode à la cour de Versailles ; le Roi torréfie lui-même les quelques livres récoltées dans son jardin expérimental de Trianon et prépare en personne sa boisson favorite qu'il partage avec sa famille, en contemplant les serres de son jardin botanique.
En 1776, Marie-Antoinette fait transformer l'endroit en boudoir. L'escalier est supprimé et l'on installe un mécanisme ingénieux permettant d'obturer par de grands miroirs s'élevant du sol les deux fenêtres de cette pièce, qui est directement accessible depuis le perron est donnant sur le jardin fleuriste de Louis XV, futur jardin anglo-chinois. La mécanique est installée à l'étage inférieur sous la direction de l'ingénieur des Menus-Plaisirs, Jean-Tobie Mercklein. On appelle dès lors ce boudoir le « Cabinet des glaces mouvantes », dans lequel la Reine vient rechercher intimité et discrétion, mais dont elle peut aussi sortir facilement par le perron pour accéder aux jardins, en toute indépendance.

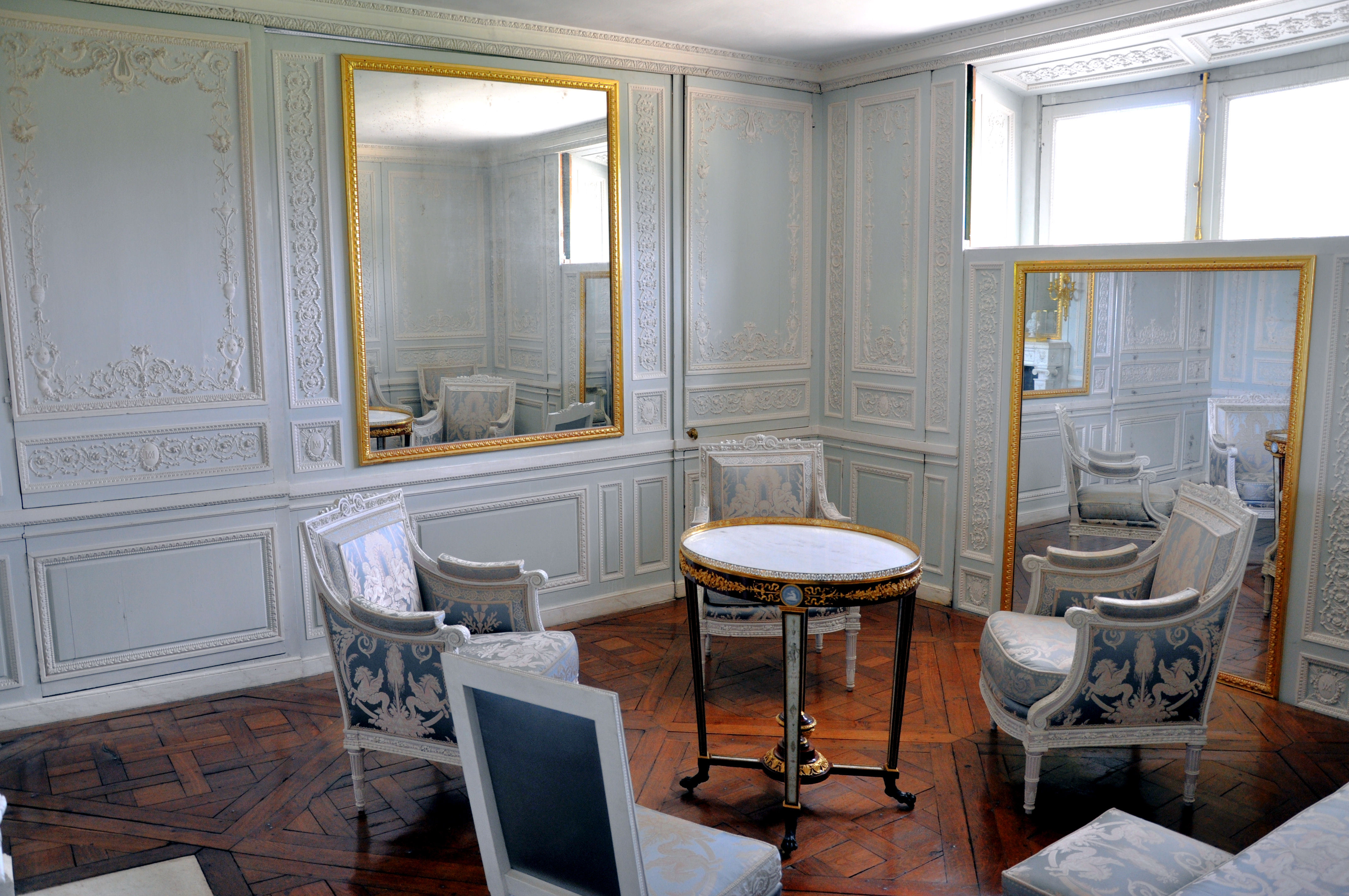
Le boudoir de la Reine.

En 1787, Marie-Antoinette demande à son architecte Mique de redessiner la décoration de cette pièce, bien que jusque-là « élégamment décorée ». Les frères Jules-Hugues et Jean-Siméon Rousseau réalisent des lambris richement ouvragés dans un style arabesque : les sculptures se détachent en blanc sur un fond peint de bleu, à la manière des camées de Wedgwood, marque du nouveau goût de la France pour l'anglomanie. On y retrouve la part importante laissée aux fleurs, dans l'inspiration des jardins alentour. Les panneaux étroits sont agrémentés de bouquets de roses fleuries. Les plus larges montrent l'écu fleurdelisé soutenu par des rubans, avec des cassolettes à fumées légères, des colombes, couronnes et carquois d'Amours. Le chiffre de la Reine apparaît encadré de deux torches amoureuses ornées de roses.
Cette rénovation marque la première étape du renouvellement prévu de l'ensemble des décors des appartements de la Reine, qui est interrompu par la Révolution.
Le mobilier commandé par Marie-Antoinette à Georges Jacob en 1786 se compose d'un lit de repos, de trois fauteuils et deux chaises, le tout couvert d'un poult-de-soie bleu garni d'une broderie de dentelle et de soie. Ce mobilier est dispersé à la Révolution, mais lors de la restauration du château dans les années 2000, on installe des meubles d'origine et de facture comparables, provenant du pavillon du comte de Provence situé près de la pièce d'eau des Suisses. Créés en 1785 par Jacob sur des dessins de l'ornemaniste Dugourc et confectionnés dans les ateliers Reboul et Fontebrune, à Lyon, ils sont recouverts d'un lampas bleu à grand dessin arabesque blanc, représentant des Cyclopes.
Sur la cheminée de marbre blanc à colonnes engagées dans des gaines, installée en 1787, est disposée une reproduction d'une pendule créée pour Marie-Antoinette en 1780 par le sculpteur François Vion et l'horloger Jean-Antoine Lépine, en bronze ciselé doré sur un socle de marbre blanc. Nommée « la Douleur » ou « la Pleureuse d'oiseau », elle représente une jeune femme pleurant la mort de son oiseau posé sur un autel tandis qu'un Amour lui en offre un autre. De part et d'autre sont posés deux bustes en biscuit de Sèvres du XIXe siècle, d'après des modèles de Boizot, représentant la reine de Russie Catherine 1re et son fils Paul 1er.
Le boudoir est vidé à la Révolution de son mobilier et de son système de « glaces mouvantes ». Lors de son installation au Petit Trianon, la duchesse d'Orléans y fait apporter un ensemble de mobilier de forme gondole, composé de deux fauteuils, douze chaises et des tabourets de pied, livré en 1810 par le tapissier Darrac pour le salon de musique du Pavillon français. À l'origine couvert d'un damas bleu et blanc, il est retapissé en 1837 d'une « toile perse fond blanc, rayures à petits bouquets, avec crête à jour en soie lilas et blanche, suspendus à des thyrses dorés ». Un fauteuil d'un genre « fantaisiste et déroutant » est installé dans le boudoir sur instruction de la duchesse, en 1837 : de style gothique tendant vers l'indonésien, il est en bois noirci à montants et traverses torsadés et couvert par le tapissier Perrelle d'une perse capitonnée.

#### Chambre de la Reine
Cette pièce, de même que le boudoir et le cabinet de toilette voisins, possède un plafond abaissé, permettant de créer le niveau supérieur d'entresol, ce qui accentue la sensation d'intimité. C'est le cabinet de retraite du roi Louis XV. Comme dans les autres pièces, Guibert réalise la décoration sculptée des boiseries, sur le thème des plantes, mêlant paniers et festons surplombés de coquilles. Habitué des chantiers de Gabriel, Médard Brancourt exécute les peintures et les dorures des corniches de plâtre et des lambris de chêne, comme dans tout le château. Les panneaux étroits en pilastres sont plus simplement décorés de roses au naturel et de petits bouquets. Le cabinet comprend quatre trumeaux de glaces. La cheminée de brocatelle d'Espagne, prévue pour le château de Saint-Hubert, y est installée en 1764 après la mort de la marquise de Pompadour, et agrémentée de sculptures de style rococo par Honoré Guibert, lequel livre aussi deux petites consoles. Le cabinet est entouré d'un canapé, deux fauteuils et six chaises en gros de Tours vert et blanc.

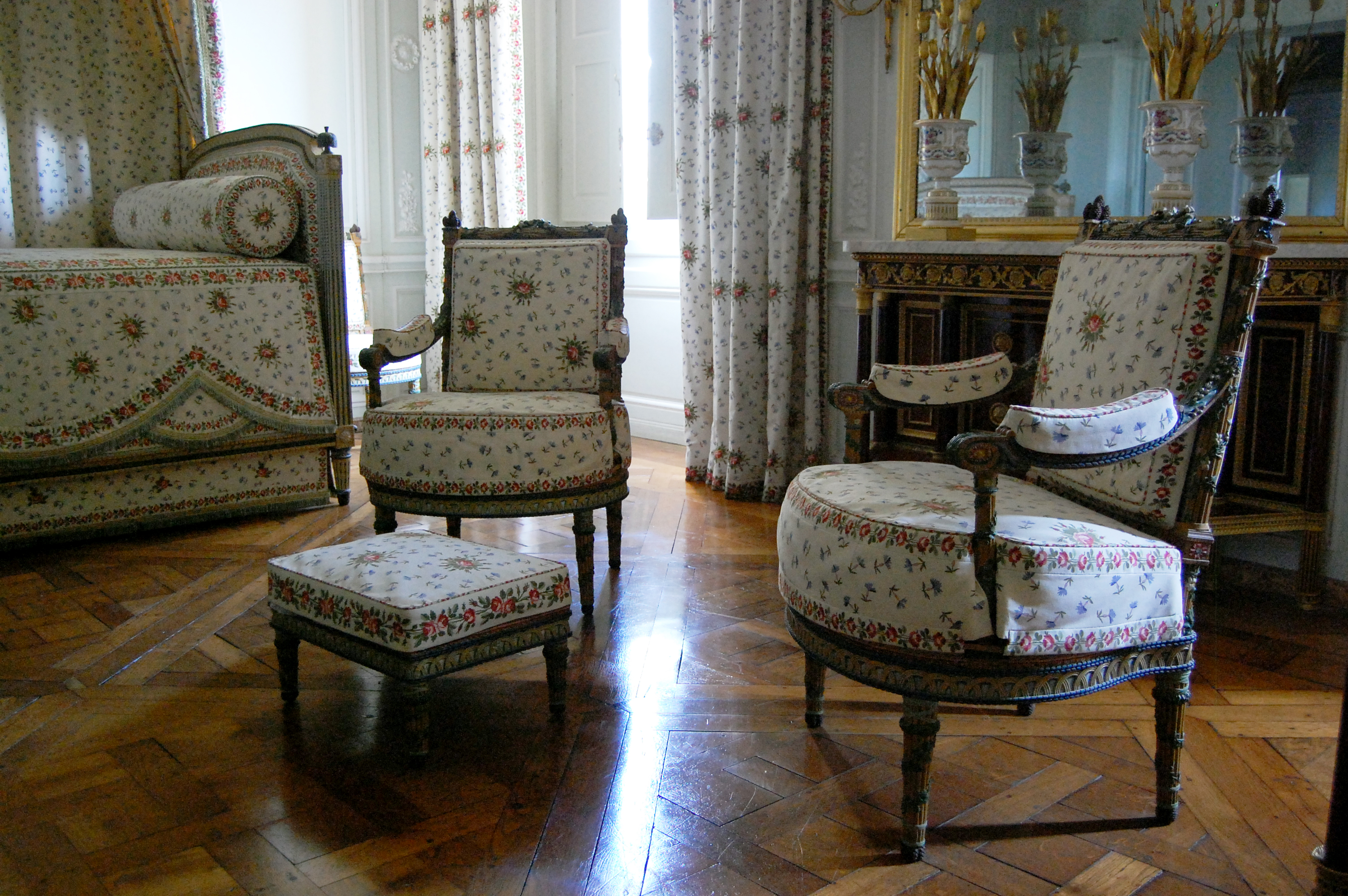
Mobilier aux épis créé par Georges Jacob pour la chambre de la reine.

En 1772, la pièce est transformée en chambre pour madame du Barry, qui occupe jusque-là un appartement dans l'attique. On supprime alors deux trumeaux pour y installer le nouveau mobilier commandé aux menuisiers Foliot, verni de blanc par la veuve Bardou et garni d'un pékin blanc peint de fleurs et de tresses de feuilles par le tapissier Capin.
En investissant le château, Marie-Antoinette fait sienne cette chambre. Malgré les écrits postérieurs de sa première femme de chambre, madame Campan, elle souhaite renouveler le mobilier de cette pièce ou, pour le moins, le fait dorer à neuf et recouvrir d'un nouveau pékin peint, en 1776. Elle ne modifie pourtant rien au décor des boiseries sculptées de fleurs. Finalement, elle commande en 1787 à l'ébéniste Georges Jacob un nouvel ensemble dit « aux épis » comprenant : un lit, une bergère, deux fauteuils, deux chaises, un tabouret de pied, un écran de cheminée et un fauteuil de toilette. On retrouve la fantaisie champêtre dessinée par Jean-Démosthène Dugourc. La sculpture de Jean-Baptiste Rode représente des épis de blé liés en spirale par des rubans avec des branches de lierre, des pommes de pin et des brins de muguet. L'étoffe, un basin d'Angleterre, est brodée, dans les ateliers lyonnais de la veuve Marie-Olivier Desfarges, de délicats bleuets et de guirlandes de roses, fleurs préférées de la Reine, qu'elle prend alors plaisir à dessiner en compagnie de son protégé, Pierre-Joseph Redouté, surnommé le « Raphaël des fleurs ». Le lit est sculpté par Pierre-Claude Triquet. L'ensemble des peintures du mobilier est confié à Jean-Baptiste Chaillot de Prusse, artiste peintre, ce qui fait dire au page Hézecques que « la vivacité des couleurs défiait le pinceau le plus exercé. »
Le lit est vendu en 1793 avec le reste du mobilier du Petit Trianon mais n'est pas retrouvé, à l'inverse des autres meubles de cette chambre qui ont repris leur place originale : « un bois de lit en chaire à prêcher, à colonnes et treillages, marié en jasmin et chèvrefeuille, complet de ses étoffes en basin des Indes blanc, brodé en laine avec ses cordons ». Il est remplacé par un lit créé en 1780 pour le château de Fontainebleau et repeint aux couleurs du mobilier d'origine dans le cadre d'une restitution.

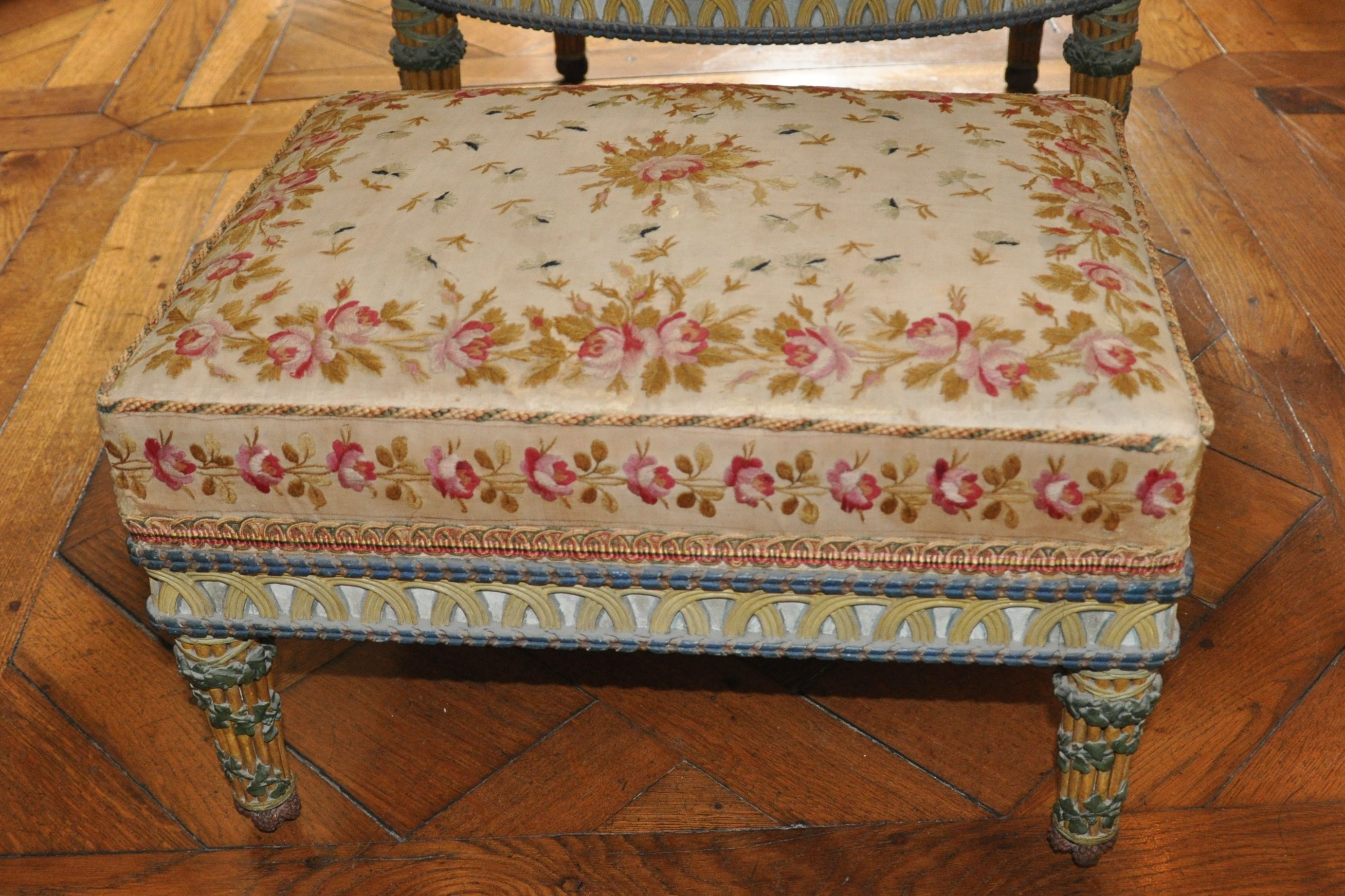
Tabouret de pied du mobilier aux épis créé par Georges Jacob. Le tissu est d'origine.

Les dimensions modestes de la chambre et du lit contrastent avec celles de la chambre de la Reine, au château. Cette différence souligne le désir de sérénité de ce « havre de paix », renforcé par la vue du Temple de l'Amour, érigé en 1778. C'est d'ailleurs derrière ces vitres que, durant plusieurs années, la Reine voit se concrétiser son rêve d'un « jardin enchanté où elle peut enfin ôter sa couronne, se reposer de la représentation, reprendre sa volonté et son caprice ». Cette sensation d'un « tableau de maître, d'une vue bucolique » est encore préservée aujourd'hui.
Au XIXe siècle, la chambre est occupée par Pauline Borghèse, sœur de Napoléon, dès 1806. Devenue impératrice, Marie-Louise lui succède. Le plafond est tendu de soie blanche lamée d'or, le tapissier Darrac fournit les tentures de satin bleu ciel avec des galons d'or et l'ébéniste de l'Impératrice, Pierre-Benoît Marcion livre le mobilier autour d'un lit en bois doré à une place, comprenant une commode et un secrétaire ainsi qu'un guéridon en bois doré et marbre blanc et de deux tables de nuit en acajou.
La duchesse d'Orléans, qui s'installe au Petit Trianon, fait modifier le premier étage et, en particulier, fait réaménager en 1837 la garde-robe à chaise, à laquelle on accède depuis la chambre de la Reine par un étroit couloir, qui dessert aussi une salle de bain dans laquelle la duchesse fait installer la baignoire en cuivre étamé, couverte d'une housse de coton à volants. La commode exposée dans cette salle de bain est le premier meuble commandé par Marie-Antoinette lorsqu'elle prend possession du château en 1774 ; réalisée par Daniel Deloose, elle est livrée par Jean-Henri Riesener.
Un lit à deux places d'époque Empire, élargi et restauré par Louis-Édouard Lemarchand, vient remplacer celui de Marie-Louise, en 1838. Il est en bois doré sculpté par Pauwels-Zimmermann et rejoint le mobilier de l'Impératrice, à savoir deux bergères, un pommier, quatre chaises, deux tabourets de pied et un écran de cheminée. L'ancien satin bleu ciel est cependant remplacé par le tapissier Jean-Louis Laflèche par un cannetillé bleu galonné de trois couleurs.

#### Cabinet de toilette
L'ancienne bibliothèque botanique de Louis XV est, depuis l'époque de Marie-Antoinette, un petit cabinet de toilette, qui ne possède pas de décoration particulière. Marie-Louise acquiert en 1810 des sièges de forme gondole, peints en gris rechampi blanc, recouvert par le tapissier Darrac d'une toile de Jouy à fond vert incrusté d'un médaillon. Les deux fauteuils, quatre chaises et deux tabourets de pied sont regarnis en 1828 par Laflèche d'un damas jaune. En mai 1837, Louis-Édouard Lemarchand livrent plusieurs meubles de palissandre, dont une armoire à glace, un cabinet de toilette et une table à écrire, révélation d'un « style Louis-Philippe » aujourd'hui encore méconnu.

### Entresol

Plan de l'entresol du Petit Trianon

L'entresol des appartements de la Reine — restauré en 2008 et, dès lors, pour la première fois accessible aux visites-conférences — abrite sa bibliothèque ainsi que les chambres des dames d'honneur et de chambre. Il se situe juste au-dessus du boudoir et de la chambre de la Reine. On y accède par le petit escalier qui mène aux appartements d'attique. Trois pièces entresolées donnent sur le jardin botanique, devenu le jardin anglais de Marie-Antoinette, avec, comme point de vue principal, le Temple de l'Amour.

#### Bibliothèque de Marie-Antoinette

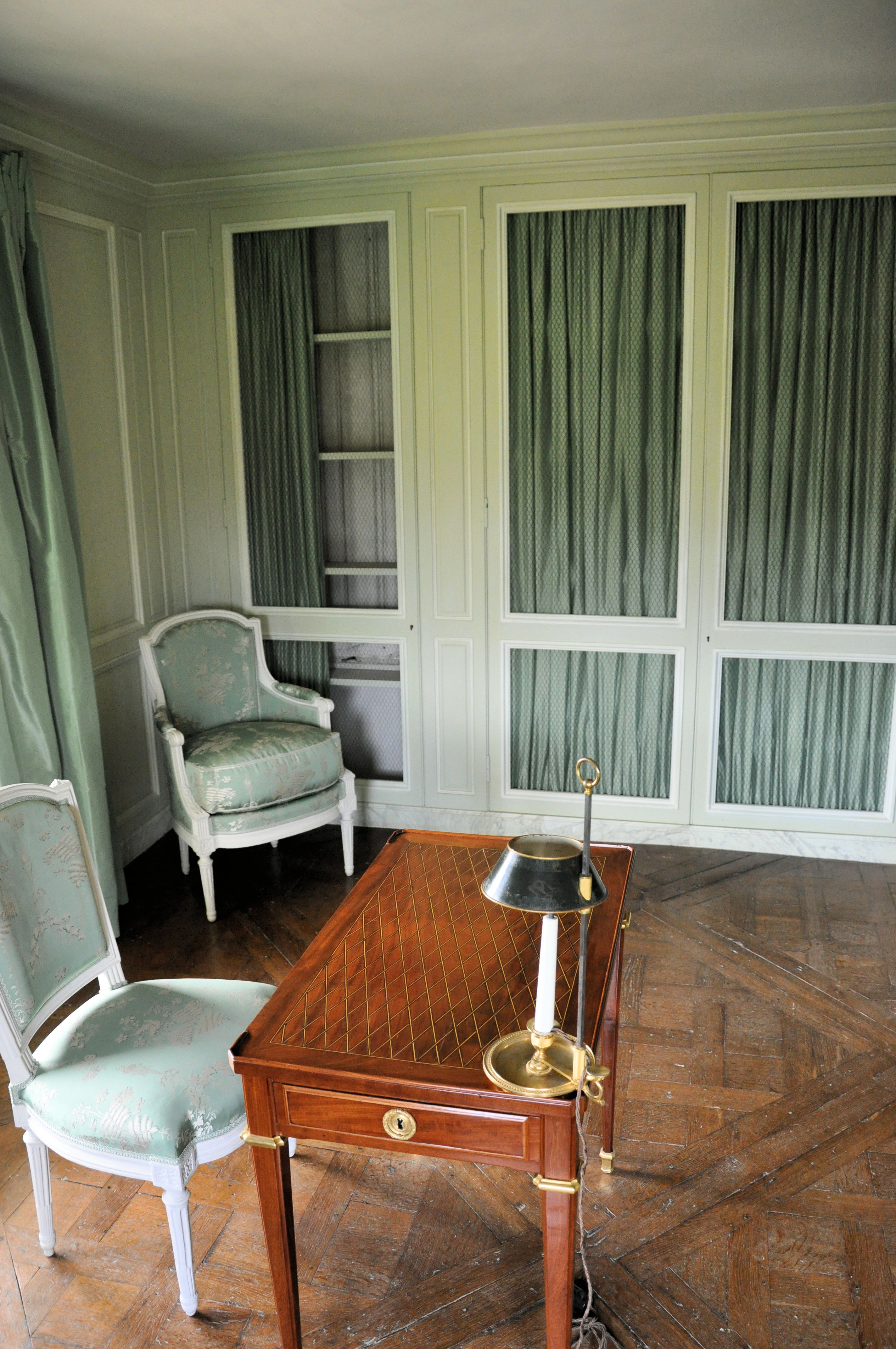
La bibliothèque de Marie-Antoinette, à l'entresol.

Situé dans la partie nord-est du château, le cabinet d'angle de Louis XV est aménagé sur le palier d'un escalier privé permettant au Roi d'accéder à l'attique depuis le premier étage. L'escalier est supprimé depuis quatre ans, à l'occasion de l'installation des glaces mouvantes, lorsque, en 1780, Marie-Antoinette ordonne à son architecte Richard Mique d'aménager le lieu en bibliothèque. On installe dans cet espace de grandes armoires « peintes en blanc adouci avec des panneaux grillés à mailles de fil de laiton ». Ces armoires, démontées au XIXe siècle, ne sont restituées qu'en 2008 selon les plans de Mique. Les grandes glaces sont encadrées de cuivre et les tiroirs à estampes comportent des boutons représentant un aigle d'Autriche. La bibliothèque est essentiellement formée par Nicolas-Léger Moutard, imprimeur-libraire de la Reine entre 1774 et 1792. Elle est inventoriée lors de la Révolution française, de même que l'ensemble des ouvrages du château, par le comité présidé par l'abbé Grégoire. Ces livres, reliés en plein maroquin de veau fauve ou marbré portent les armes de la reine sur des plats sans or ainsi que les initiales « CT » — « Château de Trianon » — surmontées d'une couronne, sur le dos,. La plupart d'entre eux comportent la présentation de leurs auteurs. On trouve, parmi ces 1930 volumes, 1328 consacrés aux belles-lettres (dont 365 au théâtre), 158 aux sciences et 444 à l'Histoire. Selon Mercy, la Reine n'a lu entre 1770 et 1780 qu'une dizaine de livres, en particulier des romans, « n'ayant aucun goût pour les lectures sérieuses [et] ne s'entendant, de tous les arts, qu'à la musique ». Et la composition de cette bibliothèque, de même que celle du boudoir du hameau ou celle du château, est surtout le fait de monsieur Campan, officiellement Secrétaire du Cabinet auprès du bibliothécaire de la reine, ce dernier, d'ailleurs, l'historiographe Moreau, n'ayant aucunement les faveurs de la reine. La Reine ne fréquente sans doute jamais cette pièce, les livres lui étant apportés selon ses désirs.

#### Chambre de la dame d'honneur

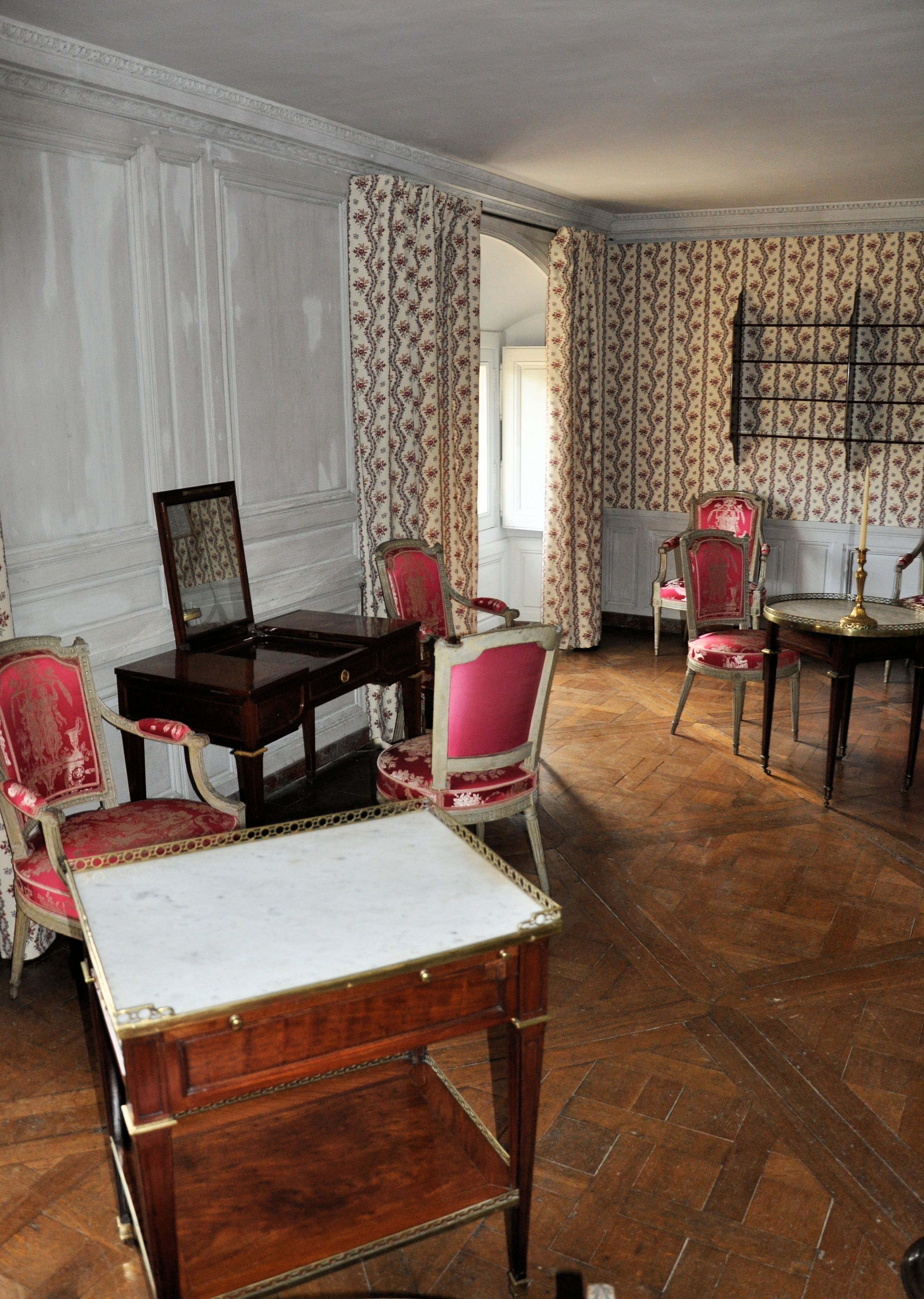
La chambre de la dame d'honneur, à l'entresol.

Lors de la construction du château, l'entresol ne possède véritablement qu'une chambre et une antichambre, les deux angles étant occupés par des escaliers. La pièce centrale est réservée aux intimes du Roi et de sa favorite. Marie-Antoinette y loge ses dames d'honneur successives lors des séjours au Petit Trianon, sans doute la comtesse de Noailles, mais surtout la fidèle princesse de Chimay, qui prend cette fonction en 1775 lors de la nomination de la princesse de Lamballe comme surintendante de la maison de la Reine.
Sous l'Empire, la chambre est attribuée à la demoiselle de compagnie de la princesse Borghèse, sœur de Napoléon. Avec la Monarchie de Juillet, c'est une femme de chambre de la duchesse d'Orléans qui l'occupe. La décoration actuelle est une restitution de l'état de référence de 1789. La toilette de campagne, attribuée à Jean-Henri Riesener, porte la marque au feu et au pinceau du garde-meuble du château de Trianon. En revanche, les fauteuils et les chaises en cabriolet, œuvre du maître-ébéniste Jacques Gay, bien que contemporains de Marie-Antoinette, ne sont placés au Petit Trianon qu'au XIXe siècle.

#### Chambre de la première femme de chambre

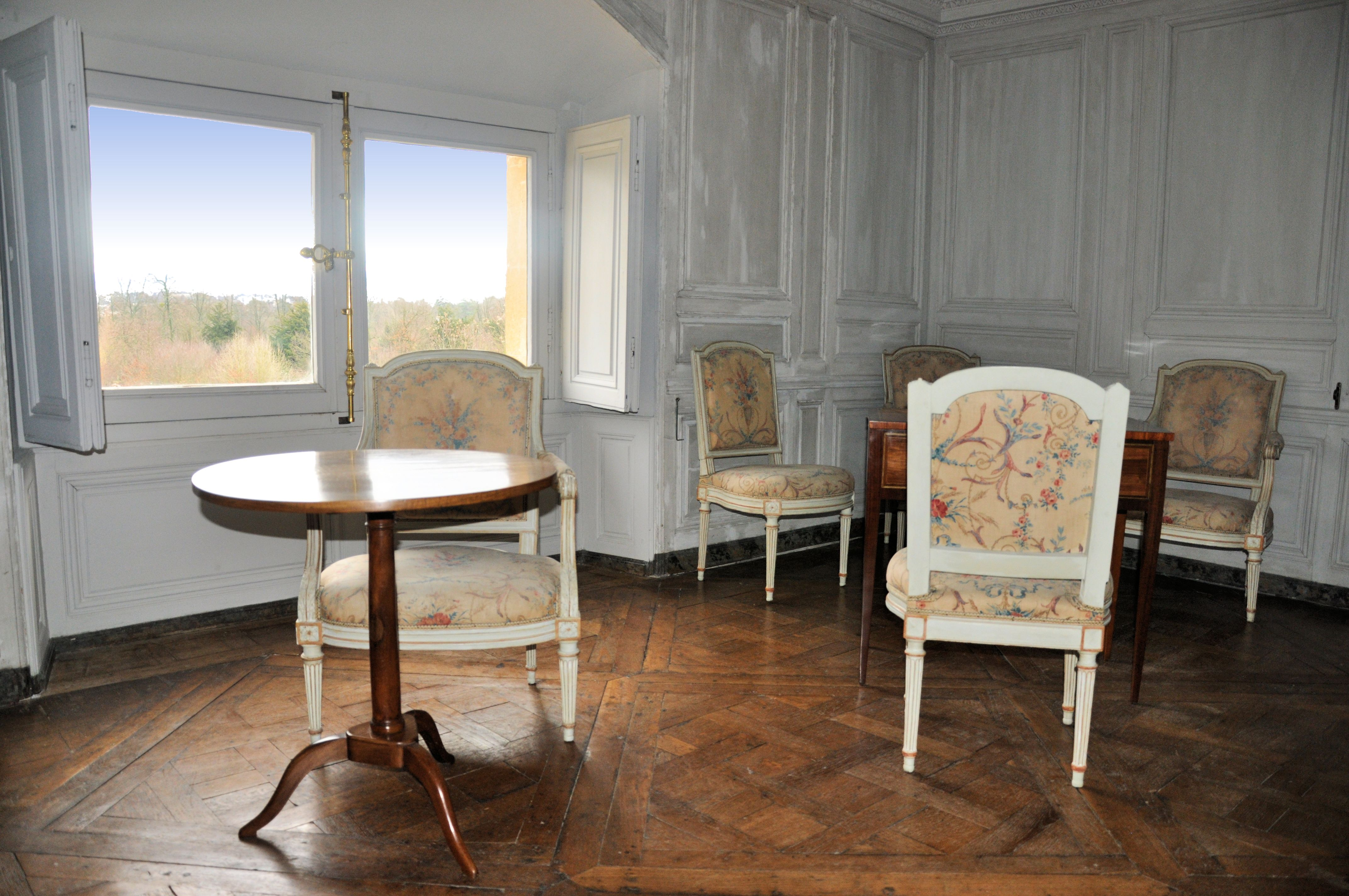
La chambre de madame Campan, à l'entresol.

Simple antichambre sous Louis XV, cette pièce est occupée par la première femme de chambre de Marie-Antoinette. La plus célèbre d'entre elles est madame Campan, née Henriette Genêt, d'abord femme de chambre puis première en 1786, en survivance de madame de Misery. La décoration de la pièce est simple ; les portes de l'alcôve n'ont été installées qu'à la Révolution.

#### Salle de bains
L'entresol se prolonge vers le centre du château, à l'arrière du salon de compagnie, d'où il ne reçoit de lumière que de la grande cage de l'escalier principal. On y loge le service de la dame d'honneur de la Reine. Ce n'est qu'à la demande de Louis-Philippe, en 1837, que cette partie est aménagée par l'architecte Nepveu selon le même principe qu'à l'étage inférieur : une salle de bains est créée, attenante à la chambre occupée par la femme de chambre de la duchesse d'Orléans. On conserve dans la pièce mitoyenne une garde-robe à l'anglaise ou « cabinet de chaise ». Le petit escalier en colimaçon a aussi été construit au XIXe siècle, par réduction en profondeur de l'ancienne chambre de service, afin de permettre la liaison avec l'appartement du fils aîné du roi, Ferdinand, duc d'Orléans, et de son épouse, la princesse Hélène de Mecklembourg-Schwerin, à l'attique.

### Attique

Plan de l'attique du Petit Trianon

L'étage d'attique abrite initialement l'appartement de Louis XV, auquel on accède par deux escaliers situés aux angles sud-est et nord-est. Il est composé d'une chambre, d'une antichambre et d'un cabinet d'angle. Le reste de l'étage est réservé aux « seigneurs » ou, plus exactement, les pièces donnant sur les jardins sont occupées par les « personnes marquantes de la suite du roi ». Le centre de l'attique est un dédale de cabinets peu éclairés, dans lesquels loge le personnel, portant le nombre de lits, tant pour les maîtres que les domestiques, à une vingtaine. Quelques petits cabinets noirs renferment des chaises percées. Le capitaine des gardes du corps ainsi que le premier valet de chambre occupent les logements adjacents à l'appartement du roi, le reste étant organisé en six appartements.

#### Antichambre de Louis XV

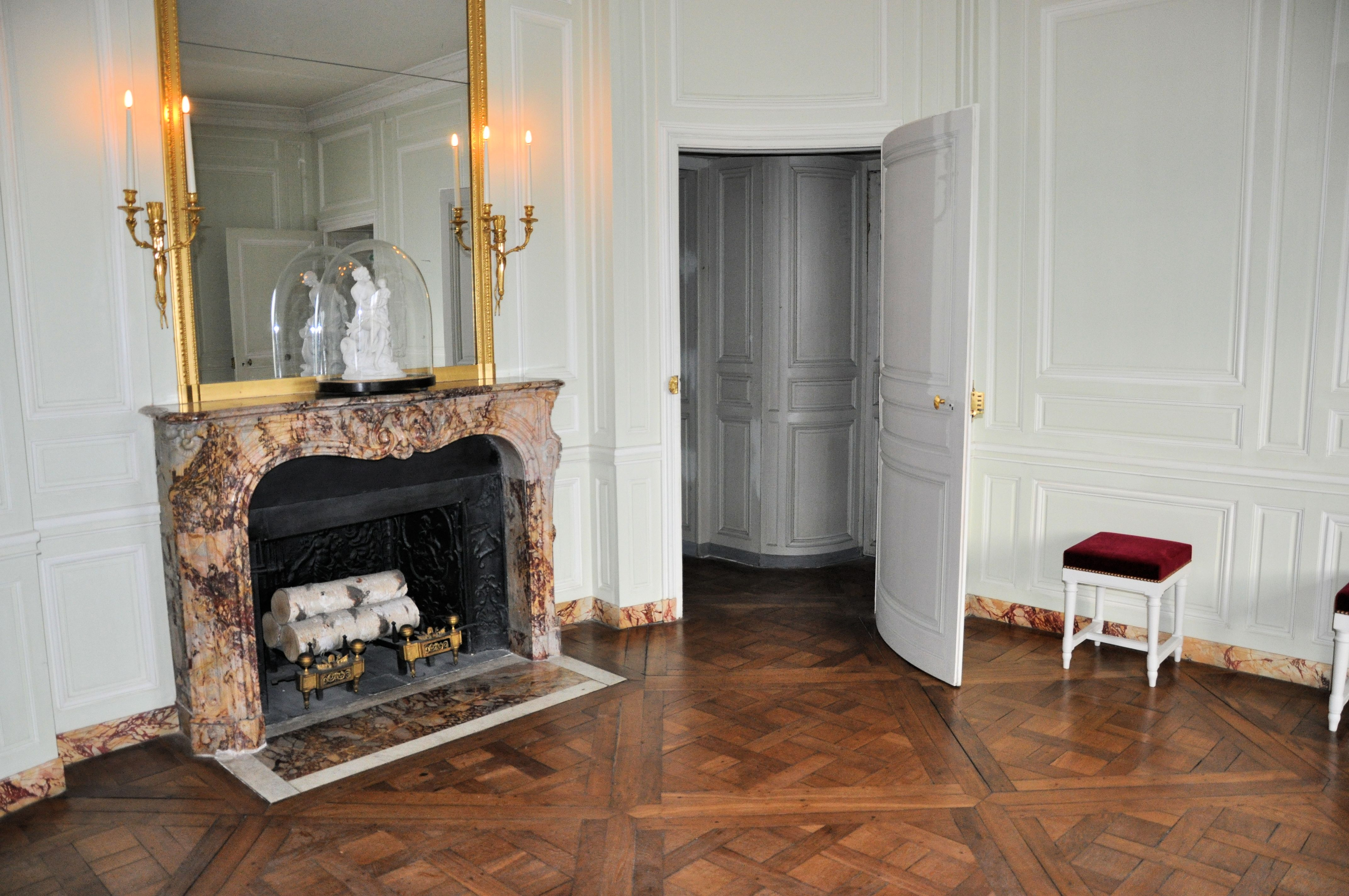
L'antichambre de Louis XV, à l'attique.

L'antichambre de Louis XV est située entre l'escalier principal et la chambre du Roi. Ses boiseries, installées en 1768, de décor sobre et peintes de couleur vert d'eau, sont un remploi de chambranles provenant du palais de l'Élysée, légué par la marquise de Pompadour. Les deux angles arrondis de la pièce mènent à une garde-robe et un cabinet à chaise percée accessible aussi par une porte dérobée dans la tenture de la chambre. La cheminée est sans doute de même origine et est sculptée dans un marbre de Sarrancolin. Le régulateur à compensation, de parquet, est un mouvement de Robert Robin. Sa boîte est en acajou, avec panneaux à jour et à glaces, et décorée de bronze doré à oves avec couronne de fleurs et branches de chêne et de laurier.

#### Chambre de Louis XV

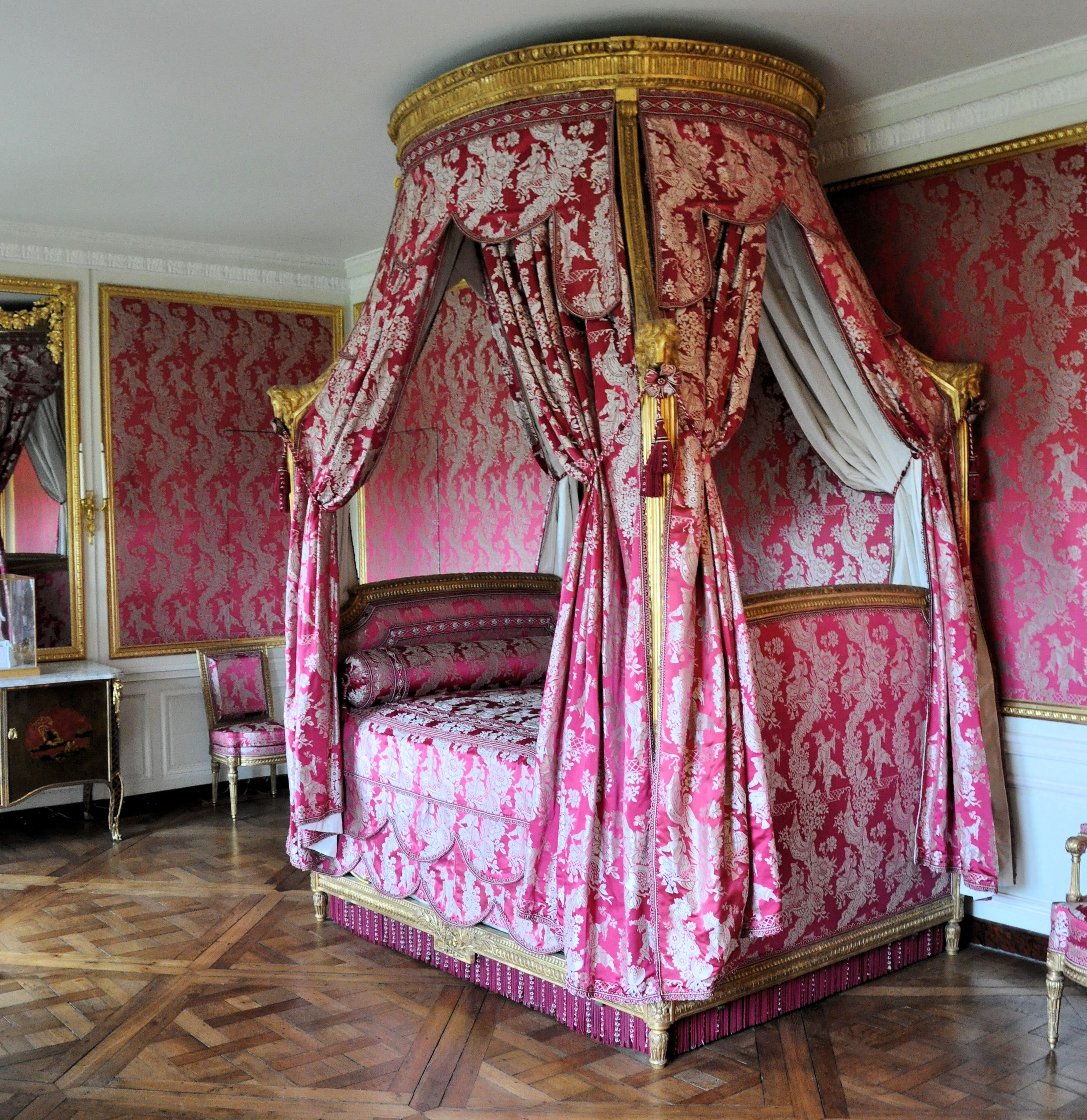
Lit à la polonaise de la chambre du roi, à l'attique, 1775

Cette chambre est investie en 1772 par le roi Louis XV qui accorde son cabinet intérieur, situé à l'étage inférieur, à madame du Barry, dans un acte de dérogation de son statut royal qui paraît alors impensable. Son petit-fils, Louis XVI, qui reprend naturellement ce petit appartement sans d'ailleurs y apporter de modifications, ne dort jamais au Petit Trianon, préférant, après les promenades et les soupers, retourner à Versailles.
Le mobilier d'origine n'ayant pas été reconnu, il est restitué en 1985 d'après son état d'Ancien Régime. Le lit à la polonaise, de hêtre doré et sculpté de mufles de lion, exécuté en 1775, remplace celui qui avait été réalisé par Nicolas-Quinibert Foliot dans un style à la turque. Les tentures murales en lampas blanc et cramoisi de Lyon, de même motif « à musique chinoise » que le mobilier, sont une restitution selon les inventaires conservés de 1768. Les trois trumeaux de glace reprennent le dessin trouvé sur la maçonnerie lors des restaurations initiées en 1985.
La cheminée de marbre griotte d'Italie provient des petits appartements de Marie-Antoinette au château, réordonnés par Louis-Philippe en 1836.

#### Cabinet de Louis XVI

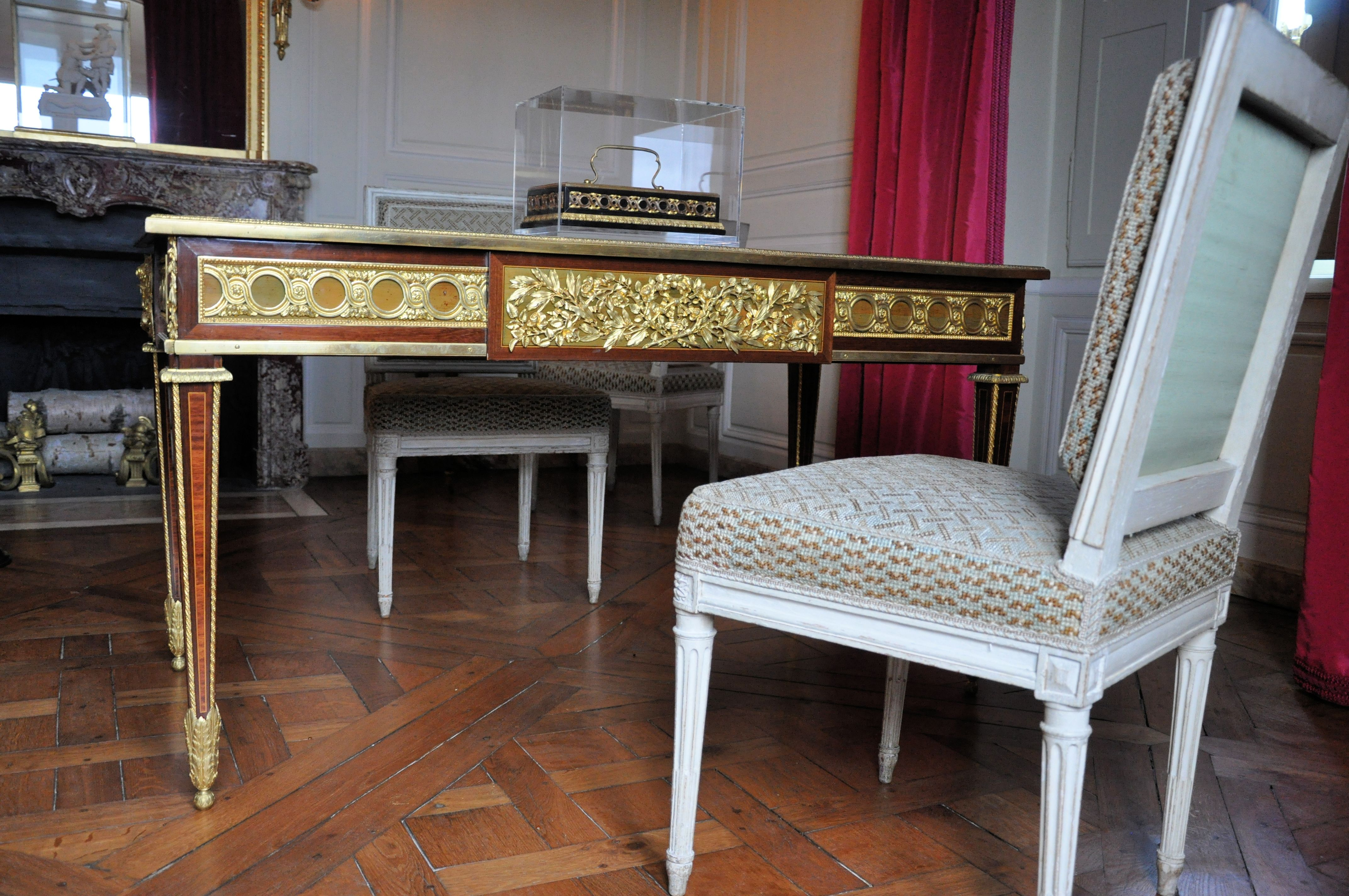
Bureau de Louis XVI dans le cabinet du roi à l'attique
Jean-Henri Riesener, 1777.

L'appartement de Louis XV se termine par un cabinet, situé à l'angle des jardins botanique et fleuriste, dernier palier de l'escalier privé qui mène du rez-de-chaussée à l'attique. Les portes sont munies de serrures spéciales conçues par François Brochois afin que le Roi puisse les verrouiller de deux tours de clef. À l'inverse des autres pièces de son appartement, Louis XVI remplace l'ensemble du mobilier de son prédécesseur lors de la suppression de l'escalier. Composé de quatre éléments, il est confié en juillet 1777 à l'ébéniste Jean-Henri Riesener. Le bureau est en placage de bois des Indes satiné et d'amarante, orné de bronzes dorés et d'un galon d'or et couvert d'un velours noir ; vendu 600 livres à la Révolution, alors qu'il en a coûté 4 500 seize ans plus tôt, il réintègre son emplacement d'origine en 2002,. La commode est de même confection de marqueterie, rehaussée de marbre blanc veiné. Un secrétaire et une petite table complètent le lot.

#### Petit salon de Madame Royale (évocation)

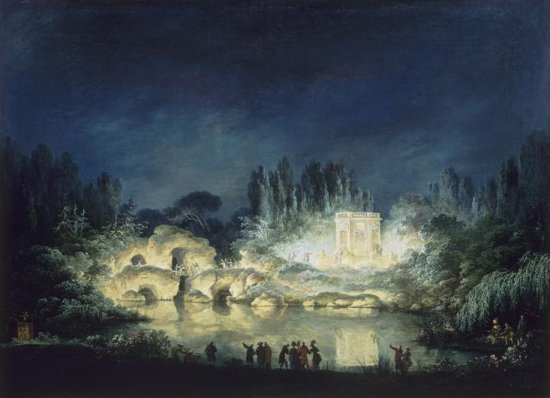
L'Illumination du Pavillon du Belvédère, Petit Trianon
Claude-Louis Châtelet, 1781.

En 1782, Marie-Antoinette fait aménager, pour sa fille aînée Marie-Thérèse dite « Madame Royale », un des appartements des « seigneurs » à l'attique en réunissant plusieurs logements. C'est aussi pour elle et ses frères que la Reine fait édifier à la même époque le hameau. Elle loge à proximité de sa tante, Madame Élisabeth, et de sa gouvernante, la duchesse de Polignac.
Lors de la restauration de l'attique en 2008, cette petite chambre est consacrée à l'évocation de Madame Royale. Les tentures reproduisent fidèlement des toiles de la manufacture de Jouy. La chambre donnant sur le Belvédère est prétexte à une présentation d'un tableau de Claude-Louis Châtelet exécuté en 1781 : L'Illumination du Belvédère, retraçant la fête donnée en l'honneur de Joseph II, frère de Marie-Antoinette, en août 1781.

#### Petit salon de Madame Élisabeth (évocation)
Madame Élisabeth occupe, à partir de 1782, l'appartement de son frère Louis XVI au Petit Trianon, que celui-ci n'utilise jamais. Elle peut ainsi veiller sur sa nièce, Marie-Thérèse, le Roi la qualifiant de « deuxième mère pour ses enfants ».
La petite chambre donnant sur le Jardin anglais lui est consacrée lors des restaurations de 2008. Comme dans la pièce voisine, les tentures reproduisent des toiles de Jouy-en-Josas. Le motif de lilas provient de la chambre du propriétaire de la manufacture, Oberkampf.

#### Cabinet de toilette de Marie-Louise (évocation)

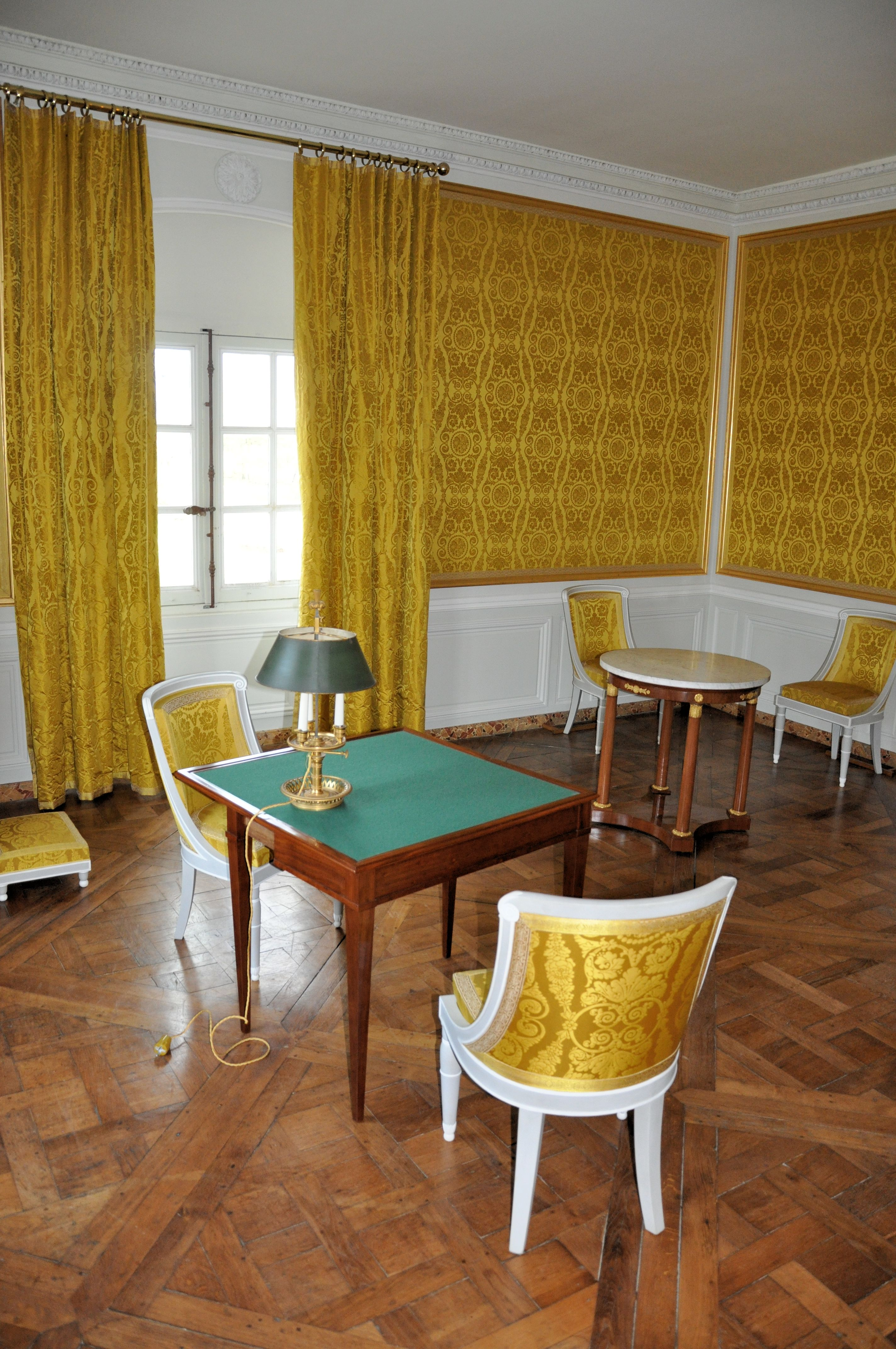
Évocation à l'attique du cabinet de toilette à l'époque de Marie-Louise puis de la duchesse d'Orléans.

Cette petite chambre située dans l'angle nord-ouest du bâtiment, donnant à la fois sur le Jardin français et le Jardin botanique — ultérieurement le Belvédère —, est sous Louis XV l'une des chambres réservées aux Seigneurs de la suite. À l'époque de Marie-Antoinette, elle accueille vraisemblablement une des intimes de la Reine. C'est l'une des rares salles de l'étage à posséder une petite garde-robe et une pièce de domestique. Lors de la restauration de 2008, elle est aménagée en évocation du cabinet de toilette situé au premier étage, dans sa décoration et son mobilier de l'époque de la duchesse d'Orléans. Les sièges fournis à l'impératrice Marie-Louise sont simplement recouverts de damas jaune qui remplace la toile de Jouy verte d'origine. La table de quadrille provient de l'ancien salon de billard et le guéridon, du cabinet des glaces mouvantes,.
La petite chambre adjacente, réduite lors des travaux d'agrandissement de la précédente, est destinée, depuis la réouverture de l'attique aux visites du public, à l'exposition de toiles évoquant le domaine du Petit Trianon : une peinture d'Antoinette Asselineau témoigne de la décoration du petit théâtre à l'époque de Louis-Philippe ; deux toiles du début du XIXe siècle sont des évocations du hameau de la Reine.

#### Chambre de Marie-Louise (évocation)

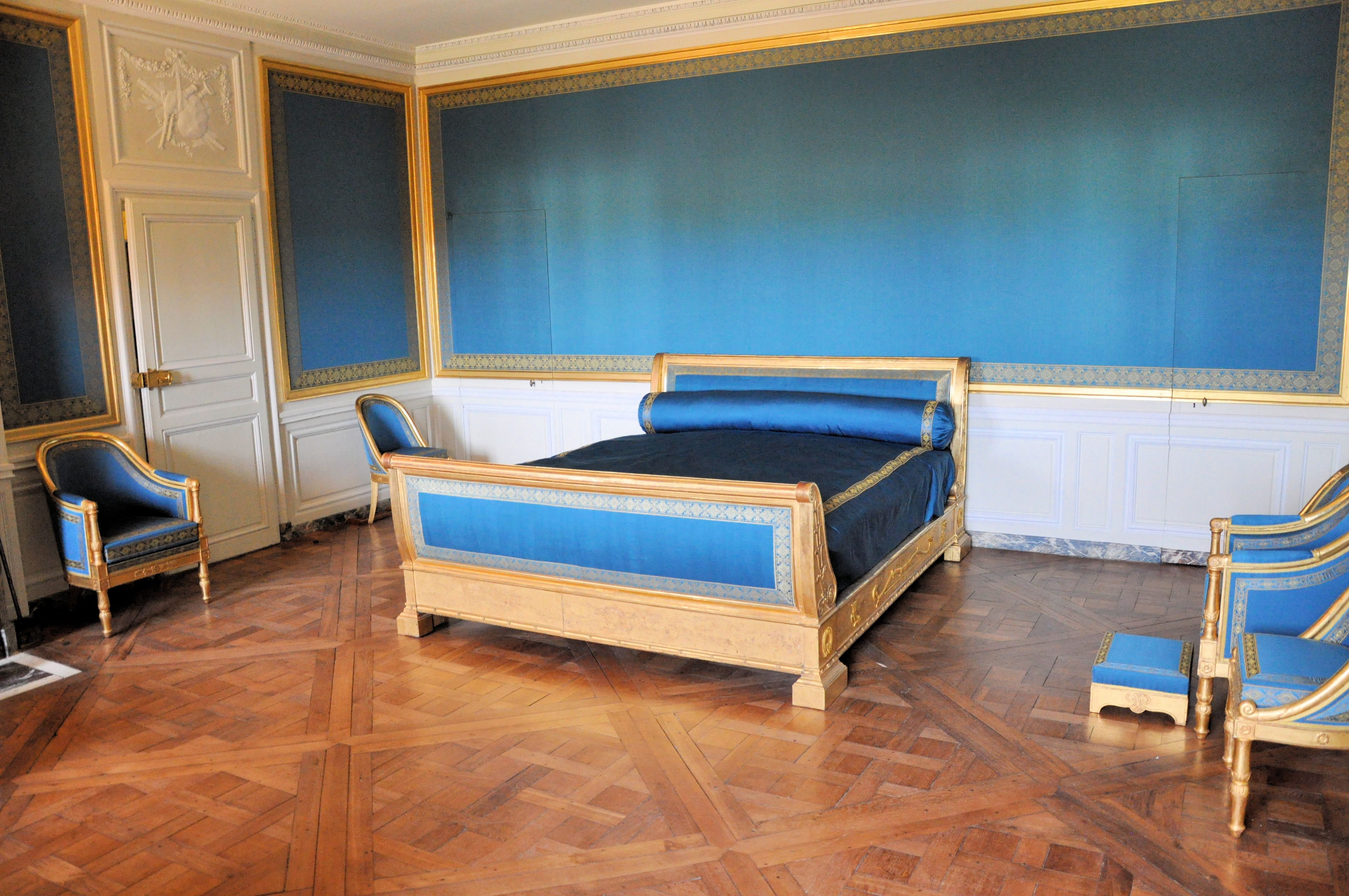
Évocation à l'attique de la chambre de Marie-Louise puis de la duchesse d'Orléans.

Étant l'une des mieux orientées de l'attique, cette chambre est vraisemblablement habitée par madame du Barry avant que cette dernière ne s'installe à l'étage inférieur, à proximité de l'escalier intime du Roi. Aucun mobilier féminin n'est prévu lors des commandes de 1768, madame de Pompadour étant morte quatre ans plus tôt ; la dernière maîtresse de Louis XV se contente donc des meubles destinés aux seigneurs de la cour.
Les deux appartements centraux de l'attique donnant sur le Jardin français, initialement de même configuration et de même taille, sont remaniés sous Marie-Antoinette afin de créer une chambre plus grande, de surface comparable à la chambre de la Reine ouvrant sur le Jardin anglais. Lors de la restauration de 2008, cette grande salle est aménagée pour évoquer la chambre de Marie-Louise puis de la duchesse d'Orléans — ancienne « chambre de la Reine » — avec le mobilier et la disposition d'alors.

#### Boudoir de la duchesse d'Orléans (évocation)

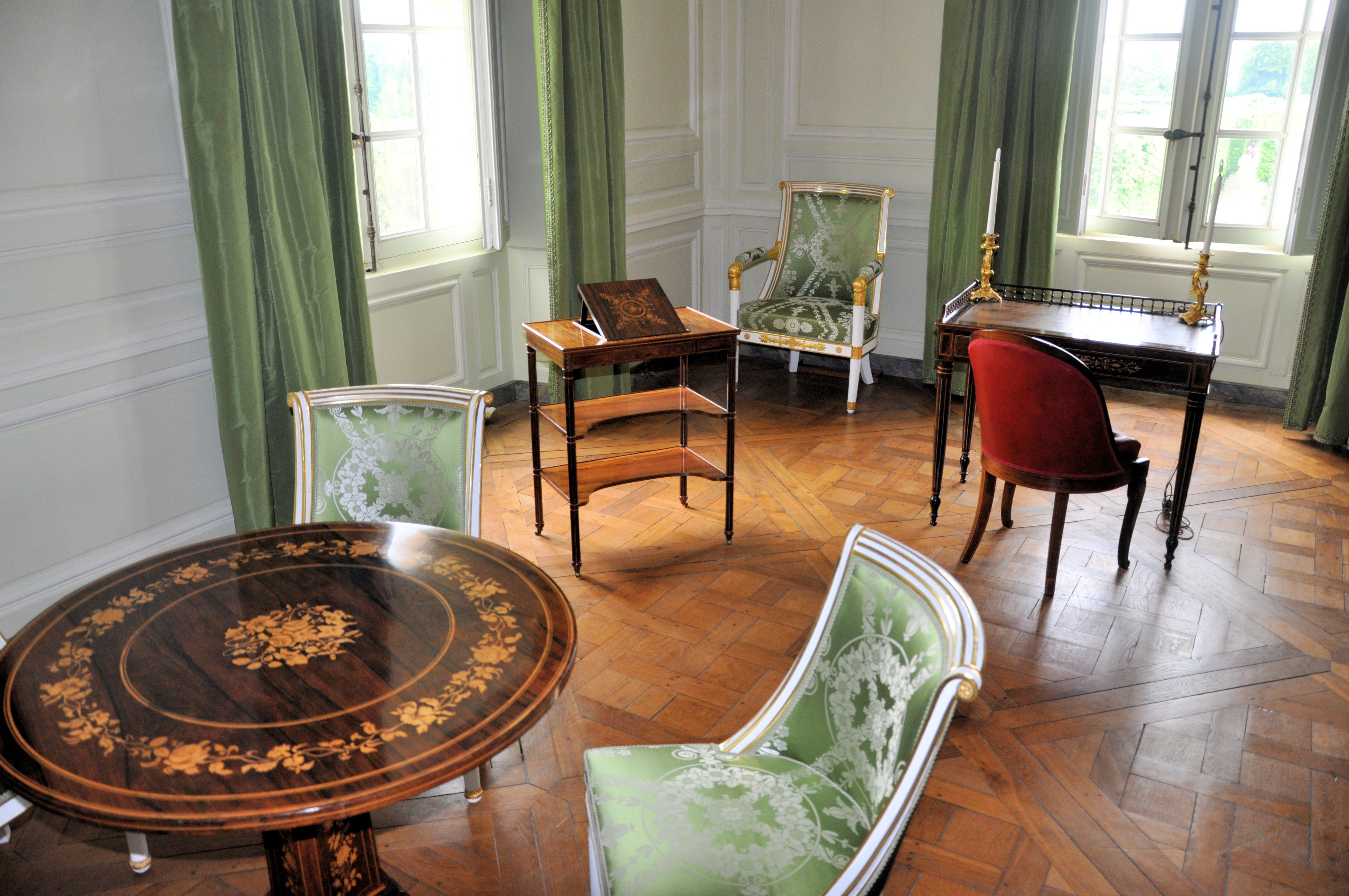
Évocation à l'attique du boudoir de la duchesse d'Orléans.

La chambre située à l'angle sud-ouest de l'attique a conservé sa disposition de l'époque de Louis XV, avec garde-robe et pièce de domestique adjacente. Elle est aménagée en 2008 en évocation du boudoir tel qu'il était lors de la présence de la duchesse d'Orléans dans le château. Cette seule pièce fait référence, dans le cadre muséographique, à la duchesse, car elle n'est garnie que de mobilier livré spécialement pour elle. Cependant, les deux précédentes pièces, si elles comprennent des meubles ayant auparavant appartenu à l'impératrice Marie-Louise, sont bien présentés avec leurs tissus restitués de 1837.

#### Pièce de l'impératrice Eugénie (évocation)
De tous les logements de cet étage dont peu d'informations sur leur occupation ont traversé l'Histoire, l'un d'entre eux est consacré à l'impératrice Eugénie dans la série d'évocations établie au début du XXIe siècle à l'attique du Petit Trianon. L'épouse de Napoléon III organise, à l'occasion de l'Exposition universelle de 1867, une réunion des « meubles, tableaux et objets divers se rattachant par un lien authentique au souvenir des hôtes illustres » de Trianon, en hommage à Marie-Antoinette, pour qui elle éprouve une sympathie proche de la dévotion. À la suite de cette manifestation, le Petit Trianon devient un musée consacré au XVIIIe siècle et à Marie-Antoinette, reine dont le mythe commence à s'imposer peu à peu. Les pièces exposées sont des « objets Marie-Antoinette », soit lui ayant appartenu, comme plusieurs vases, soit évoquant son souvenir. La tenture murale à gros bouquets de fleurs est une reproduction d'une toile imprimée présente au château au XIXe siècle.

## Le château du Petit Trianon dans la culture

### Cinéma
Le cinéma a très tôt exploité le décor du château du Petit Trianon, tout comme celui de l'ensemble du domaine, :
- 1926 : Voir Versailles et mourir, film réalisé par Henri Diamant-Berger ;
- 1927 : La Valse de l'adieu, film réalisé par Henry Roussel[ciné 1] ;
- 1954 : Casa Ricordi (La maison du souvenir), film réalisé par Carmine Gallone ;
- 1955 : Marie-Antoinette reine de France, film réalisé par Jean Delannoy[ciné 2],[ciné 3] ;
- 1960 : Robespierre, téléfilm ;
- 2000 : The Affair of the Necklace, film réalisé par Charles Shyer[ciné 4],[ciné 5] ;
- 2011 : Le Chevalier de Saint-Georges, docufiction réalisée par Claude Ribbe[ciné 6],[ciné 7] ;
- 2011 : Les Adieux à la Reine, film réalisé par Benoît Jacquot[ciné 8],[ciné 9],[note 47] ;
- 2012 : Je veux le monde (extrait de la comédie musicale 1789 : Les Amants de la Bastille), vidéoclip réalisé par Giuliano Peparini[note 48].

### Les répliques dans le monde
Référence incontestée de l'architecture du XVIIIe siècle, le château du Petit Trianon est à l'origine de multiples répliques en France et dans le monde :
- L'hôtel de Poissac, à Bordeaux, construit en 1775 par l'architecte Nicolas Papon, est directement inspiré de la façade sud du Petit Trianon.
- Le château de Pignerolle, en Anjou, a été construit en 1776 par l'architecte Michel Bardoul de la Bigottière sur le modèle de l'édifice de Gabriel.
- Le manoir du gouverneur du Kentucky, élevé en 1914, est officiellement inspiré du Petit Trianon[89].
- Le château de Pierre-Levée, en Vendée, est un exemple de l'audace d'un riche bourgeois désireux, en 1793, de recréer un symbole royaliste[90].
- En Flandre-Orientale, le château de Ghellinck, parfois surnommé « Petit Trianon de Flandre », sur les hauteurs de Gand, a été dessiné en 1785 par Barnabé Guimard, élève d'Ange-Jacques Gabriel.
- Scott House est édifiée en 1910 à Richmond, capitale de la Virginie, en référence au château de Marie-Antoinette[91].
- Une réplique bâtie en 1905 se situe à San Francisco, à l'angle de Washington Street et Maple Street ; acquise en 2007 par Halsey Minor, fondateur de CNet, elle est en 2012 à l'état d'abandon[92].
- En 1800, l'avocat lillois Philippe-Joseph Riquet, entreprend de faire construire à Cysoing, sur les ruines de l'ancienne abbaye Sainte-Calixte, « un très joli château »[93], inspiré du Petit Trianon.

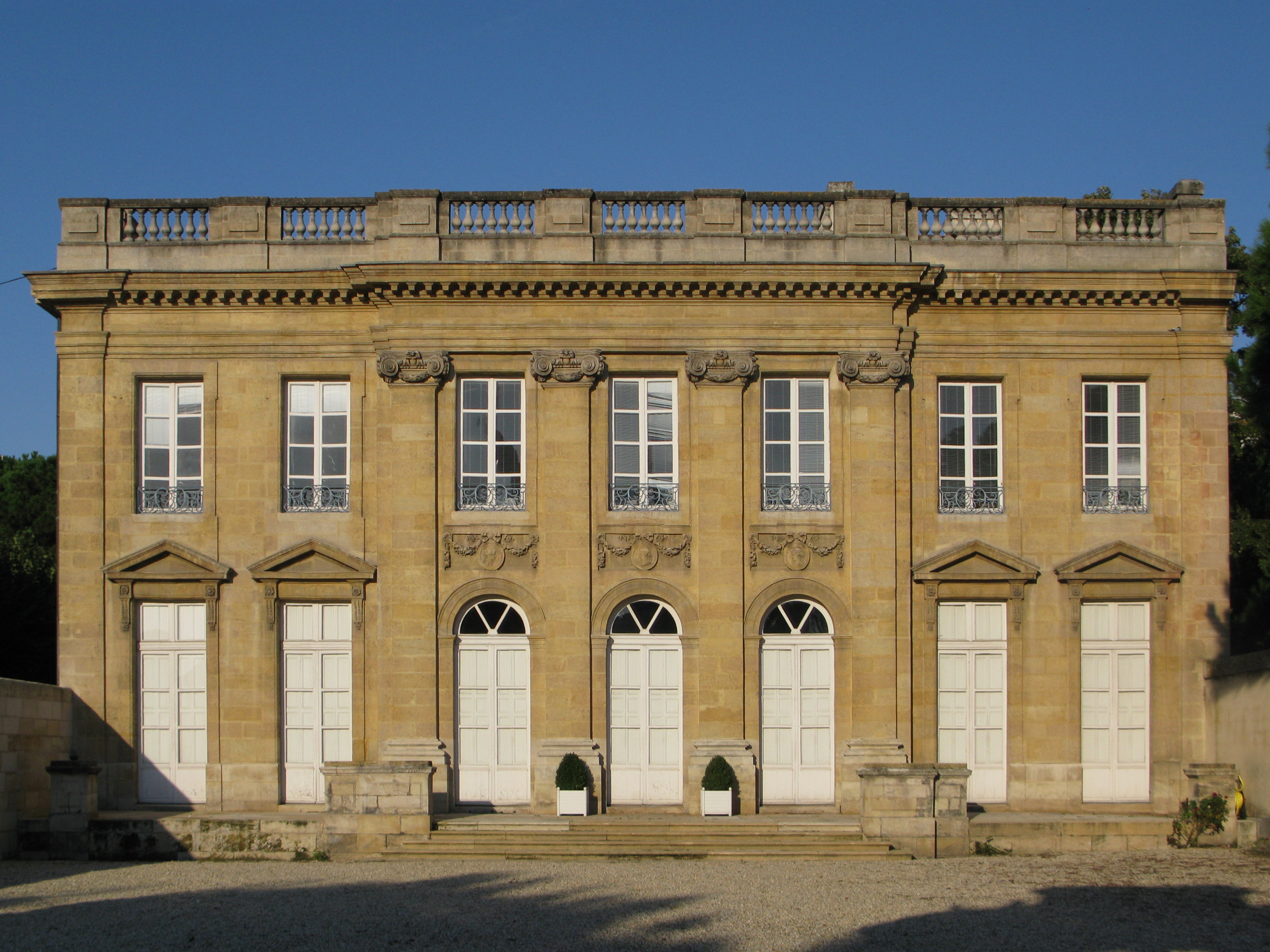
Hôtel de Poissac, Bordeaux.
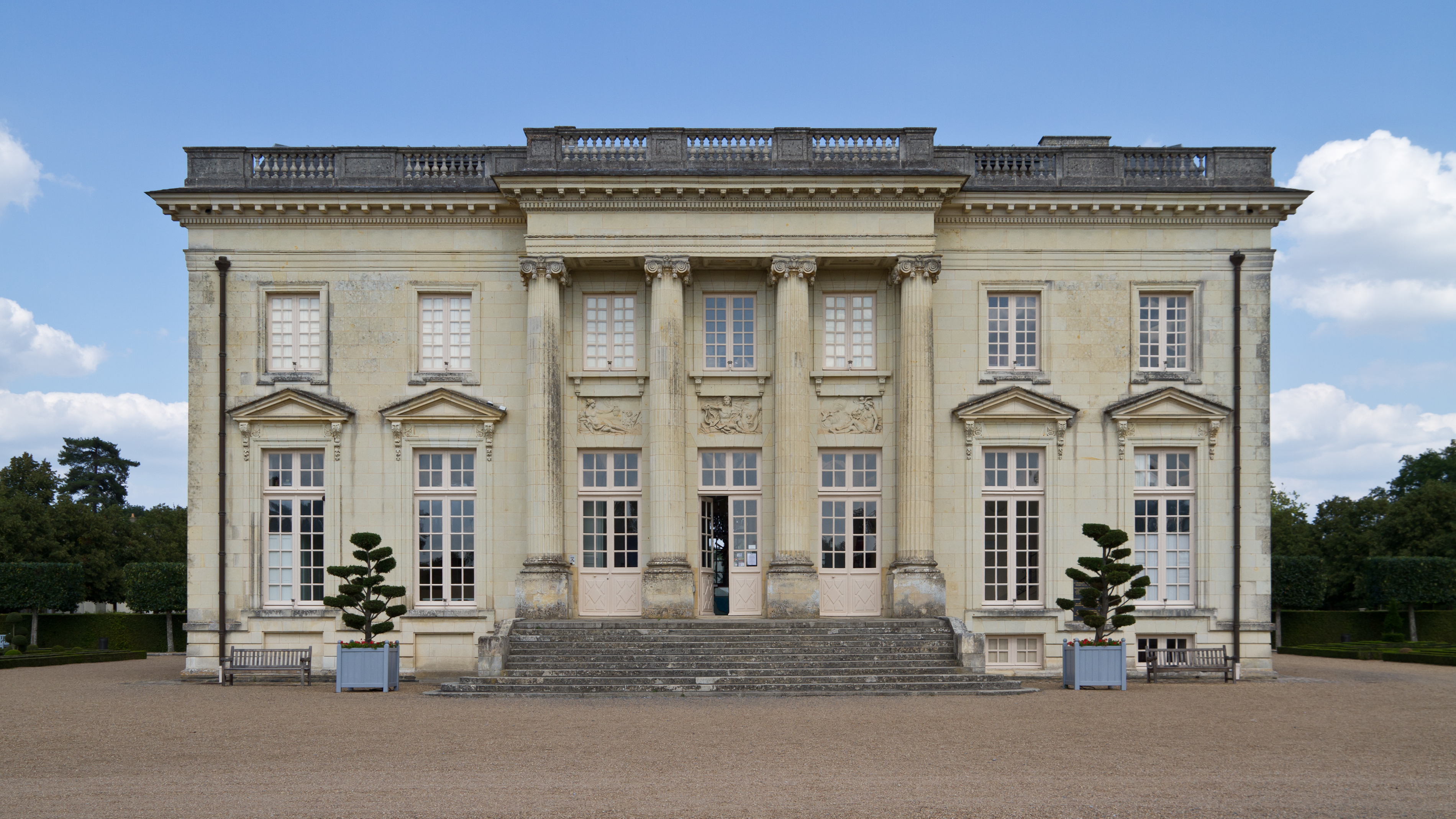
Château de Pignerolle (Anjou).
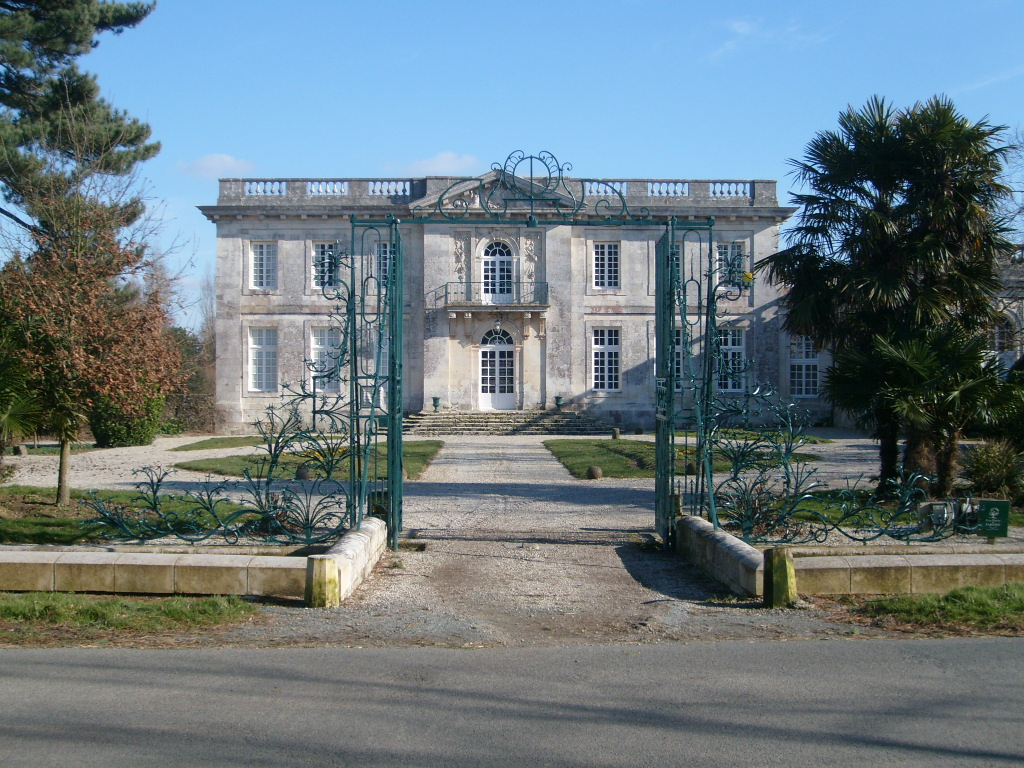
Château de Pierre-Levée (Vendée)
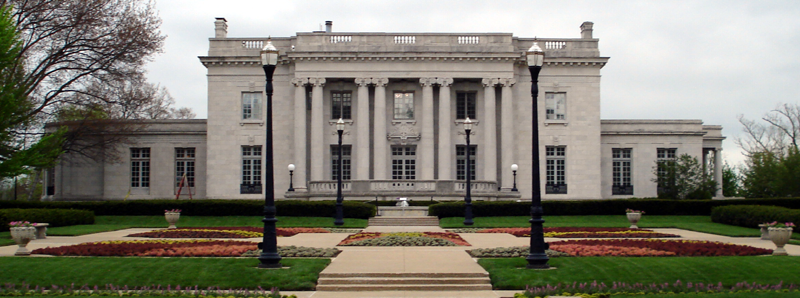
Manoir du gouverneur du Kentucky (USA).
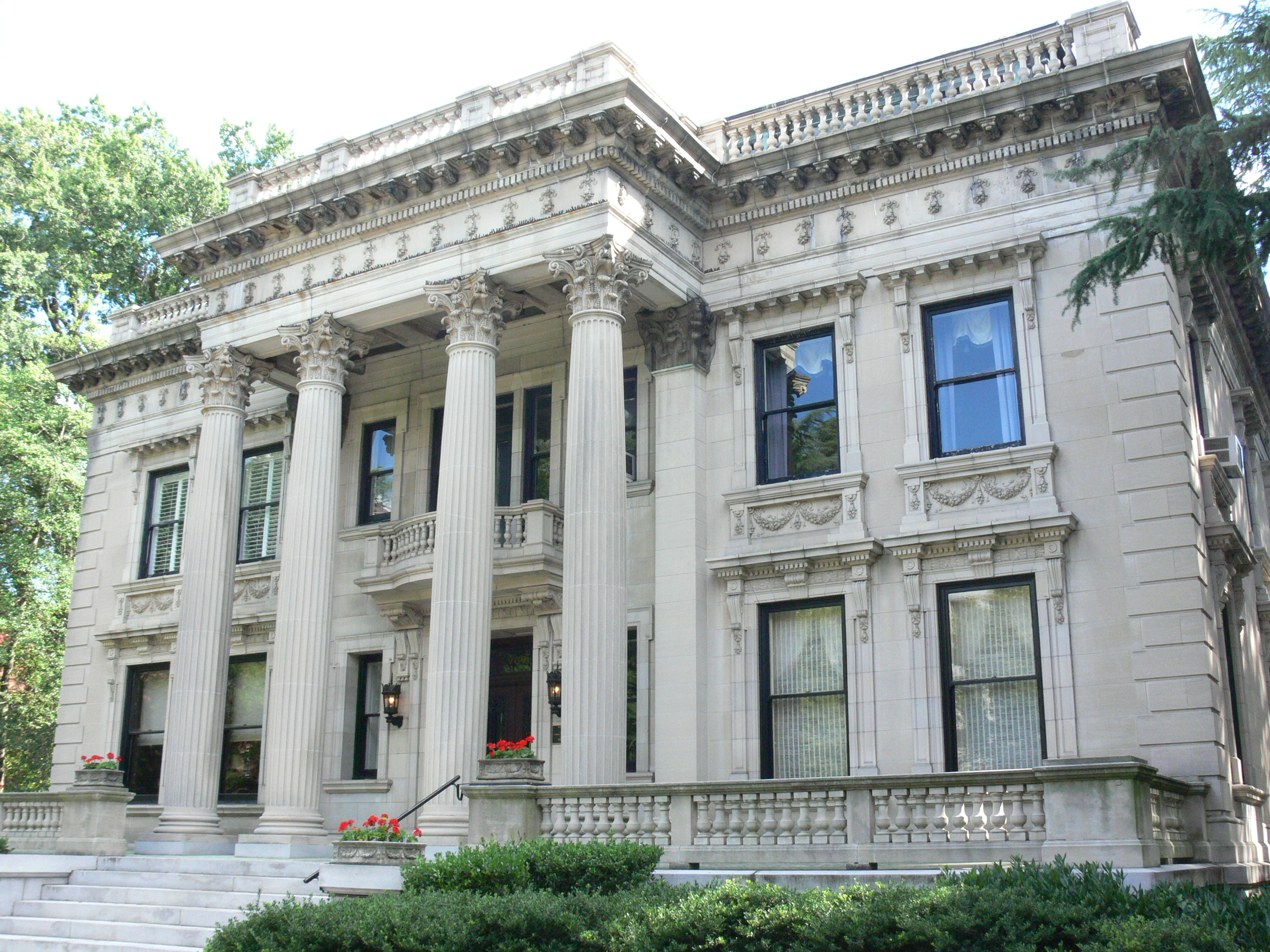
Scott House (USA).